# 松山市

3000年の歴史を有する道後温泉の本館

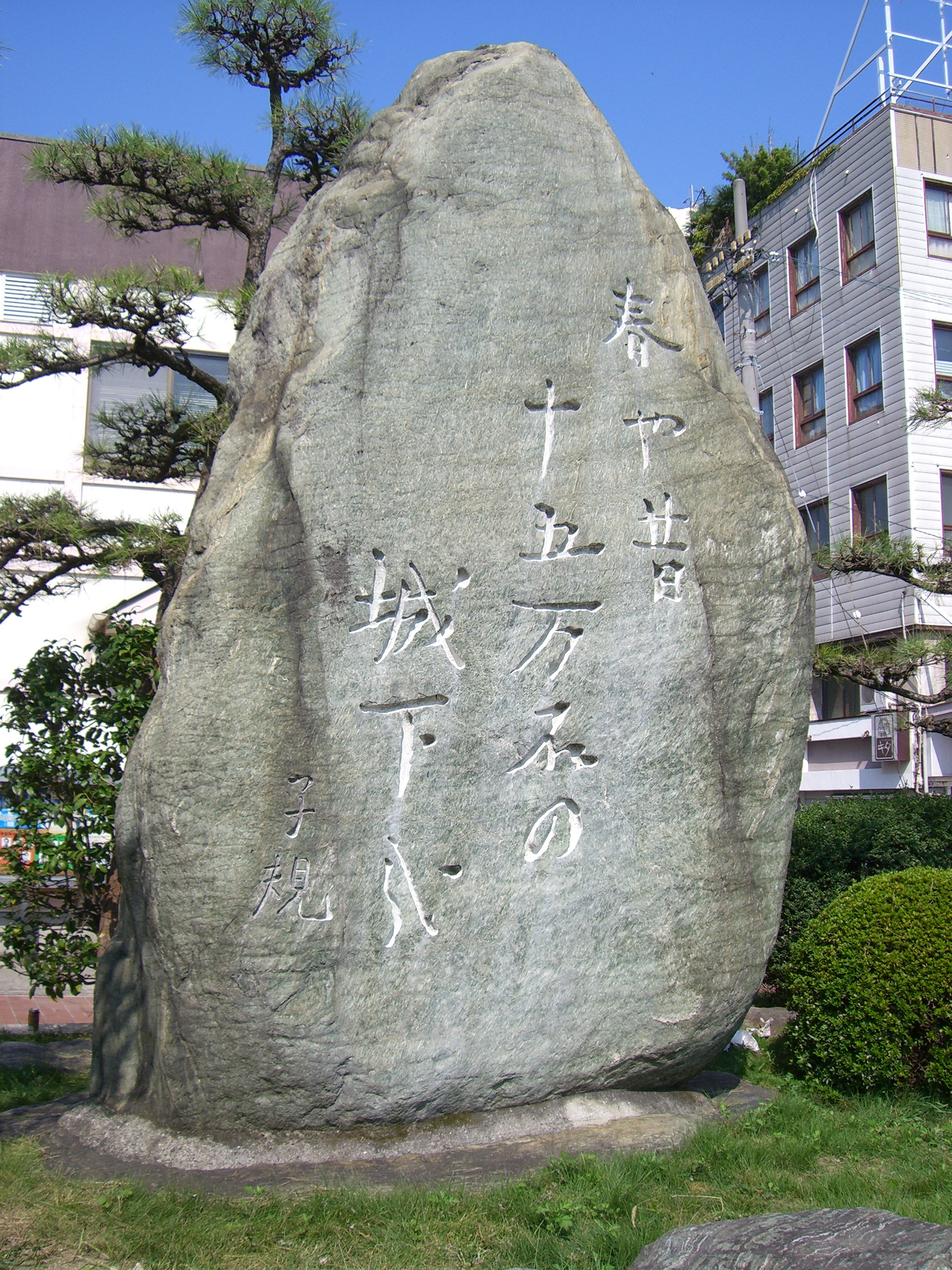
松山を代表する偉人の一人である正岡子規の句碑（JR松山駅前）

松山市（まつやまし）は、愛媛県の中部に位置する市。愛媛県の県庁所在地及び四国地方で人口が最多の市であり、中核市に指定されている。四国地方では、唯一人口が50万人を超える市であったが、2024年4月1日現在、19年ぶりに50万人を下回った。中四国地方での人口規模は広島市、岡山市に続く第3の都市となる。

## 概要
四国地方で最多の約50万人の人口を有していたが、日本の一地方で人口が最多の都市では唯一、政令指定都市ではない。中四国においては、政令指定都市である広島市・岡山市に次ぐ3番目の人口規模を有する。都市圏人口は、総務省統計局の定義における「松山都市圏」が70万6883人（2015年）、都市雇用圏の「松山都市圏」が64万2841人（2010年）の規模であり、都市圏人口としては四国で香川県高松市を中心とした高松都市圏（約83万人）に次ぐ規模である。
松山城を中心に発展して来た旧城下町で、道後温泉で有名な古くからの温泉地であるとともに、俳人正岡子規や種田山頭火また文豪夏目漱石ゆかりの地で、俳句や小説『坊っちゃん』『坂の上の雲』などで知られる文学の街でもある。これら観光資源を背景として、「国際観光温泉文化都市」の指定を受けている。キャッチフレーズは「いで湯と城と文学のまち」。
コンパクトシティ構想により、様々な文化施設が集中して立地している。地方都市随一の繁華街・歓楽街である大街道や銀天街、四国唯一の地下街であるまつちかタウン、四国最大の駅である伊予鉄松山市駅ビルに併設された伊予鉄髙島屋やハンズなどの商業施設、道後温泉、松山城、松山総合公園、愛媛県美術館、坂の上の雲ミュージアム、子規記念博物館、伊予かすり会館、伊丹十三記念館など多様な文化的観光スポットがある。また、スポーツ施設も充実しており、特に松山中央公園には最新設備を導入した坊っちゃんスタジアム、アクアパレットまつやま、愛媛県武道館、多目的競技場などが密集している。なお、市の南部およびベッドタウンである伊予郡砥部町にかけては、とべ動物園やえひめこどもの城、愛媛FCの本拠地であるニンジニアスタジアムを含む愛媛県総合運動公園など広大な県営の施設群もある。
近年は都心部を中心に複合商業施設の建設、鉄道や高規格道路の整備が行われ、四国最大都市としての再開発が進んでいる。

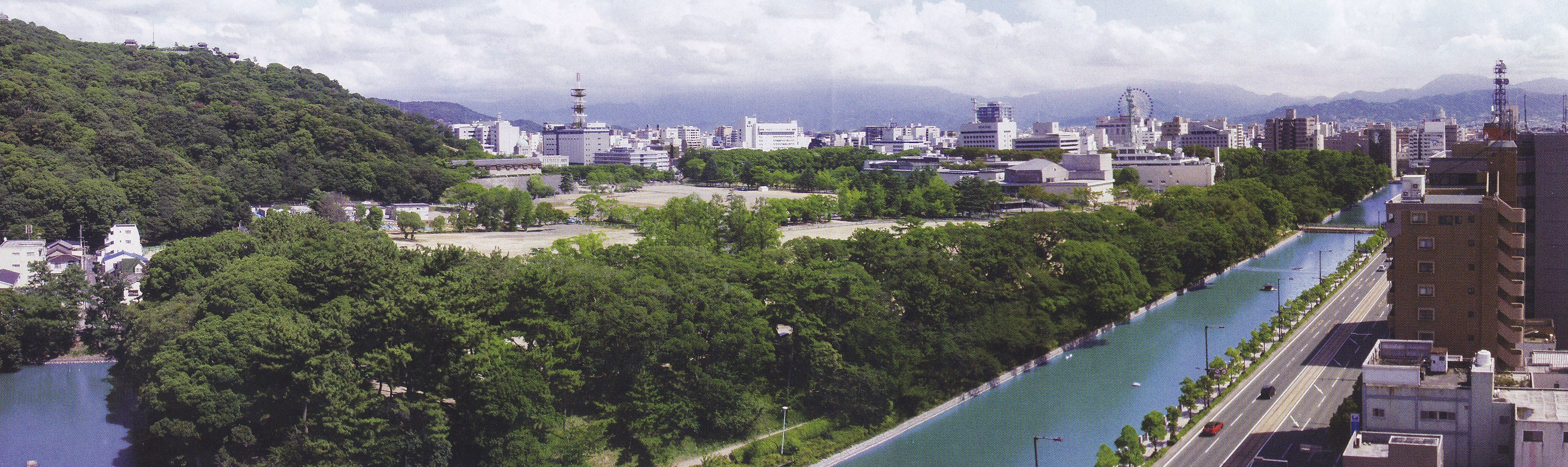
本町より望む整備中の堀之内公園。公園の奥には観覧車のある松山市駅が見える（左側に見える山の向こうが中心地の大街道、写真のさらに右側が松山駅方面となる）。

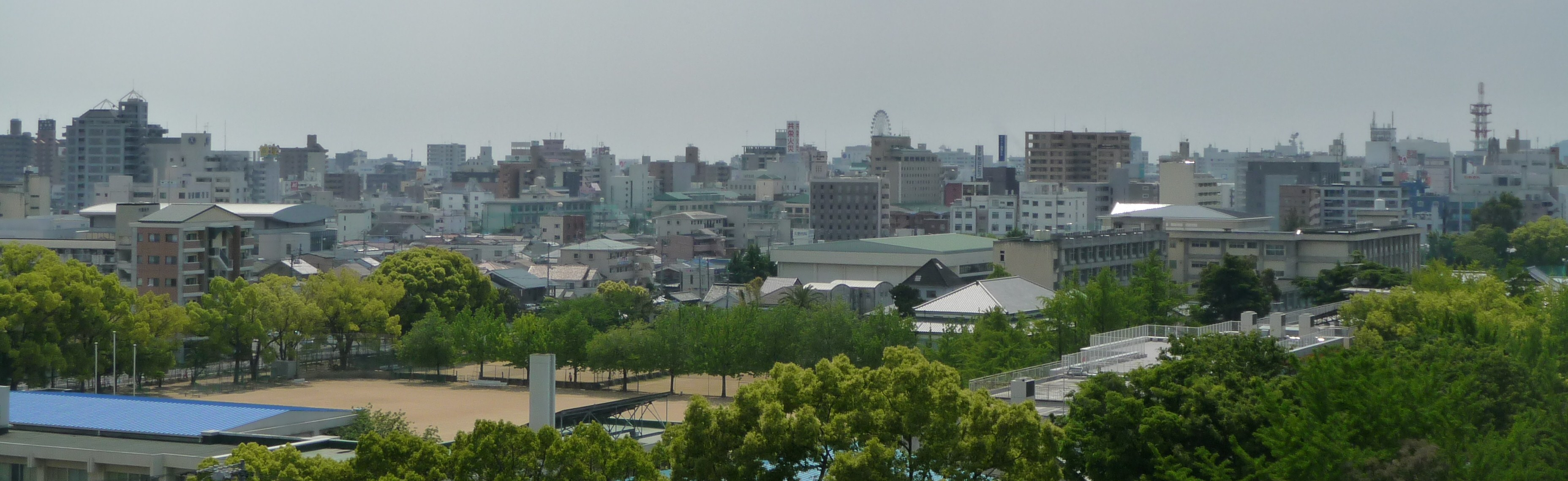
道後方面より望む松山市中心部。中央に見える観覧車のある建物が松山市駅、それより右手に広がるビル街が中心地の大街道。手前に見えるのは松山東高等学校および愛媛大学教育学部附属小・中・養護学校。

## 地理

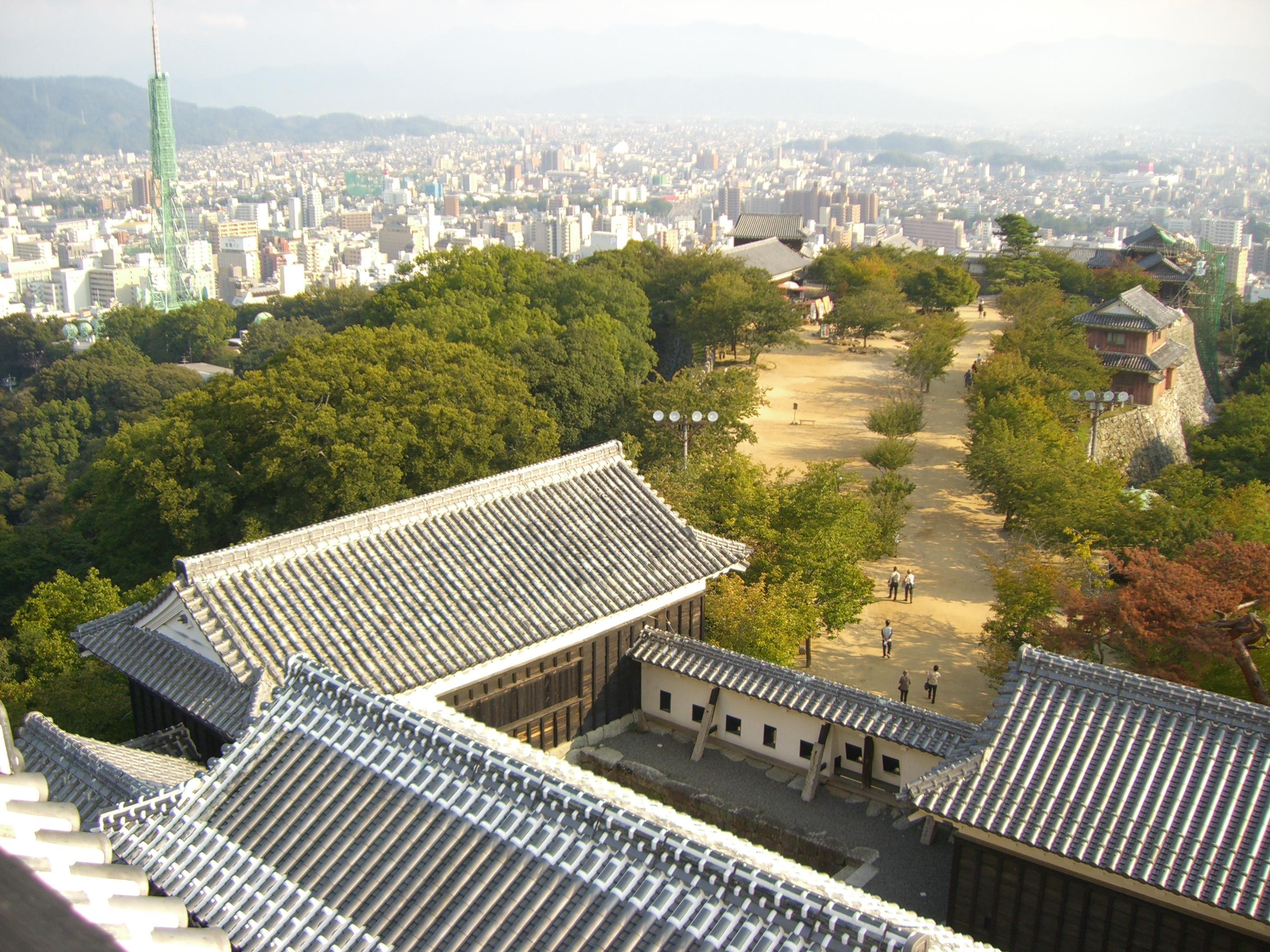
松山城（城山）から望む松山平野

松山市中心部周辺の空中写真。
2010年5月2日撮影の87枚を合成作成。。

松山市は西に瀬戸内海（伊予灘および斎灘）に面しており、北と東は高縄半島の山々、南は四国山地の一支脈である皿ヶ嶺連峰に接している。松山平野の大部分を占めるほか、三坂峠のすぐ下の山間地から旧・中島町の島嶼部に至るまで広い面積を有するようになった。
- 山：高縄山（標高986m）、明神ヶ森（標高1217m）= 松山市最高峰
- 峠：三坂峠（標高720m）=国道33号
- 河川：石手川、重信川
- 湖沼：白鷺湖（石手川ダムの貯水池）
- 島：忽那諸島

### 気候
典型的な瀬戸内海式気候であり、年中温暖（年平均気温：16.8℃）で降水量が少ない。四国の他の3県と違い、春から夏にかけて降水量が多く、梅雨の時期にあたる6月が最多である。台風の影響もはるか南東に位置する四国山地が遮り、南予や四国の反対側の徳島市に比べるとかなり少ない。冬期は、九州の日本海側にある雪雲が関門海峡を抜けて、松山上空まで雪を降らせることがある。
| 松山地方気象台（松山市北持田町、標高32m）の気候         | 松山地方気象台（松山市北持田町、標高32m）の気候 | 松山地方気象台（松山市北持田町、標高32m）の気候 | 松山地方気象台（松山市北持田町、標高32m）の気候 | 松山地方気象台（松山市北持田町、標高32m）の気候 | 松山地方気象台（松山市北持田町、標高32m）の気候 | 松山地方気象台（松山市北持田町、標高32m）の気候 | 松山地方気象台（松山市北持田町、標高32m）の気候 | 松山地方気象台（松山市北持田町、標高32m）の気候 | 松山地方気象台（松山市北持田町、標高32m）の気候 | 松山地方気象台（松山市北持田町、標高32m）の気候 | 松山地方気象台（松山市北持田町、標高32m）の気候 | 松山地方気象台（松山市北持田町、標高32m）の気候 | 松山地方気象台（松山市北持田町、標高32m）の気候 |
| 月                                                      | 1月                                             | 2月                                             | 3月                                             | 4月                                             | 5月                                             | 6月                                             | 7月                                             | 8月                                             | 9月                                             | 10月                                            | 11月                                            | 12月                                            | 年                                              |
| ------------------------------------------------------- | ----------------------------------------------- | ----------------------------------------------- | ----------------------------------------------- | ----------------------------------------------- | ----------------------------------------------- | ----------------------------------------------- | ----------------------------------------------- | ----------------------------------------------- | ----------------------------------------------- | ----------------------------------------------- | ----------------------------------------------- | ----------------------------------------------- | ----------------------------------------------- |
| 最高気温記録 °C （°F）                                  | 24.4 (75.9)                                     | 24.5 (76.1)                                     | 27.5 (81.5)                                     | 31.1 (88)                                       | 32.3 (90.1)                                     | 35.6 (96.1)                                     | 37.0 (98.6)                                     | 37.4 (99.3)                                     | 36.7 (98.1)                                     | 33.3 (91.9)                                     | 28.0 (82.4)                                     | 25.2 (77.4)                                     | 37.4 (99.3)                                     |
| 平均最高気温 °C （°F）                                  | 10.2 (50.4)                                     | 11.0 (51.8)                                     | 14.4 (57.9)                                     | 19.6 (67.3)                                     | 24.2 (75.6)                                     | 27.0 (80.6)                                     | 31.2 (88.2)                                     | 32.6 (90.7)                                     | 29.1 (84.4)                                     | 23.8 (74.8)                                     | 18.1 (64.6)                                     | 12.6 (54.7)                                     | 21.1 (70)                                       |
| 日平均気温 °C （°F）                                    | 6.2 (43.2)                                      | 6.8 (44.2)                                      | 9.9 (49.8)                                      | 14.8 (58.6)                                     | 19.4 (66.9)                                     | 22.9 (73.2)                                     | 27.1 (80.8)                                     | 28.1 (82.6)                                     | 24.6 (76.3)                                     | 19.1 (66.4)                                     | 13.6 (56.5)                                     | 8.5 (47.3)                                      | 16.8 (62.2)                                     |
| 平均最低気温 °C （°F）                                  | 2.6 (36.7)                                      | 2.8 (37)                                        | 5.6 (42.1)                                      | 10.3 (50.5)                                     | 15.0 (59)                                       | 19.4 (66.9)                                     | 23.8 (74.8)                                     | 24.6 (76.3)                                     | 21.0 (69.8)                                     | 15.1 (59.2)                                     | 9.6 (49.3)                                      | 4.8 (40.6)                                      | 12.9 (55.2)                                     |
| 最低気温記録 °C （°F）                                  | −7.0 (19.4)                                     | −8.3 (17.1)                                     | −6.3 (20.7)                                     | −2.6 (27.3)                                     | 1.4 (34.5)                                      | 5.7 (42.3)                                      | 14.3 (57.7)                                     | 15.6 (60.1)                                     | 9.1 (48.4)                                      | 2.2 (36)                                        | −1.2 (29.8)                                     | −5.8 (21.6)                                     | −8.3 (17.1)                                     |
| 降水量 mm （inch）                                      | 50.9 (2.004)                                    | 65.7 (2.587)                                    | 105.1 (4.138)                                   | 107.3 (4.224)                                   | 129.5 (5.098)                                   | 228.7 (9.004)                                   | 223.5 (8.799)                                   | 99.0 (3.898)                                    | 148.9 (5.862)                                   | 113.0 (4.449)                                   | 71.3 (2.807)                                    | 61.8 (2.433)                                    | 1,404.6 (55.299)                                |
| 降雪量 cm （inch）                                      | 0 (0)                                           | 0 (0)                                           | 0 (0)                                           | 0 (0)                                           | 0 (0)                                           | 0 (0)                                           | 0 (0)                                           | 0 (0)                                           | 0 (0)                                           | 0 (0)                                           | 0 (0)                                           | 0 (0)                                           | 1 (0.4)                                         |
| 平均降水日数 （≥0.5 mm）                                | 8.2                                             | 8.5                                             | 11.2                                            | 10.5                                            | 9.5                                             | 13.1                                            | 10.9                                            | 8.2                                             | 9.8                                             | 8.2                                             | 8.2                                             | 8.9                                             | 115.1                                           |
| 平均降雪日数                                            | 6.9                                             | 5.5                                             | 1.7                                             | 0.0                                             | 0.0                                             | 0.0                                             | 0.0                                             | 0.0                                             | 0.0                                             | 0.0                                             | 0.0                                             | 4.1                                             | 18.3                                            |
| % 湿度                                                  | 63                                              | 63                                              | 63                                              | 62                                              | 64                                              | 73                                              | 72                                              | 70                                              | 70                                              | 68                                              | 67                                              | 65                                              | 67                                              |
| 平均月間日照時間                                        | 129.2                                           | 142.2                                           | 175.1                                           | 190.8                                           | 205.9                                           | 151.1                                           | 189.0                                           | 218.1                                           | 164.3                                           | 174.1                                           | 144.9                                           | 129.8                                           | 2,014.5                                         |
| 出典：気象庁 (平均値：1991年-2020年、極値：1890年-現在) |                                                 |                                                 |                                                 |                                                 |                                                 |                                                 |                                                 |                                                 |                                                 |                                                 |                                                 |                                                 |                                                 |

### 広袤（こうぼう）
| 国土地理院地理情報によると松山市の東西南北それぞれの端は以下の位置で、東西の長さは40.32km、南北の長さは42.86kmである。 |
| 節内の全座標を示した地図 - OSM                                                                                         |
| 節内の全座標を出力 - KML                                                                                               |
| 表示 |

|                                                                           | 北端 北緯34度4分26秒 東経132度42分36秒 / 北緯34.07389度 東経132.71000度 ↑        |                                                                           |
| 西端 北緯33度58分14秒 東経132度29分27秒 / 北緯33.97056度 東経132.49083度← | 中心点 北緯33度52分50.5秒 東経132度42分31.5秒 / 北緯33.880694度 東経132.708750度 | 東端 →北緯33度54分51秒 東経132度55分36秒 / 北緯33.91417度 東経132.92667度 |
|                                                                           | ↓ 南端 北緯33度41分15秒 東経132度49分55秒 / 北緯33.68750度 東経132.83194度       |                                                                           |

## 人口
| |                                        |  |
| 松山市と全国の年齢別人口分布（2005年） | 松山市の年齢・男女別人口分布（2005年） |  |
| ■紫色 ― 松山市 ■緑色 ― 日本全国 | ■青色 ― 男性 ■赤色 ― 女性              |  |
| 松山市（に相当する地域）の人口の推移 \| 1970年（昭和45年） \| 362,998人 \| \| \| 1975年（昭和50年） \| 407,237人 \| \| \| 1980年（昭和55年） \| 442,147人 \| \| \| 1985年（昭和60年） \| 466,354人 \| \| \| 1990年（平成2年） \| 480,854人 \| \| \| 1995年（平成7年） \| 497,203人 \| \| \| 2000年（平成12年） \| 508,266人 \| \| \| 2005年（平成17年） \| 514,937人 \| \| \| 2010年（平成22年） \| 517,231人 \| \| \| 2015年（平成27年） \| 514,865人 \| \| \| 2020年（令和2年） \| 511,192人 \| \| |                                        |  |
| 総務省統計局 国勢調査より |                                        |  |
| 1970年（昭和45年） | 362,998人                              |  |
| 1975年（昭和50年） | 407,237人                              |  |
| 1980年（昭和55年） | 442,147人                              |  |
| 1985年（昭和60年） | 466,354人                              |  |
| 1990年（平成2年） | 480,854人                              |  |
| 1995年（平成7年） | 497,203人                              |  |
| 2000年（平成12年） | 508,266人                              |  |
| 2005年（平成17年） | 514,937人                              |  |
| 2010年（平成22年） | 517,231人                              |  |
| 2015年（平成27年） | 514,865人                              |  |
| 2020年（令和2年） | 511,192人                              |  |

## 沿革

### 年表

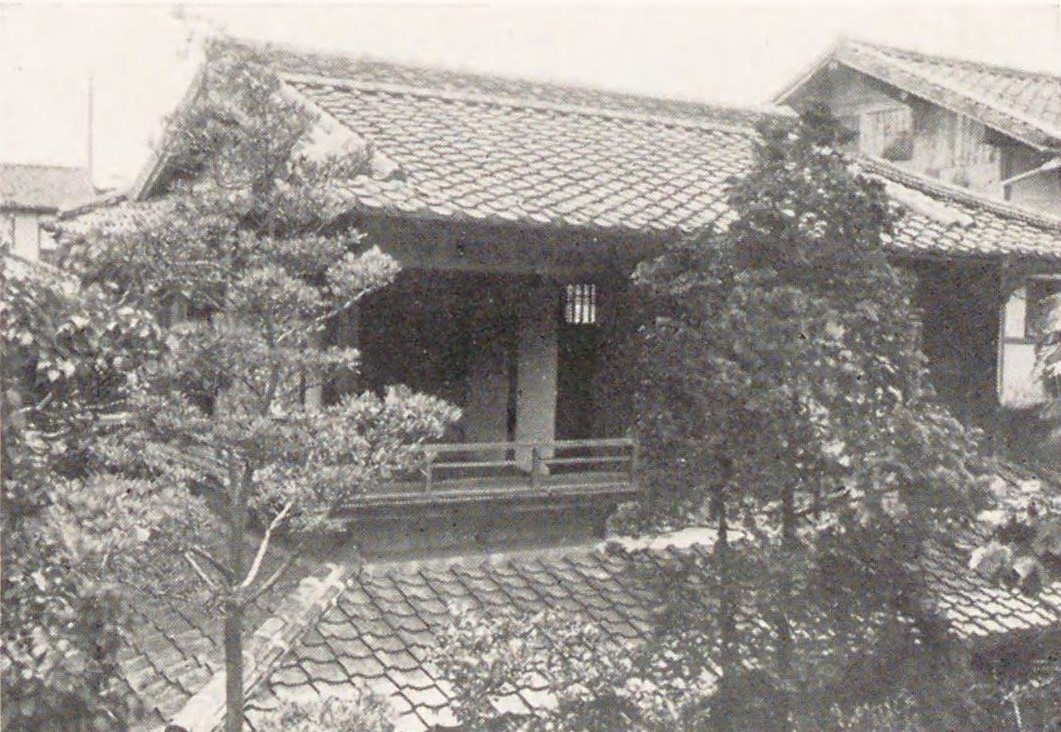
愚陀仏庵

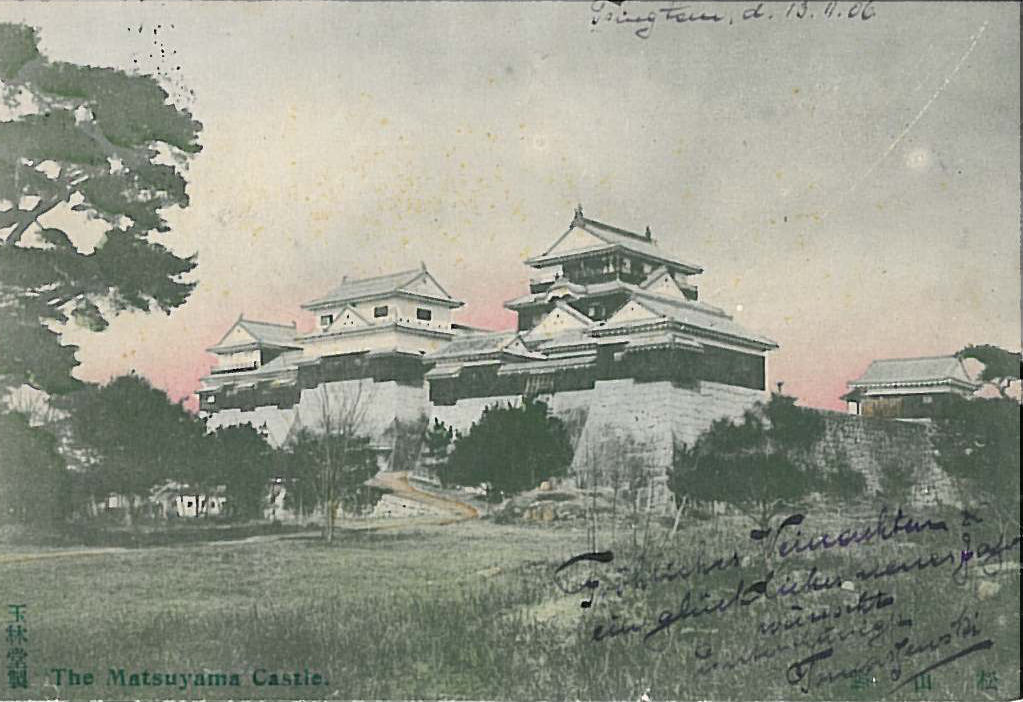
松山城（1906年）

1912年ごろの東堀端付近

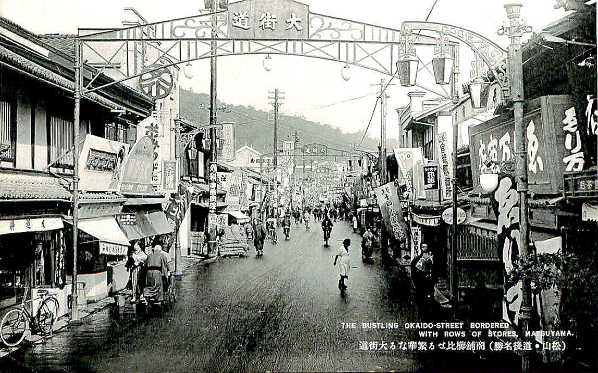
戦前の大街道商店街

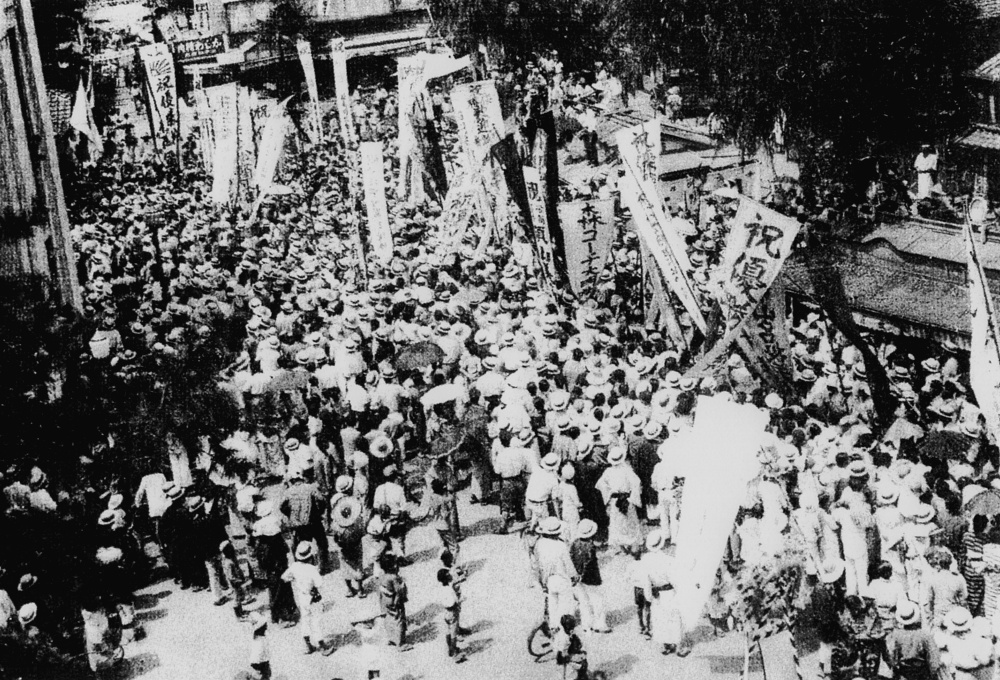
昭和10年夏の甲子園で優勝した松山商業野球部の凱旋パレード

- 1892年（明治25年）5月 - 伊予鉄道三津～高浜間が開業し、高浜線が全通。
- 1893年（明治26年）5月 - 伊予鉄道外側（現：松山市駅）～平井河原間が開業。
- 1895年（明治28年）8月 - 道後鉄道（現：伊予鉄道）が一番町～道後、道後～三津口を開業。
- 1896年（明治29年）
  - 1月 - 伊予鉄道森松線が開業･全通。
  - 7月 - 南予鉄道（現：伊予鉄道）藤原（現：松山市駅）～郡中間が開業。
- 1899年（明治32年）10月 - 伊予鉄道平井河原～横河原間が開業し、横河原線が全通。
- 1904年（明治37年）3月 - ロシア軍俘虜収容所が開設される。大林寺、雲祥寺、勧善社、公会堂、衛戍病院、城北練兵場（バラック）、一番町、正宗寺、法龍寺、出淵町、雄群、妙圓寺、妙清寺、山越（８つの寺院）で収容。捕虜とならなかった傷病兵を松山病院で手当。約6000名、最多時で約4000人が収容。1905年4月には公会堂から４kmが自由散歩区域となる。収容所は1906年2月閉所.
- 1909年2月（明治42年） - 長距離電話が開通。
- 1911年（明治44年）
  - 9月 - 松山電気軌道（現：伊予鉄道）が住吉～本町、札ノ辻～道後、本町～札ノ辻間を開業。
- 1912年（明治45年）
  - 1月 - 松山ガス（現：四国ガス）がガス供給を開始。
  - 2月 - 松山電気軌道が江ノ口～住吉間を開業。
- 1913年（大正2年）4月 - 日本赤十字愛媛支部病院（現：松山赤十字病院）が設置される。
- 1914年（大正3年）11月 - ドイツ軍俘虜収容所が開設される。
- 1918年（大正7年）8月 - 米騒動が発生し、市内の米穀商などが襲撃される。
- 1919年（大正8年）4月 - 松山高等学校（愛媛大学の前身校の一つ）が創立される。
- 1923年（大正12年）4月 - 松山高等商業学校（現：松山大学）が創立される。
- 1927年（昭和2年）
  - 4月3日 - 鉄道省讃予線（現：予讃線）伊予北条駅～松山駅間が開業。松山機関区（現：JR四国松山運転所）が開設される。
  - 4月10日 - 松山市主催、国鉄開通記念全国産業博覧会が城北練兵場を会場として始まる[4]。
  - 11月 - 伊予鉄道萱町～江ノ口間が廃止となる。
- 1928年（昭和3年） - 都市計画法（旧法）に基づく都市計画の策定が始まる[5]。
- 1929年（昭和4年）5月 - 日本航空輸送研究所が水上飛行機で大阪～高松～松山で定期航空輸送を開始。
- 1930年（昭和5年）2月 - 讃予線松山駅～南郡中駅（現：伊予市駅）間が開業。
- 1932年（昭和7年）11月 - 日本銀行松山支店が開設される。
- 1933年（昭和8年）7月 - 松山城放火事件により松山城の一部が焼失。
- 1934年（昭和9年）3月 - 省営自動車（国鉄バス、現：ジェイアール四国バス）が四国初の省営自動車線として松山～久万間を運行開始。
- 1935年（昭和10年）
  - 5月 - 愛媛県立図書館が開館。

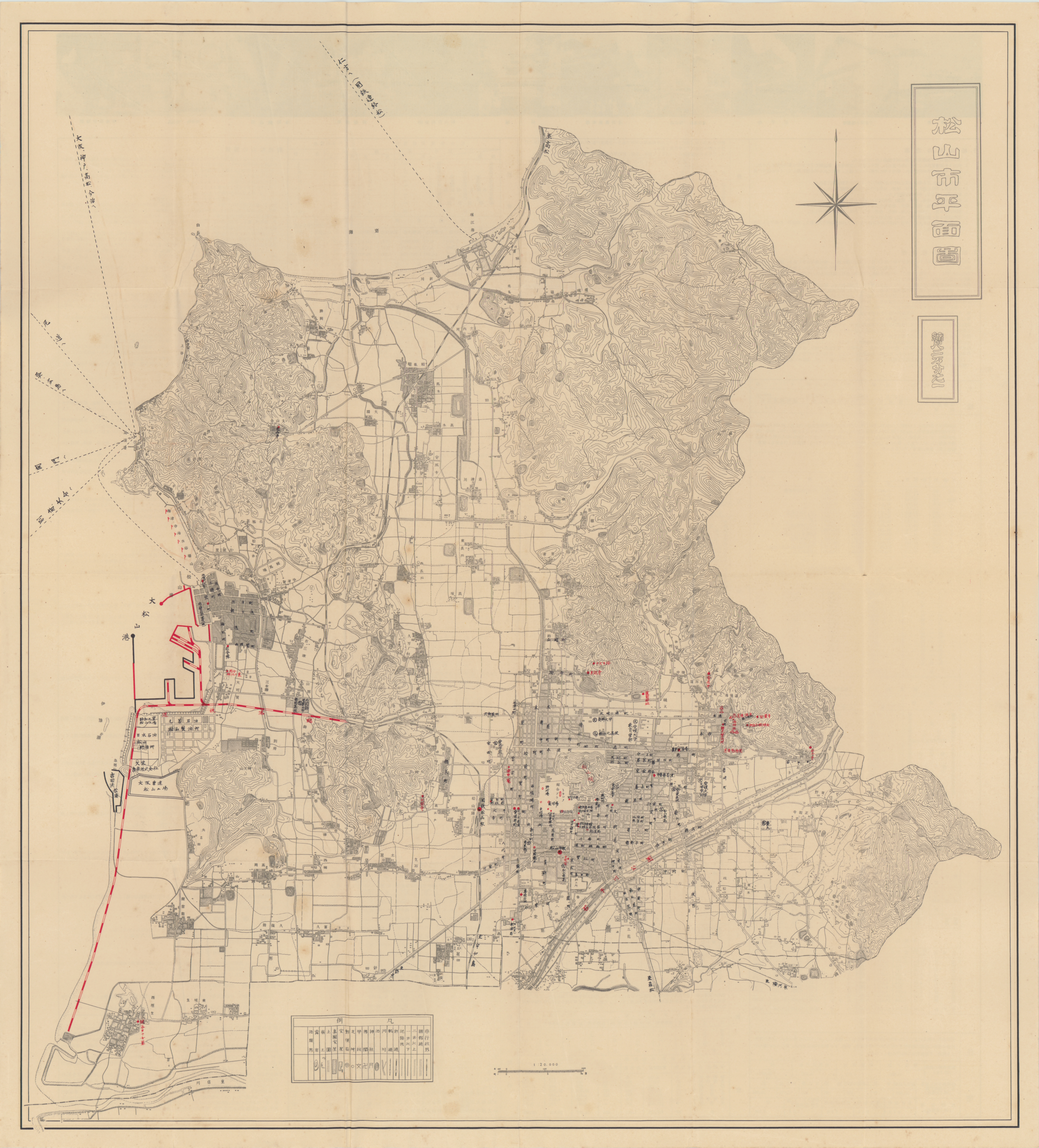
1953年発行の市街図

  - 8月 - 愛媛県立松山商業学校、第21回全国中等学校優勝野球大会で優勝。　
  - 11月 - 梅津寺遊園地（現：梅津寺公園、2009年3月閉園）が開園。
- 1936年（昭和11年）3月 - 松山郵便局　松山逓信診療所（現：NTT西日本松山病院）が開設される。
- 1941年（昭和16年）
  - 1月 - 神戸税関松山派出所（現：神戸税関松山税関支署）が開所。
  - 3月 - 日本放送協会松山放送局が開局、放送開始。
- 1943年（昭和18年）
  - 5月15日 - 北条鹿島沖合で関西汽船所属の定期旅客船「浦戸丸」（1326トン）が貨物船と衝突して沈没[6]。死者・行方不明者200人以上[7]。
  - 10月 - 松山海軍航空基地（現：松山空港）が使用開始。
  - 11月 - 大蔵省松山財務局（現：財務省四国財務局、後に高松市へ移転）が設置される。
  - 12月 - 松山逓信局が設置される。
- 1944年（昭和19年）
  - 3月 - 農林中央金庫松山出張所（現：農林中央金庫松山営業所）が開設される。
  - 6月 - 丸善石油松山製油所（現：コスモ松山石油）が操業開始。
  - 11月 - 松山海運局（現：四国運輸局愛媛運輸支局）が開設される。
- 1945年（昭和20年）
  - 7月 - 松山大空襲で市街地の大半を焼失。
  - 9月 - 日本医療団愛媛病院（現：愛媛県立中央病院）が設置される。
  - 10月22日 - 米軍第24師団の将兵1万人が梅津寺･三津浜･吉田浜海岸に上陸し、進駐。
  - 11月14日 - 復興院が松山市を戦災都市に指定。
  - 12月1日 - 国立病院松山病院（現：国立病院機構四国がんセンター）が二之丸旧陸軍病院跡に開院。
  - 12月5日 - 市民約1000人が市役所前で配給に関する抗議活動を展開。進駐軍のMPにより解散させられる[8]。
- 1946年（昭和21年）
  - 2月 - 進駐軍が第91軍政部（6月に高松市に移転）を設置。
  - 5月1日 - 日本国有鉄道が仁堀航路（仁方港～堀江港、1982年航路廃止）を開設。
  - 7月1日 - 進駐軍が愛媛軍政部を設置。
  - 10月6日 - 三越松山支店（現：松山三越）が開店する。
  - 12月1日 - 運輸省航空局高松航空保安事務所松山出張所（現：国土交通省大阪航空局松山空港事務所）が設置される。
  - 12月21日 - 昭和南海地震が発生し、道後温泉の出湯が一時停止する。
- 1947年（昭和22年）
  - 3月20日 - 道後温泉復興祭が開催される。
  - 3月25日 - 運輸省四国鉄道局愛媛自動車事務所（現：四国運輸局愛媛運輸支局）が設置される。
  - 4月1日 - 松山語学専門学校（後の松山外国語短期大学、1960年廃止）が開学。
  - 4月5日 - 初の市長公選が行われ、安井雅一が当選。
  - 4月 - 四国商工局松山出張所（後に県に移管）が開設される。
  - 5月1日 - 松山復興市が開催される。
  - 5月2日 - 愛媛労働基準局が設置される。
  - 5月3日 - 松山地方検察庁が設置される。
  - 9月1日 - 松山労働基準監督署が設置される。
  - 9月22日 - 商工組合中央金庫松山出張所（現：松山支店）が開設される。
- 1948年（昭和23年）
  - 3月7日 - 松山市警察署が設置される。
  - 7月 - 松山市営球場（2003年5月閉鎖）が開場。
  - 10月 - 松山市消防本部（現：松山市消防局）が設置される。
- 1949年（昭和24年）
  - 1月1日 - 松山家庭裁判所が設置される。広島警察管区警備部通信課愛媛県出張所（現：四国管区警察局愛媛県情報通信部）が設置される。
  - 1月22日 - 道後湯之町分離についての住民投票実施され、賛成派勝利する。
  - 4月9日 - 第16回愛媛県議会臨時会が開催され、松山市からの道後湯之町分離案が否決となる。
  - 5月31日 - 旧制の松山高等学校・愛媛師範学校・愛媛青年師範学校・新居浜高等工業学校を母体とし、愛媛大学が発足。
  - 6月1日 - 大蔵省印刷庁松山出張所（現：国立印刷局松山分室）が設置される。松山逓信局が松山郵政局（現：日本郵政四国支社）･四国電波管理局（現：四国総合通信局）などに分離される。
  - 7月7日 - 日本専売公社松山工場（後に日本たばこ産業松山工場となり、2004年に工場閉鎖）が操業開始。
- 1950年（昭和25年）
  - 1月21日 - 松山競輪場が開場。
  - 3月18日 - 市内に昭和天皇の戦後巡幸。市役所前に設けられた奉迎場で挨拶後、児童相談所、国立松山病院、愛媛大学、農事試験場などを視察[9]。
  - 4月1日 - 国民金融公庫松山支所（現：日本政策金融公庫松山支店）が設置される。
  - 6月1日 - 松山海上保安部が設置される。
  - 12月6日 - 国会で松山国際観光温泉文化都市建設法案が可決成立する。
  - 12月8日 - 警察予備隊松山駐屯地（陸上自衛隊松山駐屯地）が設置される。
- 1951年（昭和26年）
  - 1月19日 - 松山港が港湾法による重要港湾となる。
  - 4月 - 松山市社会福祉協議会が発足。
  - 8月 - 松山港まつりが初開催される。
  - 9月 - 昭和工業松山工場（現：東レ・ファインケミカル松山事業所）が操業開始。
  - 時期不明 - 国際観光温泉文化都市（国際観光文化都市）指定。
- 1952年（昭和27年）
  - 4月 - 松山商科大学短期大学部（現：松山短期大学）が開学。
  - 8月 - 松山青年会議所が発足。工業用水工事が完成。
  - 9月 - 大阪曹達（現：大阪ソーダ）松山工場が操業開始。
- 1953年（昭和28年）

- - 4月 - 水道局が発足。
  - 8月 - 愛媛県立松山商業高等学校、第35回全国高等学校野球選手権大会で優勝。　
  - 9月 - 愛媛県立道後動物園（1987年廃止）が開園。
  - 10月 - 南海放送がラジオ放送を開始。
- 1954年（昭和29年）7月 - 松山市警察が廃止され、愛媛県警察が発足。
- 1955年（昭和30年）
  - 8月 - 松山城山ロープウェイが開業。
  - 11月 - 帝人松山工場（現：帝人松山事業所）が操業開始。
- 1956年（昭和31年）8月 - 自衛隊愛媛地方連絡部（現：自衛隊愛媛地方協力本部）が設置される。
- 1957年（昭和32年）10月 - NHK松山放送局がテレビ放送開始。
- 1958年（昭和33年）
  - 9月 - 四国電力松山発電所（2001年廃止）が営業運転開始。
  - 12月 - 南海放送がテレビ放送を開始。
- 1960年（昭和35年）2月 - レンゴー松山工場が稼動開始。
- 1961年（昭和36年）
  - 4月 - 松山空港に初の民間定期便（大阪国際空港線）が就航。
  - 9月 - 市水道局を公営企業局に改称し、公営事業にガス事業（1998年に四国ガスに譲渡）を追加。
- 1964年（昭和39年）
  - 4月 - ダイエー大街道店が開店。松山東雲短期大学が開学。
  - 6月7日 - 暴力団員同士が、4時間にわたり銃撃戦を繰り広げる[10]。
  - 9月 - 市内の13農協が合併し、四国最大の農協（松山市農業協同組合）として発足。
- 1965年（昭和40年）
  - 2月 - 市･市住宅協会が松山市初の大規模団地（現：ひばりヶ丘団地）造成工事が竣工。
  - 12月 - 伊予鉄道森松線が廃止となる。
- 1966年（昭和41年）
  - 4月 - 道後財産区を廃止。
  - 8月 - 松山おどり（現：松山まつり）が初開催される。
  - 9月 - 日本製粉松山工場（1993年閉鎖）が操業開始。
  - 10月 - 国立松山病院に四国地方がんセンター（四国がんセンター）が開所。
  - 11月 - 全日空松山沖墜落事故が発生。
- 1967年（昭和42年）
  - 3月 - 松山観光港の利用開始。松山木材工業団地が完成。
- 1968年（昭和43年）
  - 3月 - 松山いづみ（1977年1月閉店）が開店する。
  - 5月 - 松山市戦災復興事業が完工。
  - 11月 - 松山厚生福祉センター落成。
- 1969年（昭和44年）
  - 8月 - 愛媛県立松山商業高等学校、第51回全国高等学校野球選手権大会で優勝。　
  - 12月 - 愛媛放送（現：テレビ愛媛）が開局。
- 1970年（昭和45年）
  - 3月 - 愛媛県立美術館が開館。
  - 7月 - 市内全地域の小字を廃止。
- 1971年（昭和46年）
  - 1月 - 愛媛県下最長の久谷大橋、重信川に完成。
  - 4月 - 松山市駅前地下街が開業。
  - 7月 - いよてつそごう（現：伊予鉄髙島屋）が開店する。
- 1972年（昭和47年）
  - 4月 - 松山市青少年センターが完成。
  - 6月 - 上一万の交差点に四国初の地下横断歩道が完成。
- 1973年（昭和48年）
  - 3月 - 石手川ダムが完成。
  - 4月 - フジショッピングスクエア駅前店（現：フジグラン松山）が開店する。
  - 6月 - 市之井手浄水場が完成。
  - 11月 - 南清掃工場が完成し、可燃ごみ全ての焼却処理が可能となる。
  - 11月 - 銀天街ショッピングビル「ラブリプラザ」（後の松山サティ、1999年6月閉店）が開店する。
- 1974年（昭和49年）11月 - 松山市中央卸売市場が開場。
- 1975年（昭和50年）
  - 4月 - 松山環状線33号線バイパスが開通。市新庁舎が落成。
  - 11月 - 消防局新庁舎が落成。
- 1976年（昭和51年）3月 - 斎場が設置される。
- 1979年（昭和54年）
  - 2月 - 市制90周年を記念し「松山市の歌」を制定。
  - 10月 - 愛媛県総合運動公園が開園。
- 1980年（昭和55年）10月 - 市役所住民情報オンラインが始動。
- 1981年（昭和56年）
  - 4月 - 松山市立子規記念博物館が開館。
  - 8月 - アメリカのサクラメント市と姉妹都市提携調印。
  - 9月 - 中央卸売水産市場が開場。三津の朝市、109年の歴史に幕を閉じる。
- 1982年（昭和57年）
  - 2月 - エフエム愛媛が開局。
  - 4月 - 松山西清掃工場が開設される。松山環境管理センターが開設される。
- 1983年（昭和56年）12月 - ラフォーレ原宿・松山（2008年1月閉店）が松山いずみ跡に開店する。
- 1984年（昭和59年）
  - 4月 - 日本電気が四国日本電気ソフトウェア（現：NECソリューションイノベータ）を設立し、進出。
  - 10月 - 松山市総合コミュニティセンターが落成。
- 1985年（昭和60年）9月 - 富士通が富士通愛媛情報システムズ（現：富士通四国システムズ）を設立し、進出。
- 1986年（昭和61年）
  - 3月 - 横谷廃棄物最終処分場が完工。国際観光モデル都市に指定される。
  - 4月 - 愛媛県県民文化会館が開館。
- 1987年（昭和62年）8月 - 東消防署が落成。
- 1988年（昭和63年）10月 - 西ドイツのフライブルク市と姉妹都市提携調印。
- 1989年（平成元年）
  - 4月 - 興居島の給水事業が完成し、全島に給水を開始。
  - 10月 - 松山市考古館が開館。
- 1991年（平成3年）
  - 4月 - 総合福祉センターが開館。
  - 10月 - 愛媛CATVが開局。
  - 12月 - 松山空港の滑走路2,500m延長完成で、ジャンボジェット機の就航が可能となる。
- 1992年（平成4年）
  - 4月 - 松山東雲女子大学が開学。
  - 10月 - 伊予テレビ（現：あいテレビ）が開局。
- 1994年（平成6年）
  - 3月 - 南クリーンセンターが竣工。
  - 7月 - 深刻な水不足により、上水道の夜間断水を実施（平成6年渇水）。
- 1995年（平成7年）
  - 3月 - 愛媛国際貿易センター（アイテムえひめ）が完成。
  - 4月 - 松山空港に初の国際線定期便（ソウル線）が就航。愛媛朝日テレビが開局。
  - 11月 - ジャスコシティ松山（現：イオンスタイル松山）が開店する。
- 1996年（平成8年）
  - 4月 - 愛媛県松山南警察署が新設される。
  - 8月 - 愛媛県立松山商業高等学校、第78回全国高等学校野球選手権大会で優勝。
- 1997年（平成9年）
  - 2月 - 松山自動車道川内IC～伊予IC間が開通。
  - 4月 - ごみの分別収集を開始。
- 1998年（平成10年）
  - 4月 - 松山市市保健所が業務開始。
  - 8月 - 俳句甲子園が初開催される。
- 2000年（平成12年）
  - 4月 - 中核市に移行。
  - 5月 - 松山中央公園野球場（坊っちゃんスタジアム）が完成。
  - 8月 - ショッピングセンタGETが松山サティ跡に開店する。
- 2001年（平成13年）
  - 3月 - 芸予地震が発生し、震度5強を観測。
  - 10月 - 伊予鉄道がディーゼル機関による坊っちゃん列車の運行を開始。

- 2003年（平成15年）

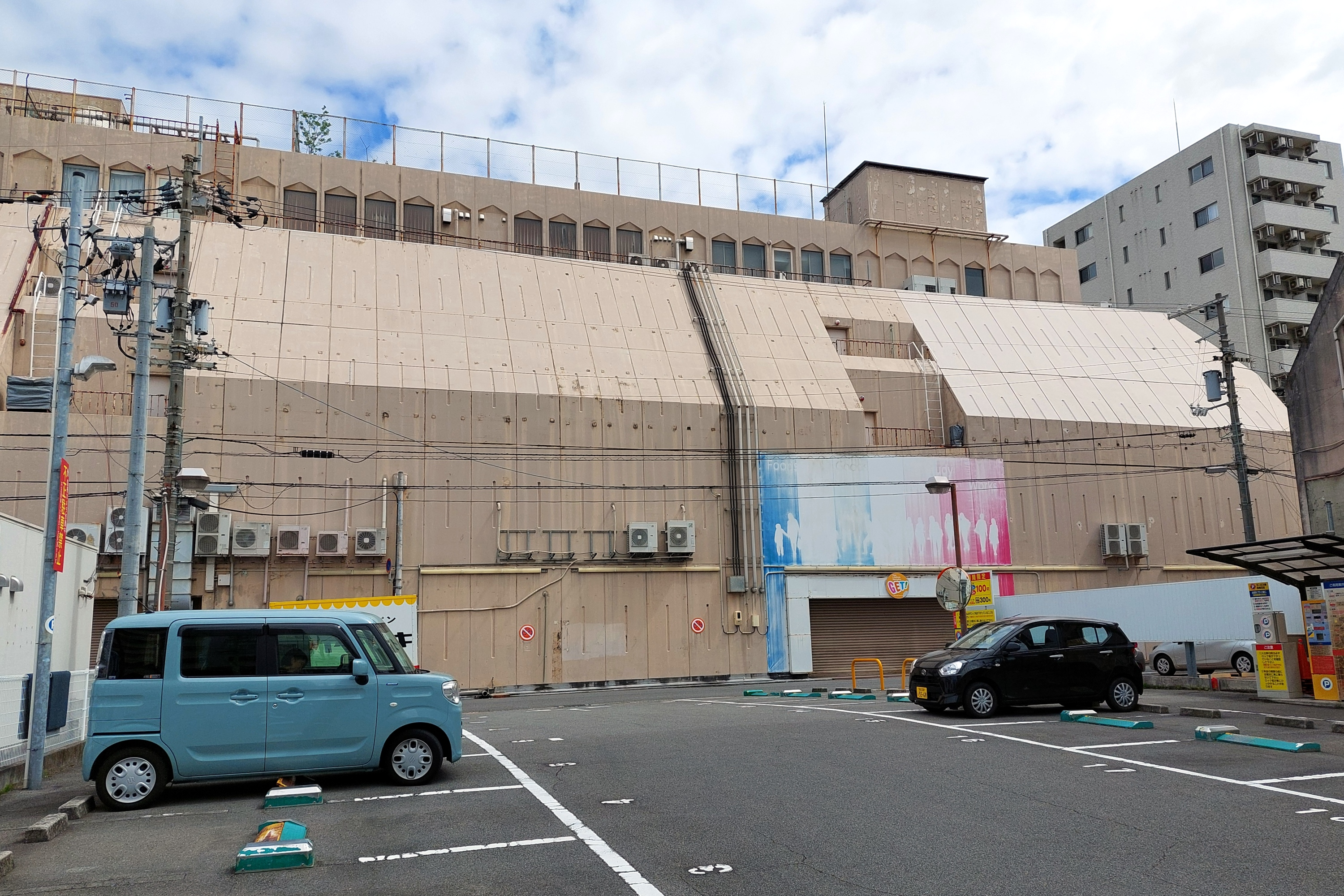
松山銀天街GET!が入居していた商業ビル（2024年5月）。

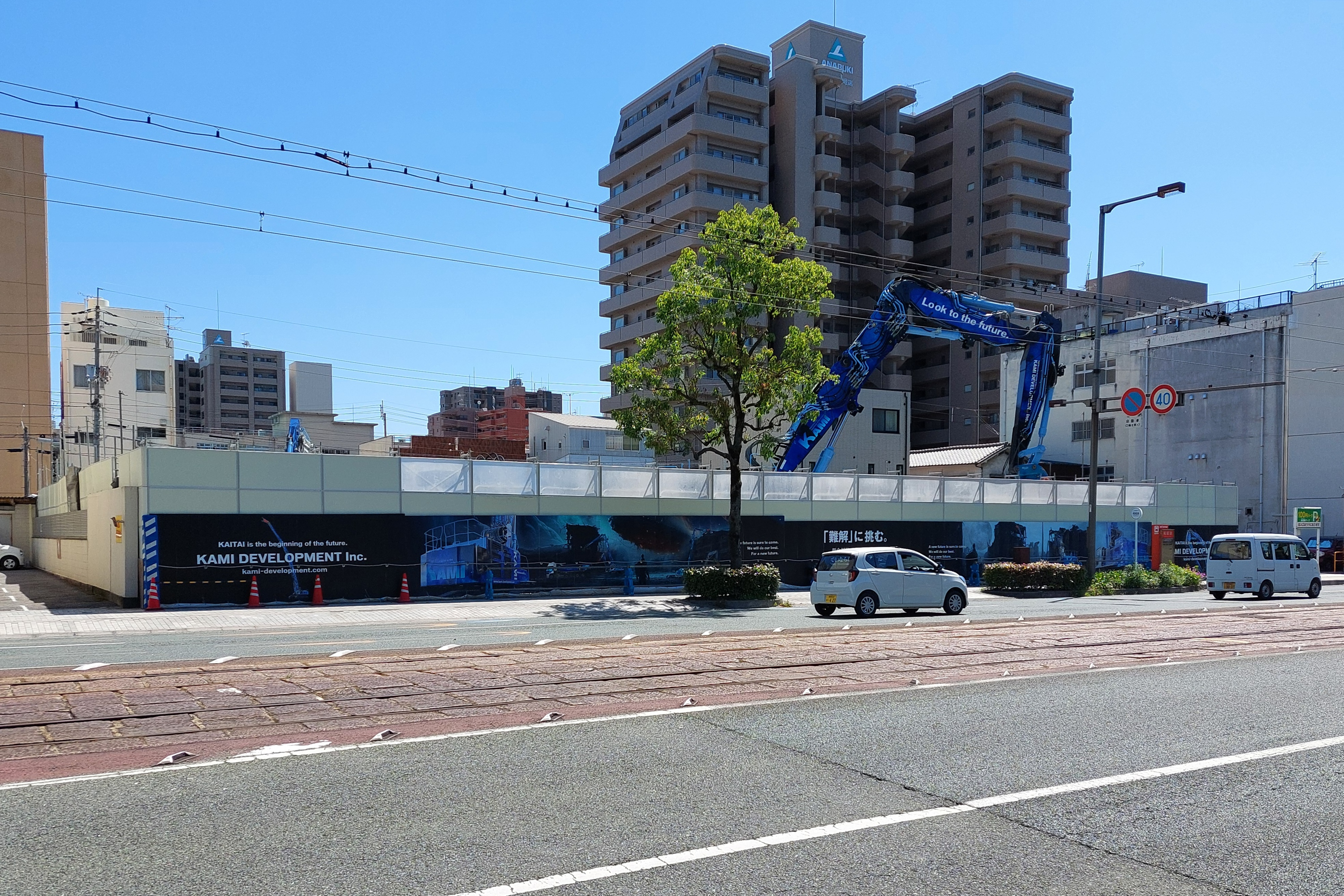
解体された東京第一ホテル松山。2020年以降のコロナ禍は松山市の観光産業にも暗い影を落とした。

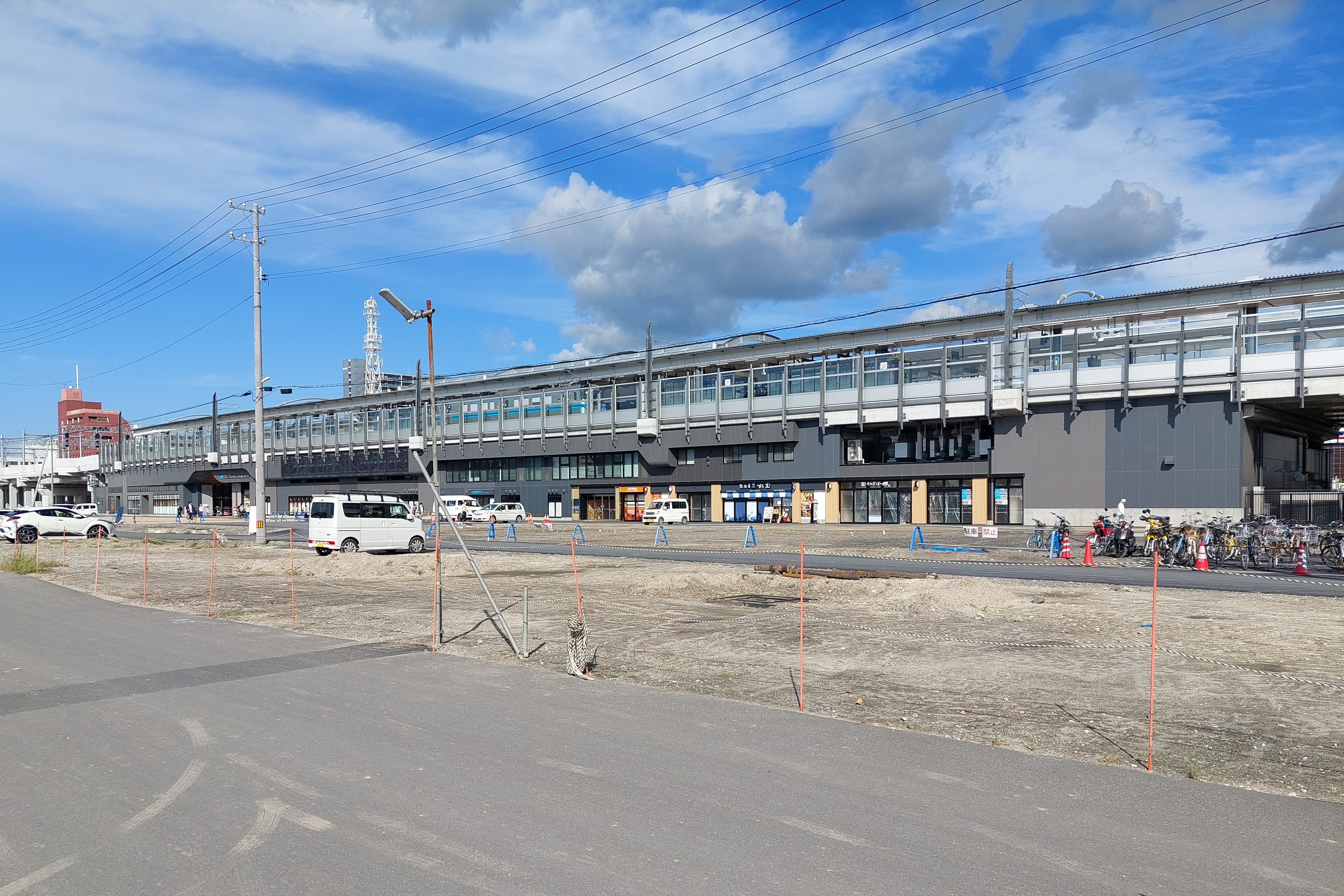
JR松山駅の高架化は当初の予定よりも7年遅れ、駅周辺の再開発はさらに遅れる見通しとなっている。

  - 6月 - 富士通コミュニケーションサービス松山サポートセンターが開設される。
  - 12月 - もしもしホットライン（現：りらいあコミュニケーションズ）松山センターが開設される。
- 2004年（平成16年）5月 - 大韓民国の平沢市と姉妹都市提携調印。
- 2006年（平成18年）
  - 5月 - ジョー・プラがダイエー南松山店跡に開店する。
  - 12月 - 富士火災海上保険中央営業事務センター（現：AIG損害保険松山ビジネスセンター）が業務開始。
- 2007年（平成19年）
  - 3月 - ベネフィット・ワン松山カスタマーセンターが業務開始。
  - 4月 - 坂の上の雲ミュージアムが開館。松山市中島病院（現：なかじま中央病院）・中島5診療所を民営化し、医療法人友朋会に経営権を譲渡。
  - 7月 - ブリッジインターナショナル松山事業所が操業開始。
- 2008年（平成20年）3月 - サイボウズが松山オフィスが業務開始。
- 2009年（平成21年）2月 - 「響け!!言霊“ことばのがっしょう”群読コンクール」開始（当時は「響け!!言霊“ことばのがっしょう”コンクール」）[11][12]
- 2011年（平成23年）
  - 5月 - パソナテック松山BPOセンターが操業開始。
  - 6月 - 四国電力の原子力本部が本店から松山市に移転する。
- 2013年（平成25年）
  - 4月 - 堀江港にまつやま･ほりえ海の駅「うみてらす」がオープン。
  - 9月 - KDDIエボルバ松山センターが開設される。
  - 12月 - 西クリーンセンターが竣工。
- 2014年（平成26年）7月 - JR四国が四国初の本格的観光列車・伊予灘ものがたりの運行を開始。
- 2015年（平成27年）8月 - AEL MATSUYAMAがラフォーレ原宿･松山跡に開店する。
- 2016年（平成28年）
  - 4月 - 市教育研修センターが開所。
  - 10月 - NTTマーケティングアクト松山総合アウトソーシングセンタが開所。
- 2017年（平成29年）4月 - 人間環境大学松山キャンパスが設置される。

### 市域の変遷
- 1889年 - 市制施行。温泉郡東雲町、喜与町、北歩行町、中歩行町、南歩行町、鮒屋町、御宝町、玉川町、北京町、南京町、北八坂町、南八坂町、永木町、唐人町一 - 三丁目、北夷子町、南夷子町、河原町、立花町、堀内町、豊坂町一・二丁目、柳井町、榎町、小唐人町一 - 三丁目、湊町一 - 四丁目、千船町、一番町、二番町、三番町、弁天町、久保町、春日町の一部、南堀端町、新玉町、花園町一・二丁目、西町、末広町一・二丁目、本町一 - 五丁目、出淵町一・二丁目、江戸町、西堀端町、宮古町、紙屋町、萱町一 - 七丁目、松前町一 - 五丁目、魚町一 - 五丁目、鍛冶屋町、常盤町、三津口町、府中町一 - 四丁目、木屋町一 - 五丁目、清水町、道後町、傘屋町、新町一・二丁目、鉄砲町、水口町、杉谷町、弓町、矢矧町、琢町、三春町、通町、一万町の一部、中村の一部、味酒村の一部、立花村の一部、持田村の一部を統合し松山市とした。
- 1908年（明治41年） - 朝美村・雄群村・素鵞村・道後村の各一部を編入。
- 1923年（大正12年） - 道後村の一部を編入。
- 1926年（大正15年） - 朝美村・雄群村・素鵞村・御幸村を編入。
- 1932年（昭和7年） - 道後湯之町の一部を編入。
- 1940年（昭和15年） - 三津浜町・和気村・久枝村・堀江村・潮見村・味生村・桑原村を編入。
- 1944年（昭和19年） - 道後湯之町・生石村・垣生村を編入。
- 1954年（昭和29年） - 興居島村、余土村を編入。
- 1955年（昭和30年） - 久米村・湯山村・伊台村・五明村を編入。
- 1959年（昭和34年） - 浮穴村を編入。
- 1961年（昭和36年） - 小野村を編入。
- 1962年（昭和37年） - 石井村を編入。
- 1968年（昭和43年） - 久谷村を編入。
- 2005年（平成17年） - 北条市、中島町を編入。これにより、温泉郡は消滅。

## 行政

### 市の行政

#### 歴代の市長
- 出典[13]

| 氏名       | 就任年月日                 | 備考                          |
| ---------- | -------------------------- | ----------------------------- |
| 木村利武   | 1890年（明治23年）2月6日   |                               |
| 白川福儀   | 1896年（明治29年）2月7日   |                               |
| 浅野長道   | 1902年（明治35年）2月7日   |                               |
| 長井政光   | 1908年（明治41年）2月25日  |                               |
| 加藤恒忠   | 1922年（大正11年）5月12日  |                               |
| 岩崎一高   | 1923年（大正12年）5月23日  |                               |
| 御手洗忠孝 | 1926年（大正15年）8月16日  |                               |
| 香川熊太郎 | 1931年（昭和6年）11月6日   |                               |
| 白石大蔵   | 1933年（昭和8年）5月11日   |                               |
| 井上久吉   | 1933年（昭和8年）11月17日  |                               |
| 清水勇三郎 | 1938年（昭和13年）9月15日  |                               |
| 越智孝平   | 1942年（昭和17年）10月26日 |                               |
| 黒田政一   | 1946年（昭和21年）3月29日  |                               |
| 安井雅一   | 1947年（昭和22年）4月10日  |                               |
| 黒田政一   | 1951年（昭和26年）4月24日  |                               |
| 宇都宮孝平 | 1963年（昭和38年）5月2日   |                               |
| 中村時雄   | 1975年（昭和50年）5月2日   |                               |
| 田中誠一   | 1991年（平成3年）5月2日    |                               |
| 中村時広   | 1999年（平成11年）5月2日   | 2010年（平成22年）11月9日退任 |
| 野志克仁   | 2010年（平成22年）11月29日 | 4期目。（元アナウンサー）     |

#### 平成の大合併における市の対応

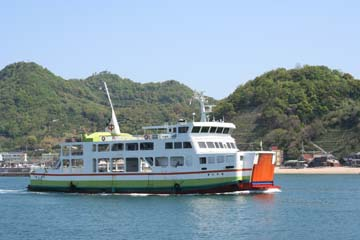
合併に伴い民営化された中島汽船

松山市では、過去いずれの合併も隣接地を編入してきたことや、市長の方針から編入合併を原則としてきた。合併以前の人口は約47万人であったが、政令指定都市の指定基準は（運用上は）おおむね100万人以上とされていたため、考え得る周辺市町村の全てを編入合併しても同指定基準を満たすことはできず、人口増加を理由とした規模の拡大については積極的な動機に乏しかった（仮に、（新）今治市と合併した場合は人口が同指定基準に達するが、この場合は市域が1,000km2近くに拡大するほか、市街地も大きく2分してしまうという問題があった）。
市は、合併協議に入る前の条件として事務の類似性などの3条件を示した。結局、北に隣接する北条市と航路で結ばれた温泉郡中島町を編入合併することとなった。なお合併にあたっては、北条市に対しては北条スポーツセンターの扱いを、中島町に対しては汽船事業や病院事業の民営化などの条件を提示している。

#### 主な行政機関・公共施設
市民サービスセンター（松山三越・フジグラン松山・伊予鉄髙島屋）においては、土休日でも各種証明書の交付や、簡単な市民相談などの業務を行っている（フジグラン松山にある「松山市パスポートセンター」は年末年始を除き年中無休）。また、年中無休のコールセンターでは市役所での手続きなどの問い合わせに対応している。このほか、ふるさと納税に対応した寄付を呼びかける部署もある。
| - 松山市役所 - 北条支所・中島支所 - 松山市消防局・防災センター - 松山市保健所・急患医療センター - 松山市立中央図書館 - 松山市立北条図書館 - 松山市立三津浜図書館 - 松山市立中島図書館 - 松山市公営企業局 - 松山市農業指導センター | - まつやま国際交流センター - 松山市まつやまRe・再来館（リサイクル館） - 松山市都市環境学習センター - 松山市総合福祉センター - 松山市男女共同参画推進センター（コムズ） - 松山市ハーモニープラザ（児童館など） - 松山市青少年センター（教育支援センター） - 松山市野外活動センター - 松山市民会館 - 松山市斎場 - 松山市考古館 - 松山市畑寺福祉センター |  |

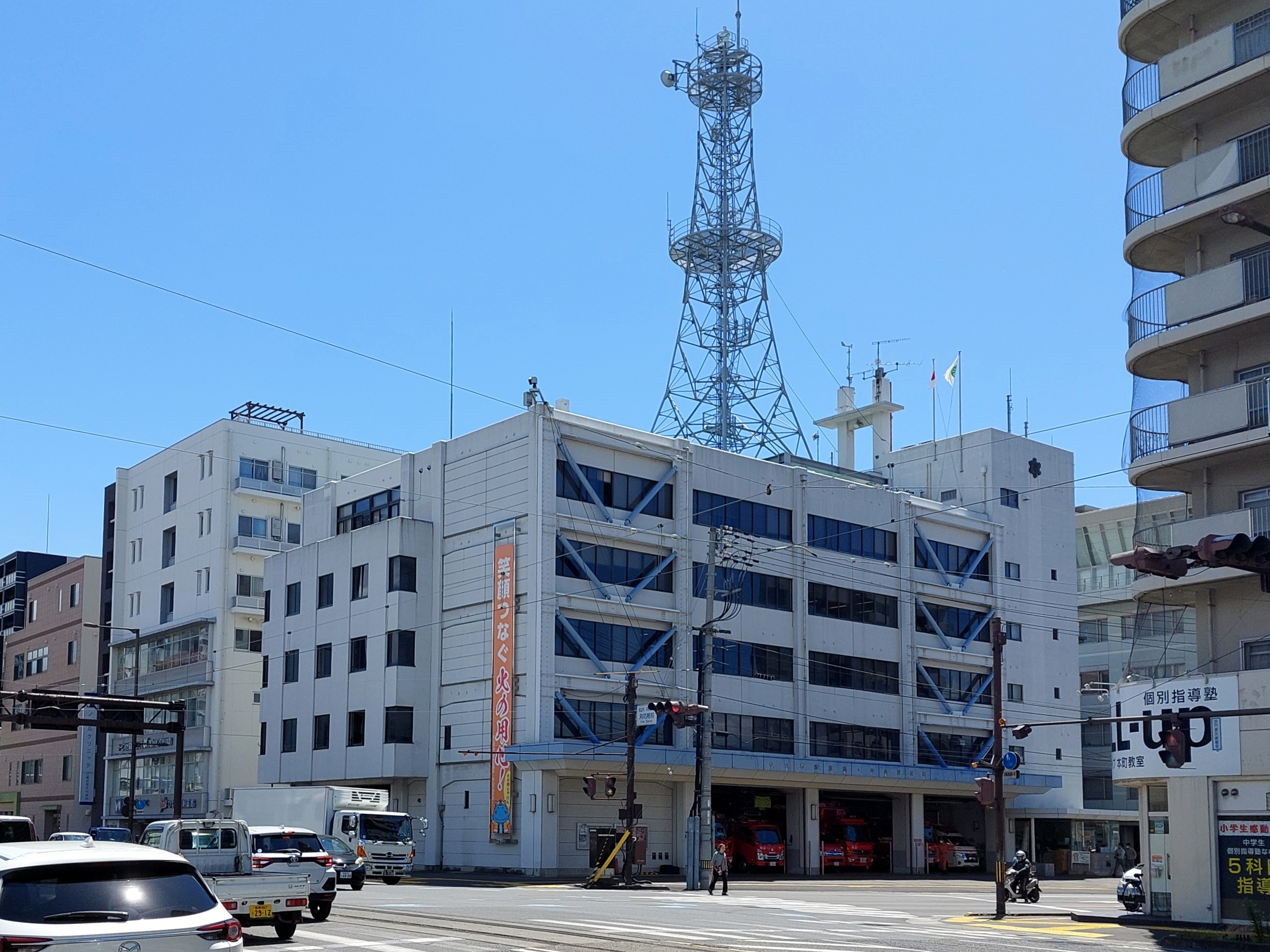
松山市消防局

#### 姉妹都市
- サクラメント市（アメリカ合衆国カリフォルニア州）
  - 1981年（昭和56年）8月18日姉妹都市締結
  - 2004年（平成17年）11月20日サクラメント市長ヘザー・ファーゴをはじめとする代表団が松山市を初訪問し、その時、ファーゴ市長に対し松山市は特別名誉市民の称号を贈った。
- フライブルク市（ドイツ連邦共和国）- 1989年（平成元年）4月4日姉妹都市締結

#### 提携都市
- 平沢市（韓国)
  - 2004年（平成16年）10月25日友好都市締結。
  - 2006年（平成18年）度から2016年（平成28年）度までは、感染症が広がるなどした年を除きほぼ毎年、国際的な人材育成を目的に市内の中学生約10人を約7日間派遣していた。2017年度は、松山市の中学生が訪れる平沢市青年文化センターの前の市有地に慰安婦像が設置されたことや、韓国の国内情勢が不安定であること（同国第18代大統領・朴槿恵の罷免に伴う大規模デモ頻発など）などを考慮し、「派遣に市民の理解が得られないと判断した」として派遣中止を決めた[15]。
- 台北市（台湾）- 2014年（平成26年）10月13日友好交流協定締結
- 上記の他、埼玉県東松山市との交流を進めている。

### 国の機関

#### 裁判所

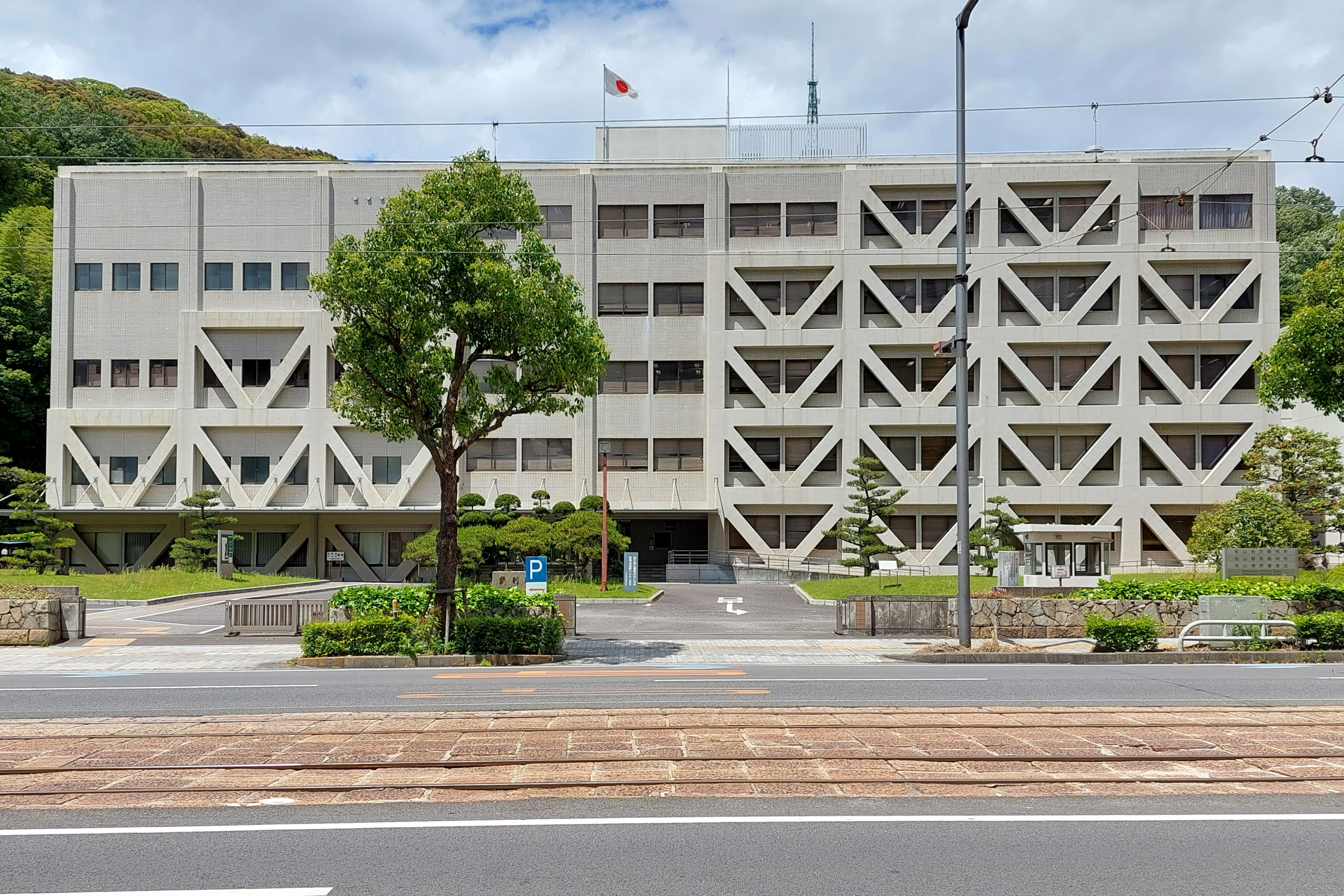
松山地方裁判所

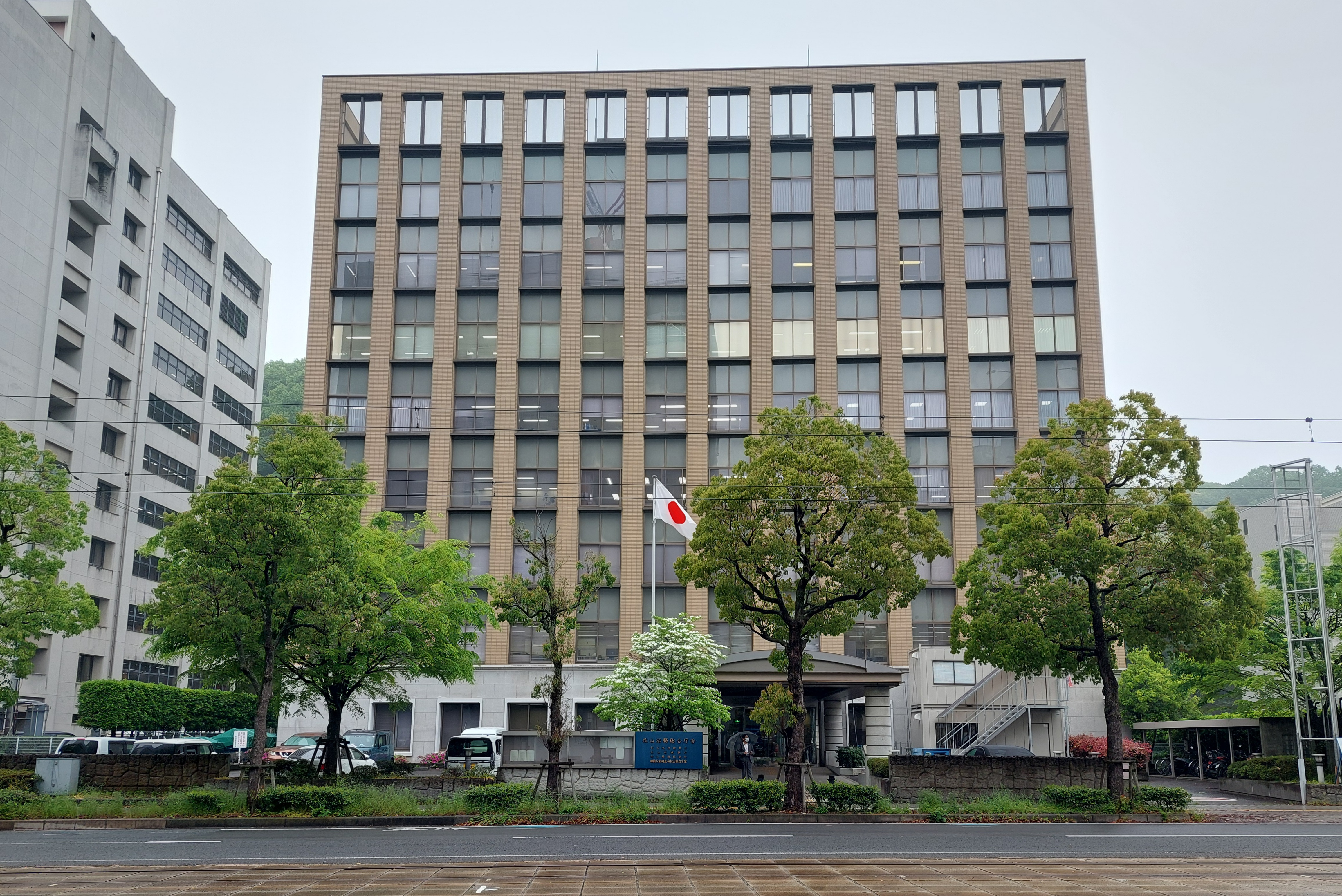
松山法務総合庁舎

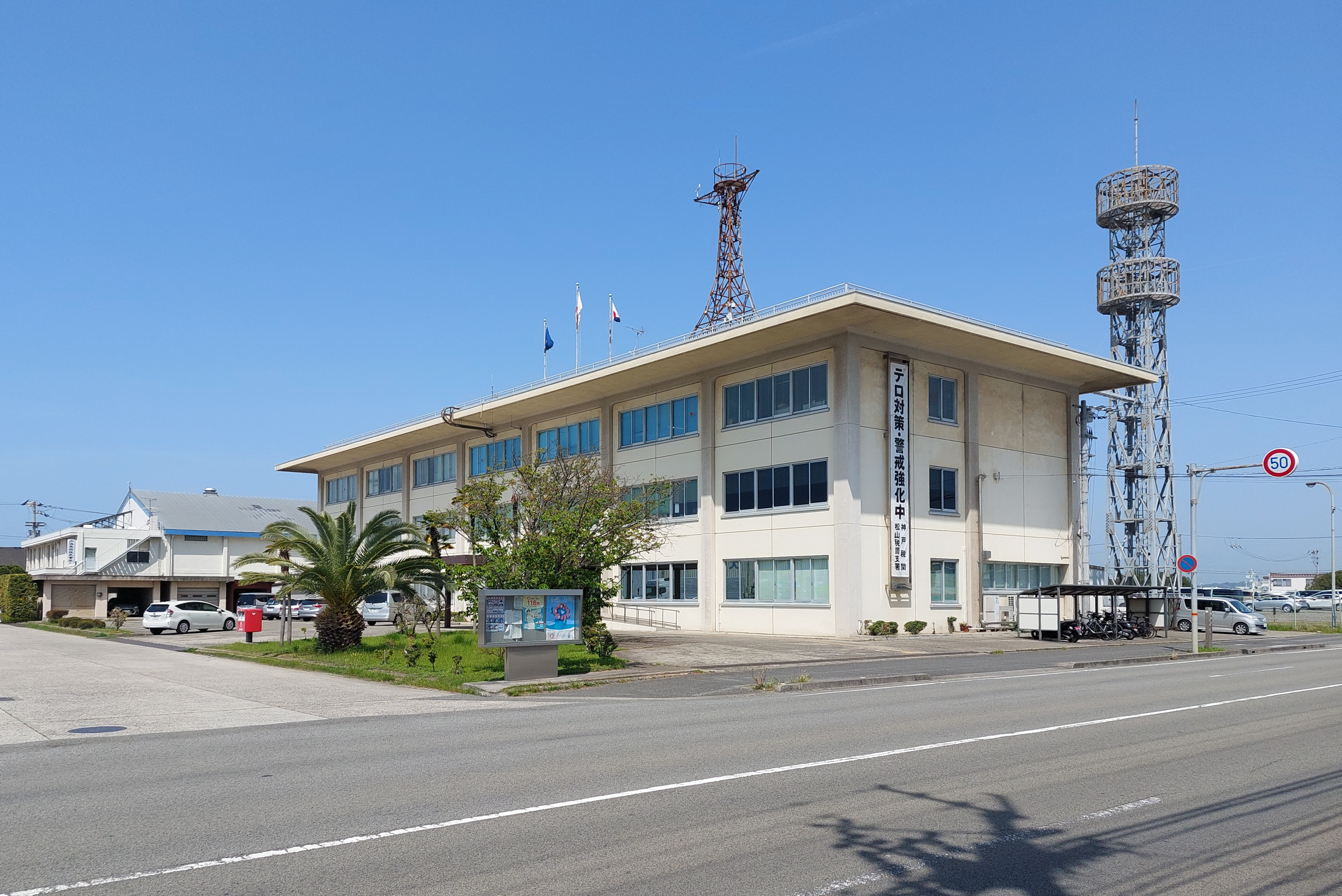
松山港湾合同庁舎

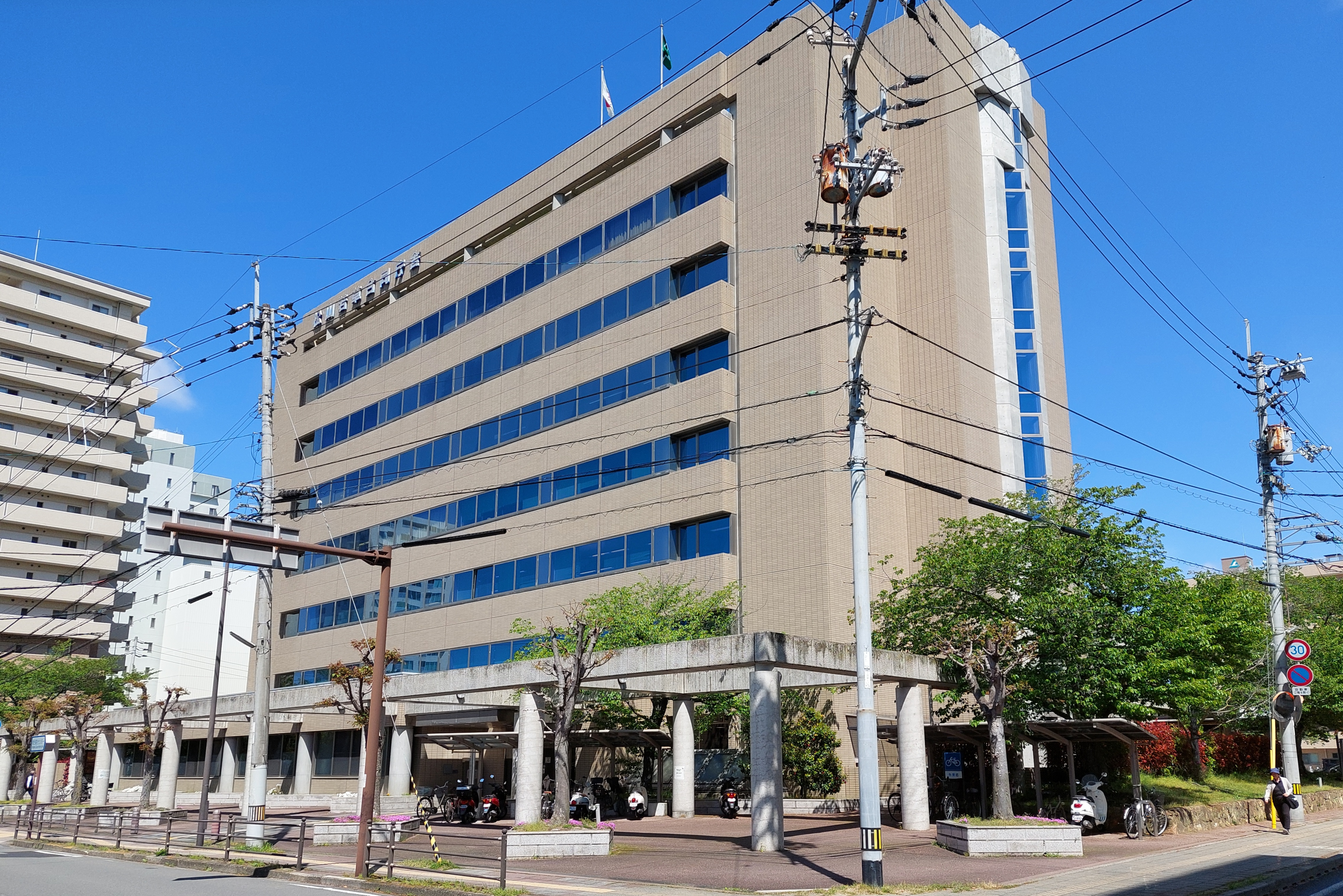
松山若草合同庁舎

- 松山地方裁判所
- 松山家庭裁判所
- 松山簡易裁判所

#### 警察庁
- 四国警察支局愛媛県情報通信部

#### 総務省
- 四国行政評価支局愛媛行政監視行政相談センター
- 四国総合通信局

#### 法務省
- 松山地方法務局
- 松山学園
- 松山少年鑑別所
- 松山保護観察所

##### 出入国在留管理庁
- 高松出入国在留管理局松山出張所

##### 検察庁
- 松山地方検察庁
- 松山区検察庁

#### 財務省
- 四国財務局松山財務事務所
- 神戸税関松山税関支署

##### 国税庁
- 高松国税局松山税務署

#### 農林水産省
- 中国四国農政局愛媛県拠点

##### 林野庁
- 四国森林管理局愛媛森林管理署

#### 厚生労働省

松山地方気象台

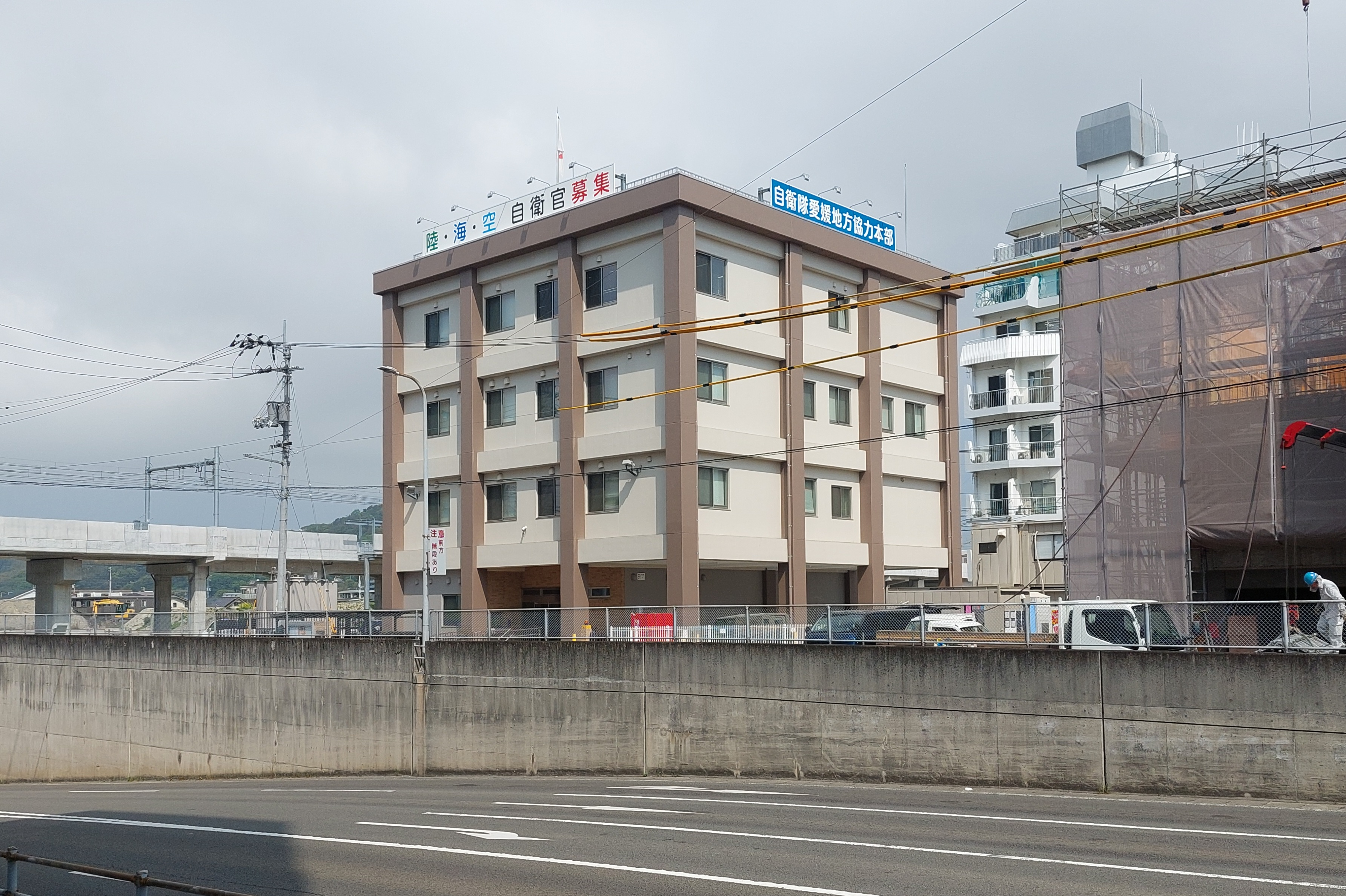
自衛隊愛媛地方協力本部

- 四国厚生支局愛媛事務所
- 愛媛労働局
  - 松山労働基準監督署
  - 松山公共職業安定所

#### 国土交通省
- 四国地方整備局松山河川国道事務所
- 四国地方整備局松山港湾・空港整備事務所
- 四国運輸局愛媛運輸支局

##### 気象庁
- 松山地方気象台

##### 海上保安庁
- 第六管区海上保安本部松山海上保安部

#### 環境省
- 中国四国地方環境事務所松山自然保護官事務所

#### 防衛省
- 自衛隊愛媛地方協力本部

### 主な県の行政機関・公共施設

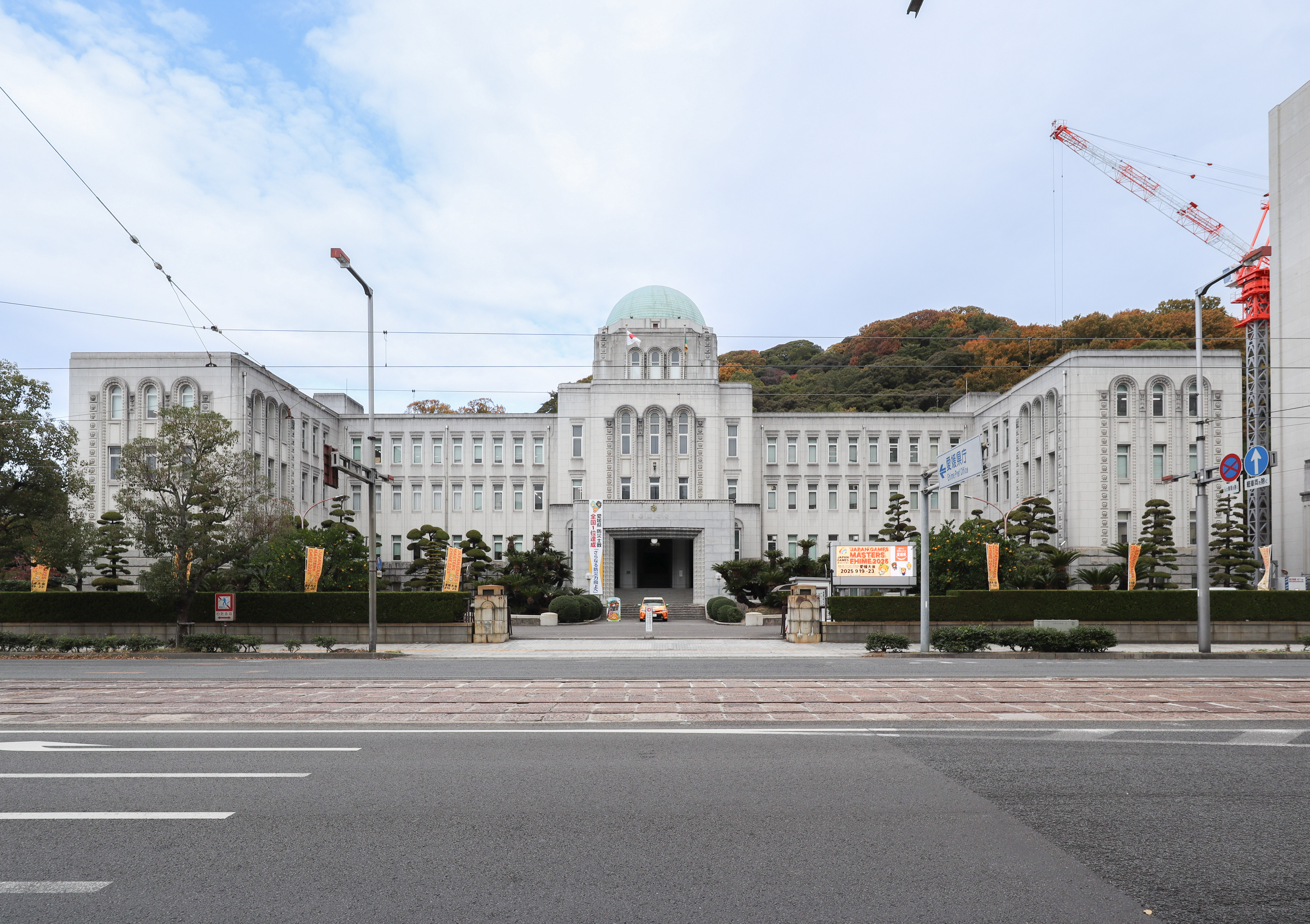
木子七郎設計の愛媛県庁舎

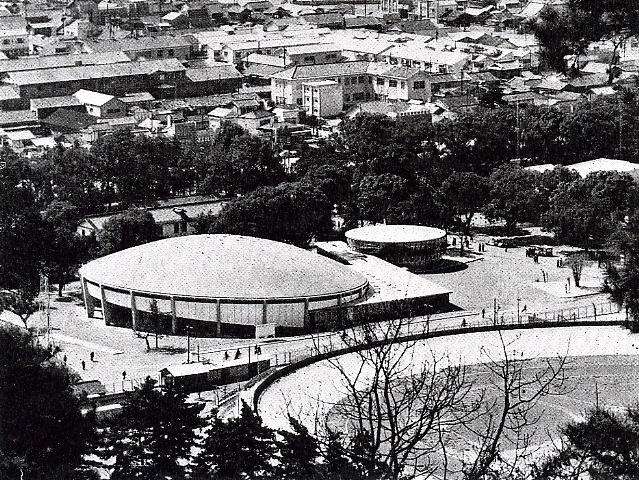
丹下健三設計の愛媛県民館（廃止→跡地:愛媛県美術館）

| - 愛媛県庁 - 愛媛県中予地方局 - 愛媛県立中央病院 - 愛媛県美術館 - 愛媛県立博物館 - 愛媛県立図書館 - 愛媛県民文化会館 - 愛媛県教育文化会館 - 愛媛県武道館 - 愛媛県総合運動公園 - 愛媛県生活文化センター - 愛媛県国際交流センター - 愛媛県消費生活センター - 愛媛県中央児童相談所 - 愛媛県動物愛護センター - 愛媛県身体障害者更生相談所 - 愛媛県知的障害者更生相談所 - 愛媛県婦人相談所 - 愛媛県女性センター - テクノプラザ愛媛 - 愛媛県産業情報センター - アイテムえひめ | - 愛媛県産業技術研究所 - 松山高等技術専門校 - 愛媛県心と体の健康センター - 愛媛県土地開発公社 - 愛媛県住宅供給公社 - 愛媛県研修所 - 愛媛県農業水産研究所 - 果樹研究センター - 愛媛県家畜病性鑑定所 - 中予家畜保健衛生所 - 愛媛県衛生環境研究所 - 愛媛県生涯学習センター - えひめ青少年ふれあいセンター - 愛媛県警察本部 松山東警察署・松山西警察署・松山南警察署 |  |

## 議会

### 愛媛県議会
- 選挙区：松山市・上浮穴郡選挙区
- 定数：16人
- 任期：2019年4月30日 - 2023年4月29日

| 議員名     | 会派名               | 備考             |
| ---------- | -------------------- | ---------------- |
| 木村誉     | 公明党               |                  |
| 笹岡博之   | 公明党               |                  |
| 戒能潤之介 | 自由民主党           |                  |
| 帽子大輔   | 自由民主党           |                  |
| 菊池伸英   | 無所属               |                  |
| 田中克彦   | 日本共産党           |                  |
| 山崎洋靖   | 無所属               |                  |
| 川本健太   | 自由民主党           |                  |
| 西原進平   | 志士の会             | 党籍は自由民主党 |
| 浅湫和子   | えひめリベラルの会   | 党籍は立憲民主党 |
| 中野泰誠   | 無所属               |                  |
| 三宅浩正   | 自由民主党           |                  |
| 横田弘之   | 愛媛維新の会         |                  |
| 武井多佳子 | ネットワーク市民の窓 |                  |
| 松尾和久   | 自由民主党           |                  |
| 石井智恵   | 愛媛維新の会         |                  |

### 衆議院
愛媛1区
- 選挙区：愛媛1区（松山市の一部）
- 任期：2021年10月31日 - 2025年10月30日
- 投票日：2021年10月31日
- 当日有権者数：385,321人
- 投票率：52.10％

| 当落 | 候補者名 | 年齢 | 所属党派   | 新旧別 | 得票数    | 重複 |
| ---- | -------- | ---- | ---------- | ------ | --------- | ---- |
| 当   | 塩崎彰久 | 45   | 自由民主党 | 新     | 119,633票 | ○    |
|      | 友近聡朗 | 46   | 立憲民主党 | 新     | 77,091票  | ○    |

愛媛2区
- 選挙区：愛媛2区（松山市の一部、今治市、東温市、越智郡、伊予郡）
- 任期：2021年10月31日 - 2025年10月30日
- 投票日：2021年10月31日
- 当日有権者数：249,121人
- 投票率：52.73％

| 当落 | 候補者名   | 年齢 | 所属党派   | 新旧別 | 得票数   | 重複 |
| ---- | ---------- | ---- | ---------- | ------ | -------- | ---- |
| 当   | 村上誠一郎 | 69   | 自由民主党 | 前     | 72,861票 | ○    |
|      | 石井智恵   | 53   | 国民民主党 | 新     | 42,520票 | ○    |
|      | 片岡朗     | 62   | 日本共産党 | 新     | 11,358票 |      |

## 経済

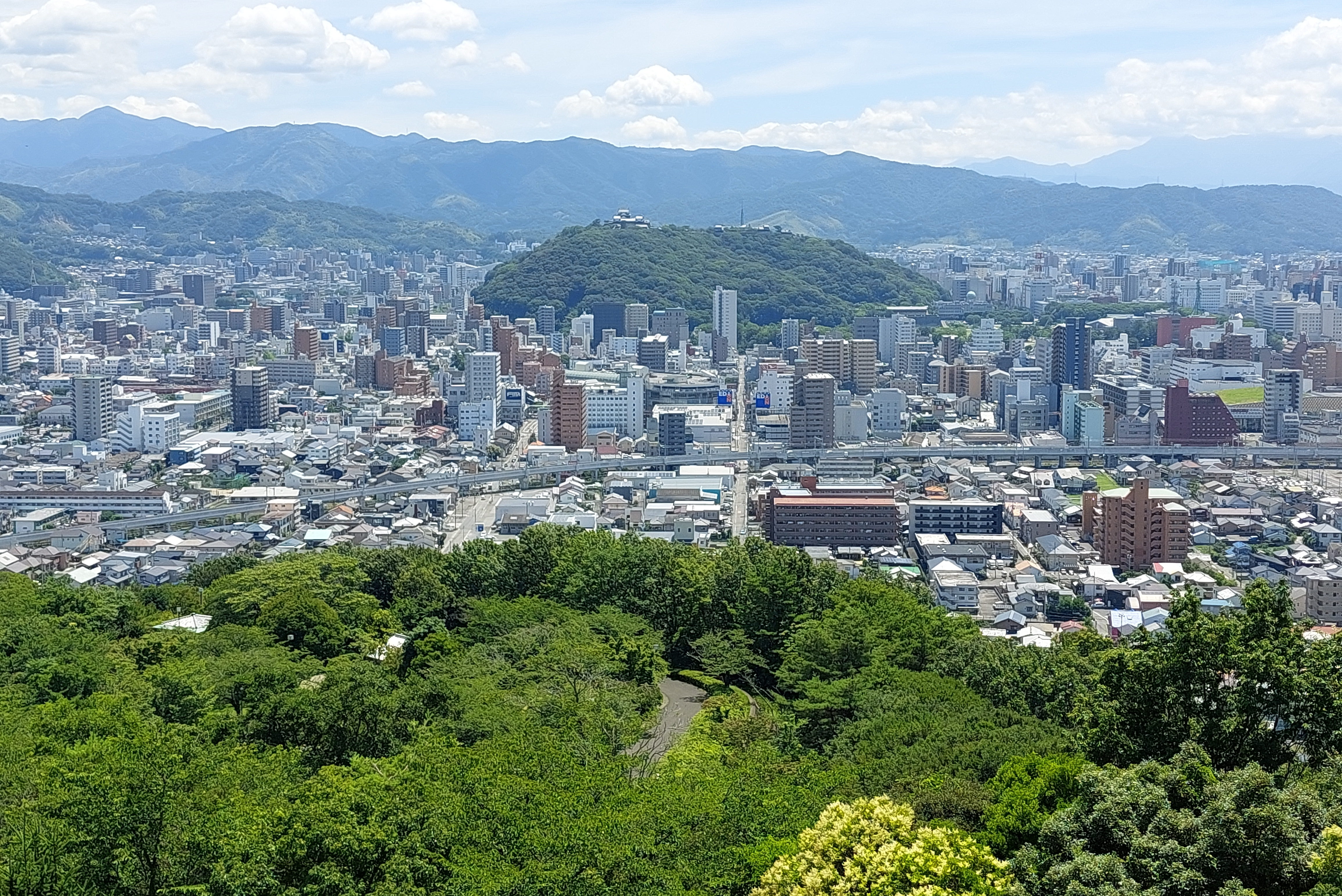
松山総合公園より望む松山市中心部

みかんに代表される農業や、日本最古の道後温泉や松山城などを中心とした観光業、化学繊維を中心とした製造業などが基幹産業である。空港や港湾付近の沿岸部には工業地帯が広がり、帝人グループ最大の生産拠点を擁するなど、工業生産額は四国地方で上位となっている。
情報・通信については、四国を統括している主要な機関として総務省四国総合通信局、NTT西日本愛媛支店、日本郵政四国支社、NHK松山放送局（四国統括局）などがあり、その関連で情報通信の基盤整備も進んでいる。
四国最大の人口を持つ都市として、サービス業など第三次産業も発達しており、周辺の市町をも圏域とする利便性の高い商業集積が見られる。また、2010年までは、四国でも数少ない人口増加中の都市であったほか、瀬戸内海を挟んで広島都市圏との交流も盛んである。通年の全交通機関の生活圏間流動（2005年）で松山を出発地とする目的地別順位では1位が高知中央（91万9千人）、2位が香川東部（82万1千人）、3位が香川西部（55万9千人）で広島は次いで第4位（46万7千人）となっており、四国外との交流では広島が最も繋がりの深い都市であることが見て取れる。

### 産業人口
データは2015年（平成27年国勢調査結果）
- 生産年齢人口 303,024人
- 老齢人口 128,658人
- 就業人口 234,503人
  - 第一次産業 6,957人
  - 第二次産業 40,668人
  - 第三次産業 169,242人
  - 分類不能の産業 17,636人

### 卸小売業
- 百貨店
  - 松山三越

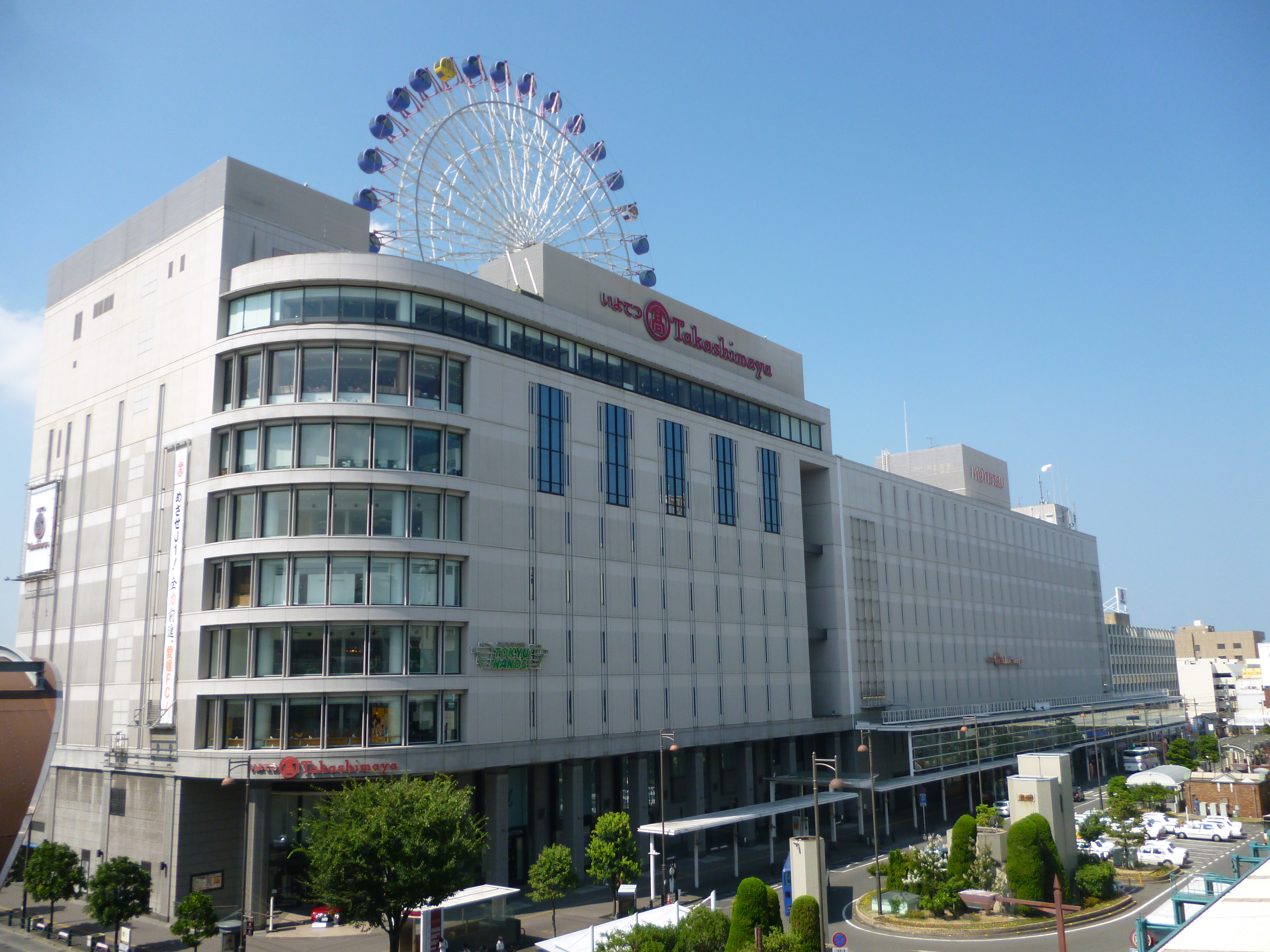
いよてつ高島屋（市駅の駅ビルともなっている）

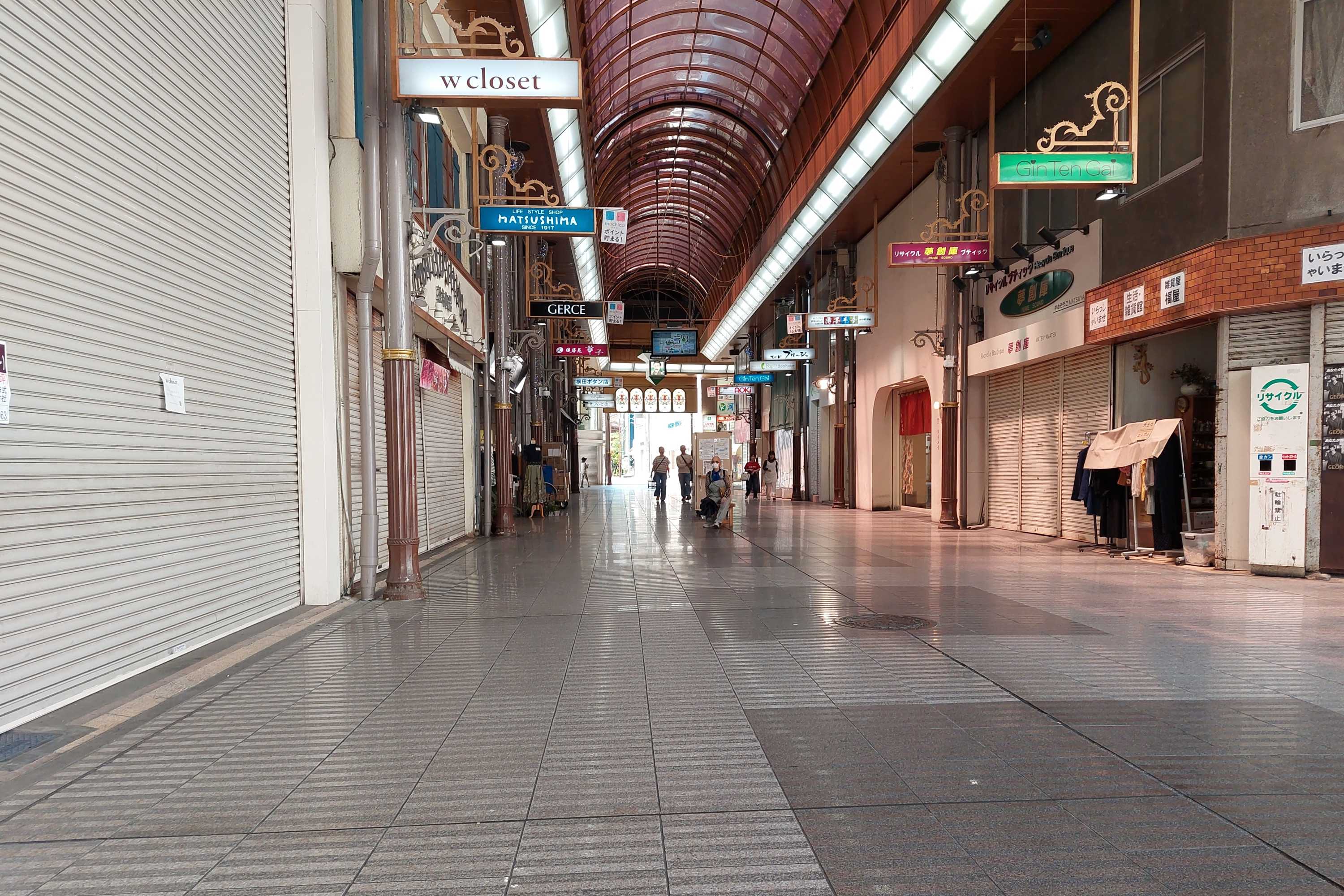
再開発が進まない銀天街L字地区（2024年5月）

  - いよてつ高島屋（旧いよてつそごう、伊予鉄百貨店）
- 商店街・飲食店
  - 松山中央商店街（大街道、松山銀天街、まつちかタウン）
  - 松山市駅前地下街

松山城の南が商業地となっており、一番町の松山三越と市駅前の伊予鉄高島屋を繋ぐ形で、大街道、銀天街の商店街がL字型に連なっており、大掛かりなアーケード設備も有し、松山市や愛媛県を代表する商店街となっている。銀天街の西に隣接する伊予鉄松山市駅前には、四国で唯一の地下街がある。
大街道商店街を挟み、北は一番町から南は千舟町通にかけての一帯には非常に多くの飲食店が軒を連ねている。
柳井町の南端から千舟町4・5丁目の狭い範囲にかけて、アニメショップ、ゲームショップ、同人誌専門店およびメイド喫茶などの店舗が集積しており、いわゆる「おたく街」を形成している。
道後温泉周辺にも商店・飲食店や風俗店などが多数立地しており、繁華街を形成している。
- 大型書店・古書店・専門書店
  - 紀伊國屋書店いよてつ高島屋店
  - ジュンク堂書店松山店
  - 明屋書店本店
  - 愛媛県官報販売所
  - アニメイト松山店
  - メロンブックス松山店
  - らしんばん松山店
  - ブックオフ

地元資本の明屋書店が市内各所に展開している。都心部には複数の書店が出店しており、中でも紀伊国屋書店は1976年出店とかなり古い部類に入る。また、都心部・郊外を問わず中小の古本屋が多数存在している。
- パソコンショップ
  - アプライド
  - パソコン工房
  - ドスパラ

いずれも県内唯一の店舗である。
- 大型家電量販店・カメラ量販店
  - ヤマダデンキ
  - エディオン
  - ケーズデンキ
  - カメラのキタムラ

家電量販店のうちエディオン松山本店・ケーズデンキ松山藤原店（JT跡地）は市内中心部に、ヤマダデンキテックランド松山本店・YAMADA web.com松山問屋町店（33号線沿いと北部環状線）は郊外に出店している。
- ファッション・衣料品店
  - ZARA（ザラ）
  - ユニクロ
  - GU
  - しまむら
  - 西松屋チェーン
  - 洋服の青山（青山商事）
  - はるやま商事
  - とかげや

- 大型スーパーチェーン・ホームセンター
  - スーパー
    - イオン系列

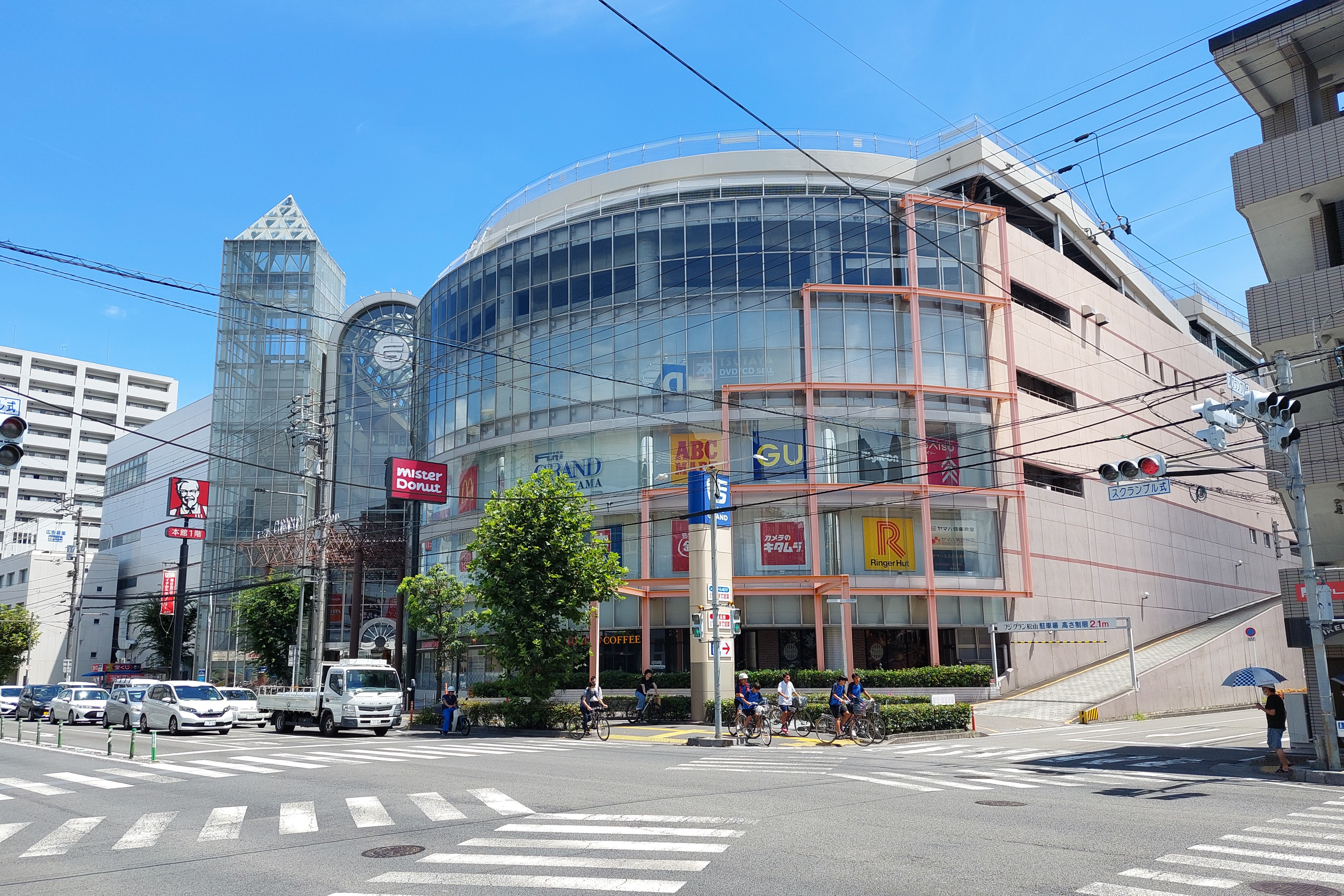
フジグラン松山

      - イオンスタイル松山（イオンリテール）
      - マックスバリュ（フジ）
      - マルナカ（フジ）
      - フジグラン松山（フジ）

    - ママイ
      - ジョー・プラ （元ダイエー店舗で、1階にママイが入居）

    - マルヨシセンター
    - ラ・ムー
    - サニーマート - 同名の地元資本のスーパー（本社:愛南町）があったが、「サニーTSUBAKI」に改名した。

  - ホームセンター、日用雑貨
    - DCM
    - コーナン
    - ニトリ
    - ドン・キホーテ

  - 商業施設
    - AVA

地元資本のスーパーであるフジが市内に多数の店舗を有し、それを補完するように県内外資本の中小スーパーが展開している。

#### その他 大衆娯楽
- シネマサンシャイン衣山
- シネマルナテック

### 情報通信業

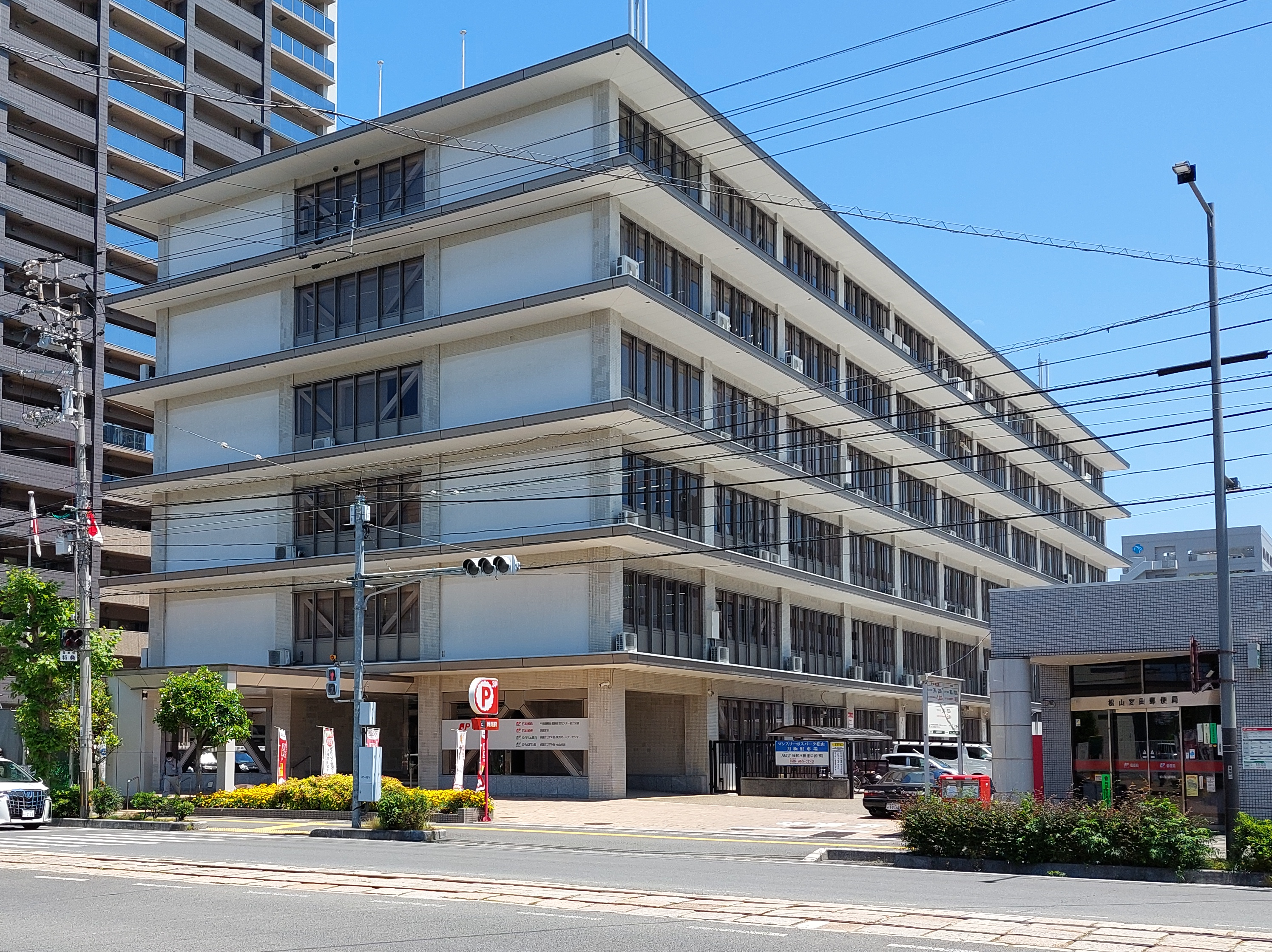
日本郵便四国支社

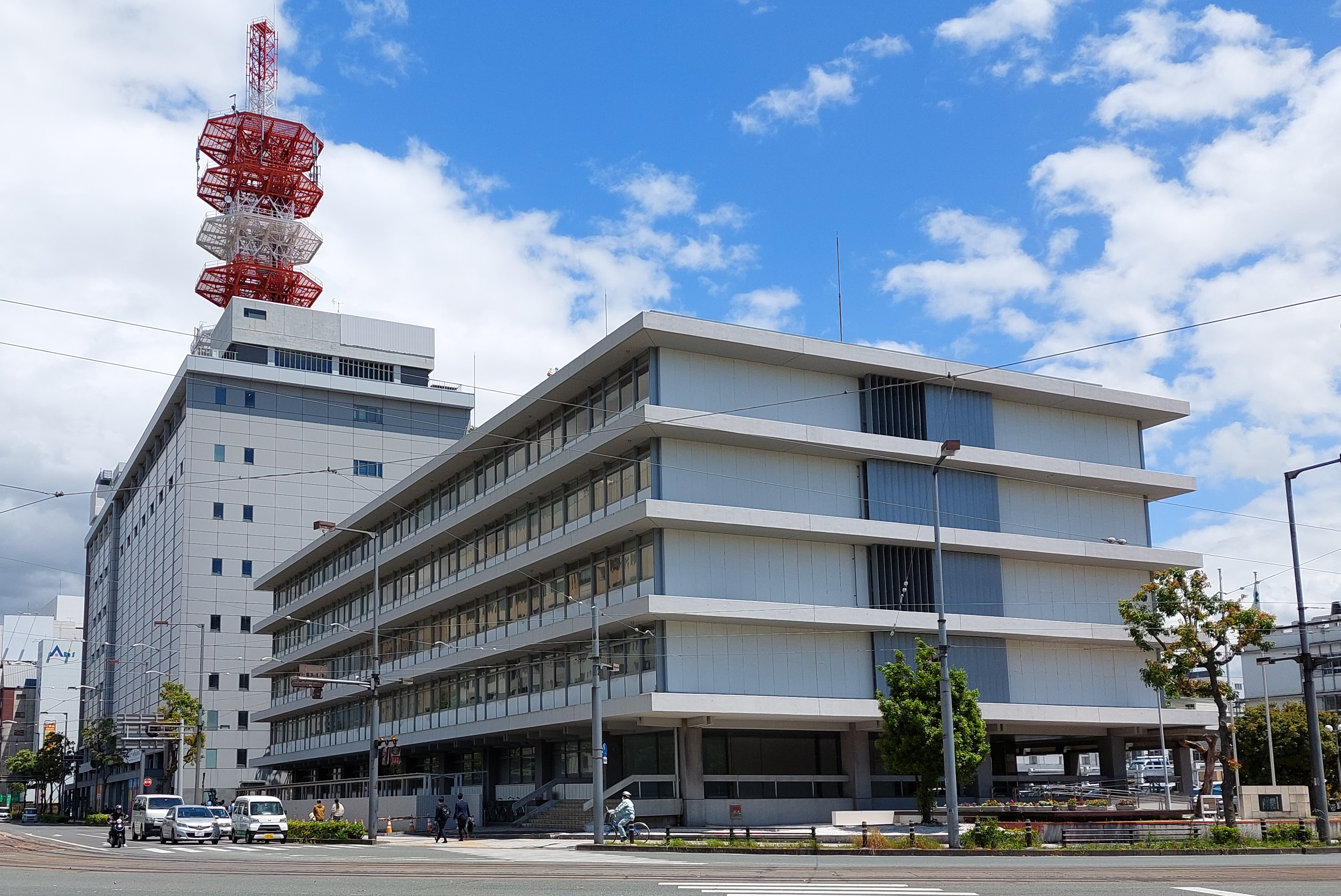
NTT西日本愛媛支店（松山3棟ビル）

総務省の地方支分部局である四国総合通信局が市内に設置されていることもあり、日本郵便の四国支社やNTT西日本の四国事業本部（携帯電話事業のNTTドコモ、インターネットサービス事業のNTTコミュニケーションズは高松市に拠点を置いている）が設置されている。日本郵便やNTT西日本の拠点では四国4県の統括的な業務を行っている。NTTデータ四国やNTT西日本松山病院といったNTTの関連企業・施設・拠点も設置されている。
市では21世紀型産業である情報通信時代の到来を見越し、2002年から2004年にかけて、他市に先駆け松山市内に光ファイバー網を敷設した。この基盤を活かして情報通信関連企業の積極的な誘致に努め、5年間でコールセンター8件、データ入力センター1件、事務センター1件の誘致に成功し、3,000人を超える新規雇用を創出している。コールセンターではブリッジインターナショナルやベネフィット・ワン、もしもしホットラインなどが立地している。また2006年には富士火災海上保険（現在のAIG損害保険）中央営業事務センターが進出した他、ソフトウェア開発会社のサイボウズが開発・サポート拠点として松山オフィスを設けている。
2004年には総務省の「ITビジネスモデル地区」の指定を受けている。

#### 郵便局（集配局）
- 松山中央郵便局
- 松山西郵便局
- 松山南郵便局
- 北条郵便局
- 重信郵便局（東温市）

### 運輸業

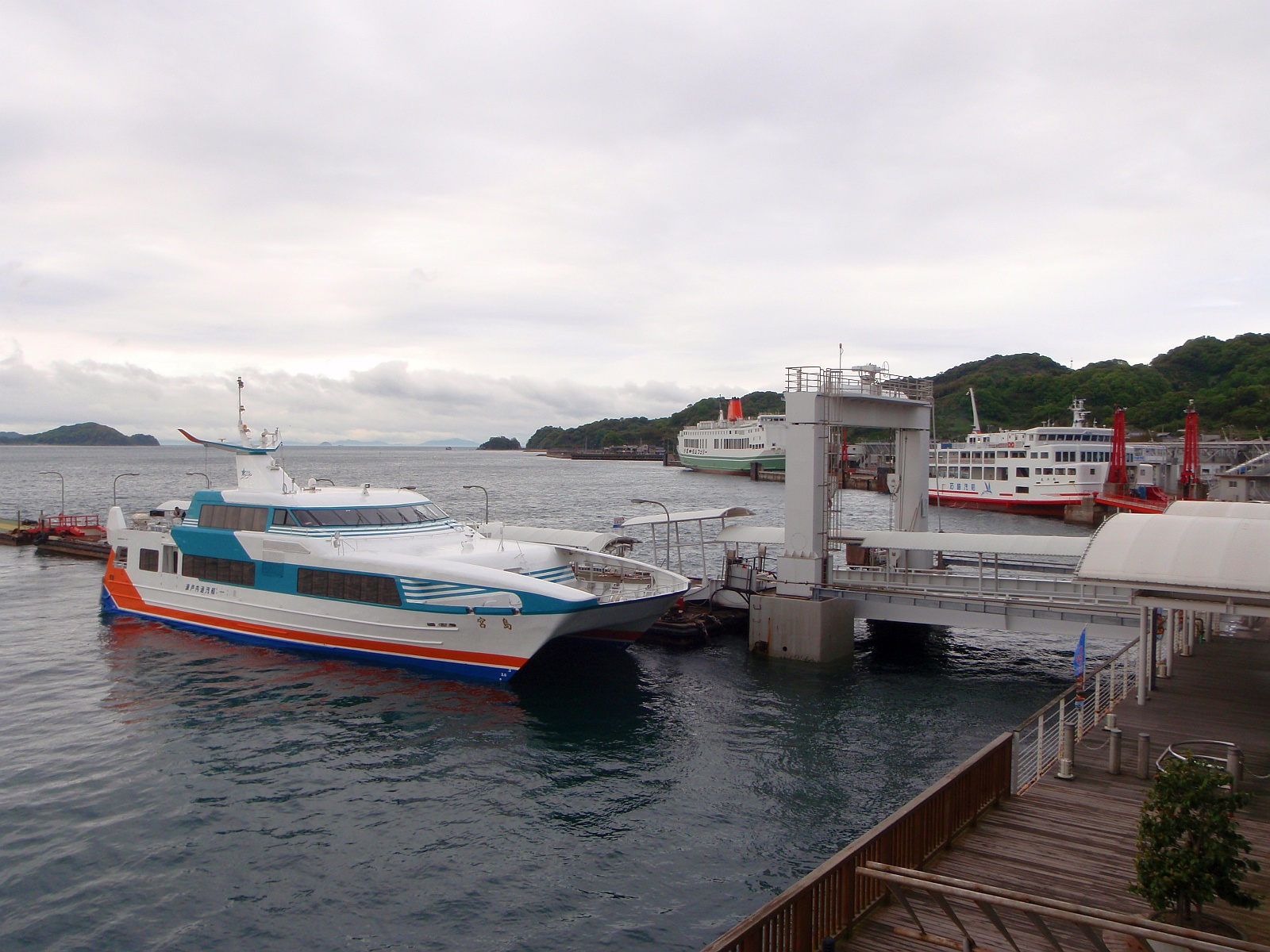
松山観光港高速艇桟橋

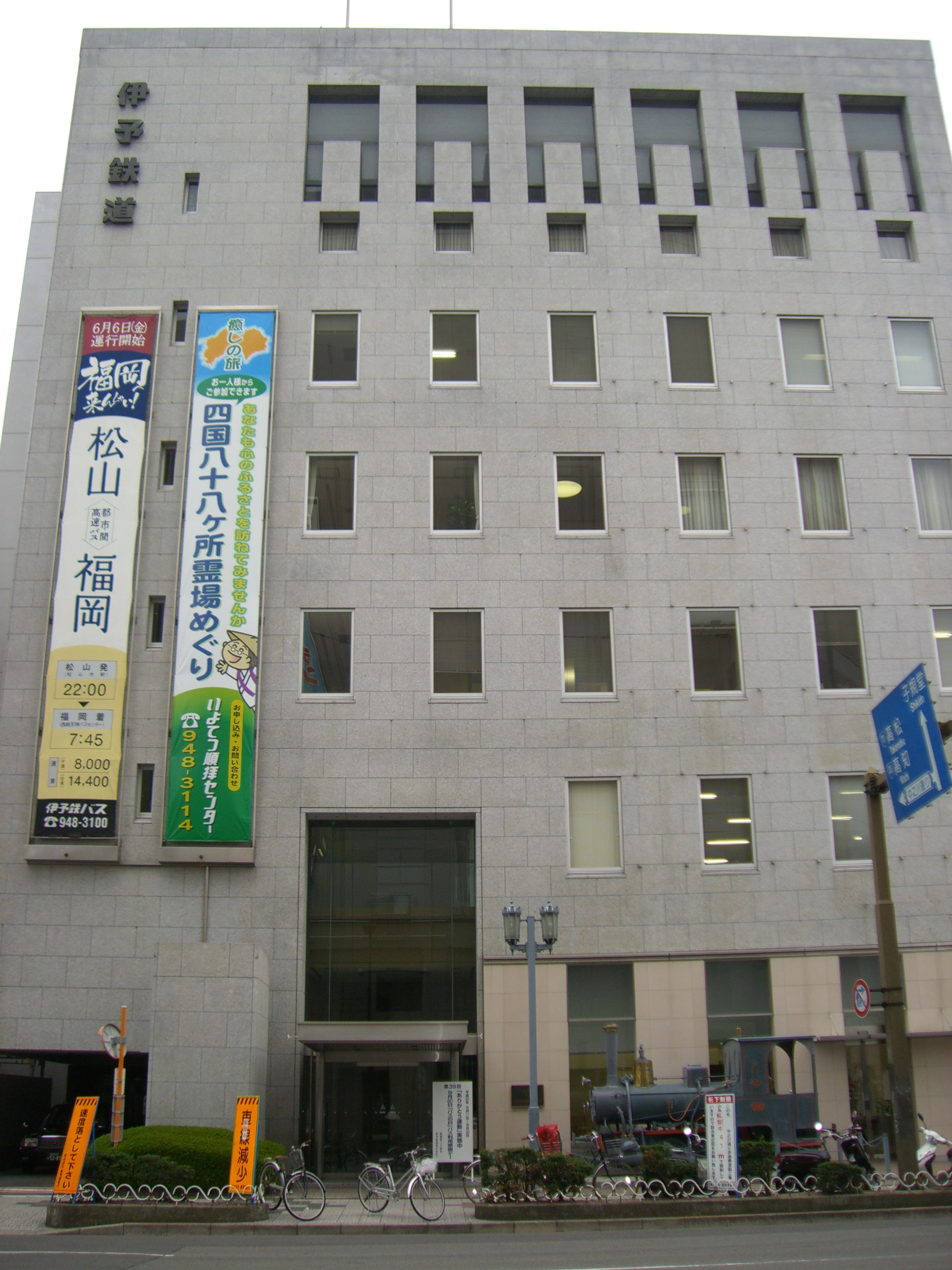
伊予鉄道本社（松山市駅前）

松山港からは中国（特に広島へはスーパージェットなどが頻繁に運行されている）・九州地方北九州への航路が開かれ、松山空港からは東京・大阪・名古屋など日本国内のほか中華人民共和国・大韓民国・台湾への定期便が就航している。また高速道路やJR四国の予讃線などもあり県外・県内の移動の拠点となっている。このほか市内には、伊予鉄道の路面電車や郊外電車、伊予鉄バスの路線バスが多数運行されている。
貨物輸送ではJR貨物の貨物駅や運送会社の支社・営業所などが立地している。

### 金融機関
伊予銀行や愛媛銀行などの地元金融機関の本店・支店のほか、都市銀行や近隣県に本店を置く地方銀行の支店・ATMが設けられている。また、四国の直営店の統括機能を有するゆうちょ銀行松山支店も立地している。
多くの保険会社の支店・営業所がある。また近年は大手保険会社の集中事務センターの誘致に成功している。

#### 銀行
四国に本店を置く地方銀行・第二地方銀行すべてが市内に支店を持っている。また、都市銀行は1995年のあさひ銀行(現・りそな銀行)撤退して以降みずほ銀行(旧・第一勧業銀行)のみ設けられていたが2009年（平成21年）1月、三井住友銀行の支店が開設された。
- 日本銀行松山支店（中央銀行）
- ゆうちょ銀行松山支店
- みずほ銀行松山支店（都市銀行）
- 三井住友銀行松山支店（都市銀行）
- 三菱UFJ銀行松山法人営業所（都市銀行）
- 伊予銀行（地方銀行）
- 愛媛銀行（第二地方銀行）
- 百十四銀行（地方銀行）
- 香川銀行（第二地方銀行）
- 阿波銀行（地方銀行）
- 徳島大正銀行（第二地方銀行）
- 四国銀行（地方銀行）
- 高知銀行（第二地方銀行）
- 広島銀行（地方銀行）
- 山口銀行（地方銀行）
- 三井住友信託銀行（信託銀行）
- 日本政策投資銀行松山事務所
- 日本政策金融公庫松山支店
- 商工組合中央金庫松山支店

#### 信用金庫・信用組合など
- 愛媛信用金庫
- 朝銀西信用組合
- 四国労働金庫

#### 証券会社
本店・本社を置く証券会社
- 愛媛証券
- 二浪証券
- 四国アライアンス証券

支店を置く証券会社
- 野村證券
- 大和証券
- SMBC日興証券
- みずほ証券
- 東海東京証券
- 三菱UFJモルガン・スタンレー証券
- 岡三証券

#### 支店を置く保険会社
| - 日本生命保険 - 第一生命保険 - 住友生命保険 - 太陽生命保険 - 大同生命保険 - 大樹生命保険 - 明治安田生命保険 - 富国生命保険 - 朝日生命保険 - ソニー生命保険 - プルデンシャル生命保険 - マニュライフ生命保険 | - アクサ生命保険 - オリックス生命保険 - ジブラルタ生命保険 - 東京海上日動フィナンシャル生命保険 - 大和生命保険 - SOMPOひまわり生命保険 - かんぽ生命保険 - あいおいニッセイ同和損害保険 - 朝日火災海上保険 - 共栄火災海上保険 - セコム損害保険 - 損害保険ジャパン | - 東京海上日動火災保険 - 日新火災海上保険 - 三井住友海上火災保険 - メットライフ生命保険 - AIG損害保険 |

### 生活協同組合
- 全労済愛媛県本部

### 観光業

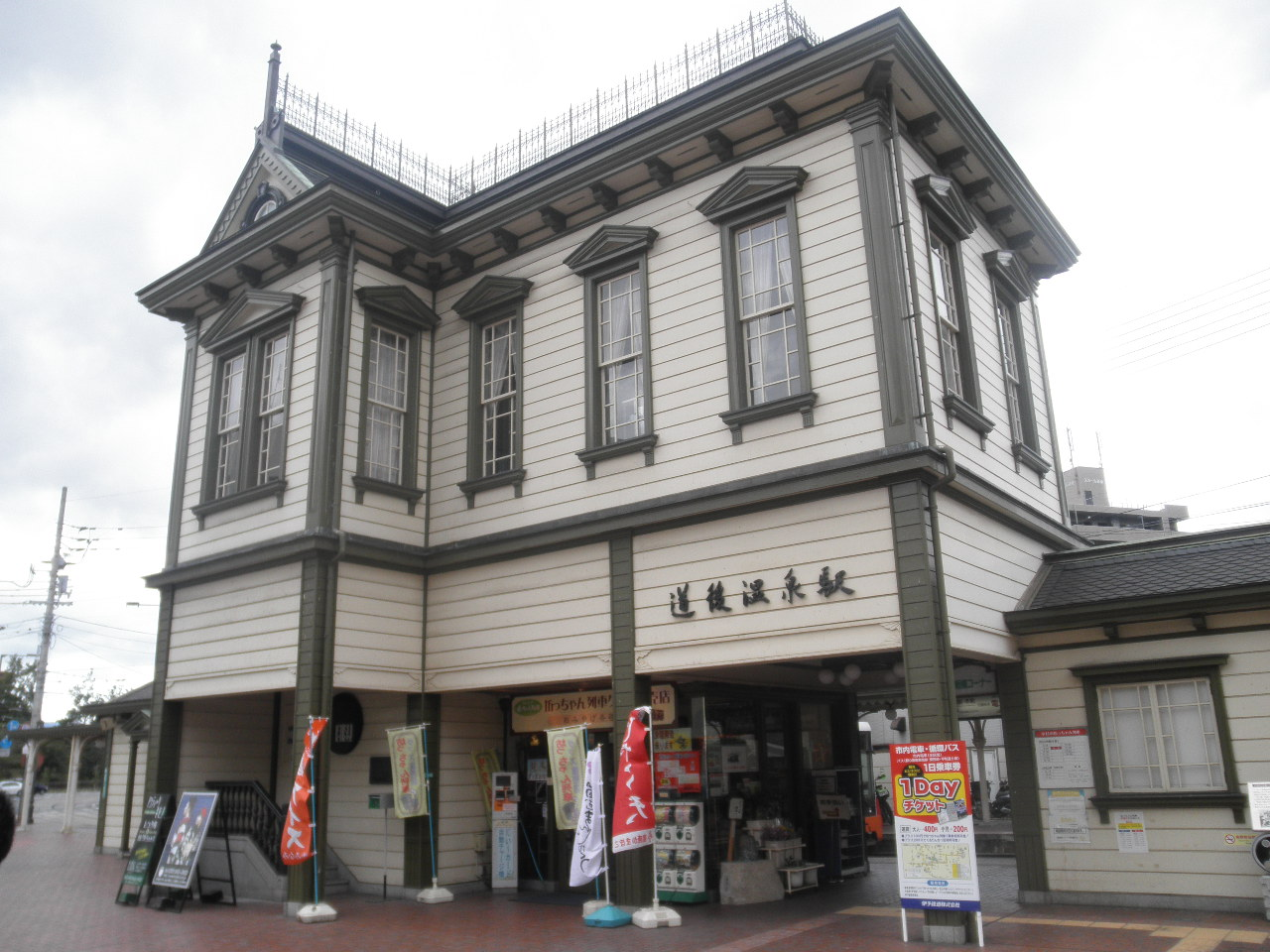
道後温泉駅

3000年の歴史を有するといわれ、文献上、日本最古である道後温泉や日本で最後の完全な城郭建築とされる松山城（ミシュランの観光版（ギード・ベール）日本編ではそれぞれ二つ星に選定。）、四国八十八箇所の1つである石手寺（ミシュラン一つ星）など観光施設が豊富であり、多くの観光客を集めている。また、しまなみ海道開通時には、しまなみブームと呼ばれるほど観光客が増加した。
伊予鉄道は夏目漱石の小説・坊ちゃんにも登場した蒸気機関車を復元した「坊っちゃん列車」を運行している。また、JR四国も松山駅を発着する観光列車・「伊予灘ものがたり」を2014年より運行している。
観光に関する問い合わせに対応するため、財団法人松山観光コンベンション協会が年中無休の電話窓口を設けている。
県や市のスポーツ施設も多数あり、坊っちゃんスタジアムでプロ野球公式戦などが年に数回行われるほか、堀之内や愛媛県総合運動公園でa-nationなどの野外ライブが実施されたり、愛媛県武道館でディズニー・オン・アイスが公演したりする。
2010年の推定観光客数は588万4千人（対前年比12.0%増）、道後温泉地区宿泊客数は80万1千人（同4.2%増。ただし市全域では3.2%増）となっている。

### 不動産業
松山市の人口が増加していることもありマンション需要が伸びているため、不動産会社が次々マンションを建設している。またオフィスビルの需要も、コールセンターなどの進出で伸びており、ビル建設も増加している。

### サービス業

#### 予備校・学習塾
近年、市内の高校が定員超過となっているほか、私立の中高一貫校では受験競争が激化する兆候があることなどから、日能研、東進衛星予備校、ITTO個別指導学院、明光義塾などの全国規模の塾や予備校が進出し、市内の小規模塾や大手塾（寺小屋グループなど）と競合している。

### 製造業

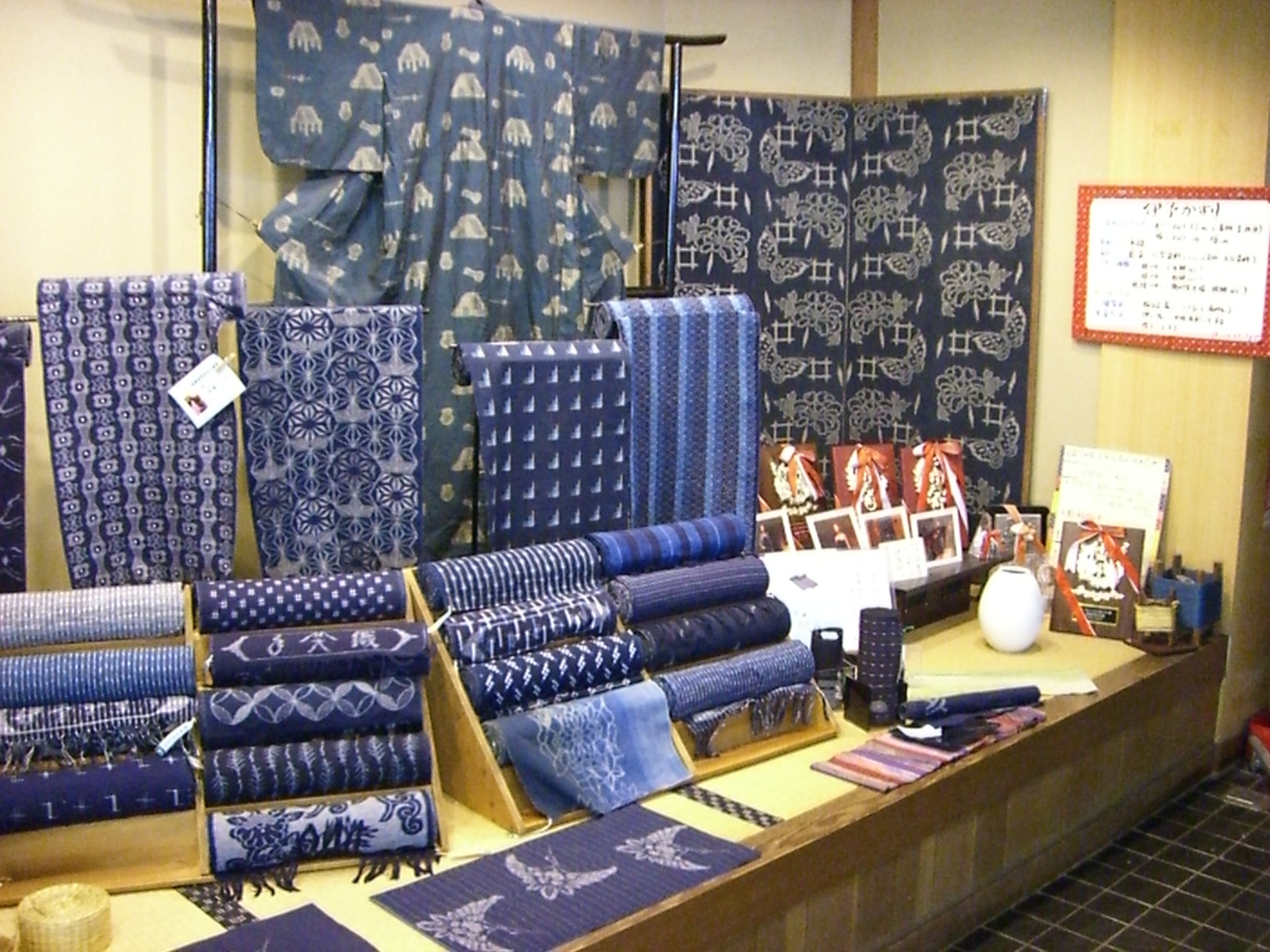
伊予絣

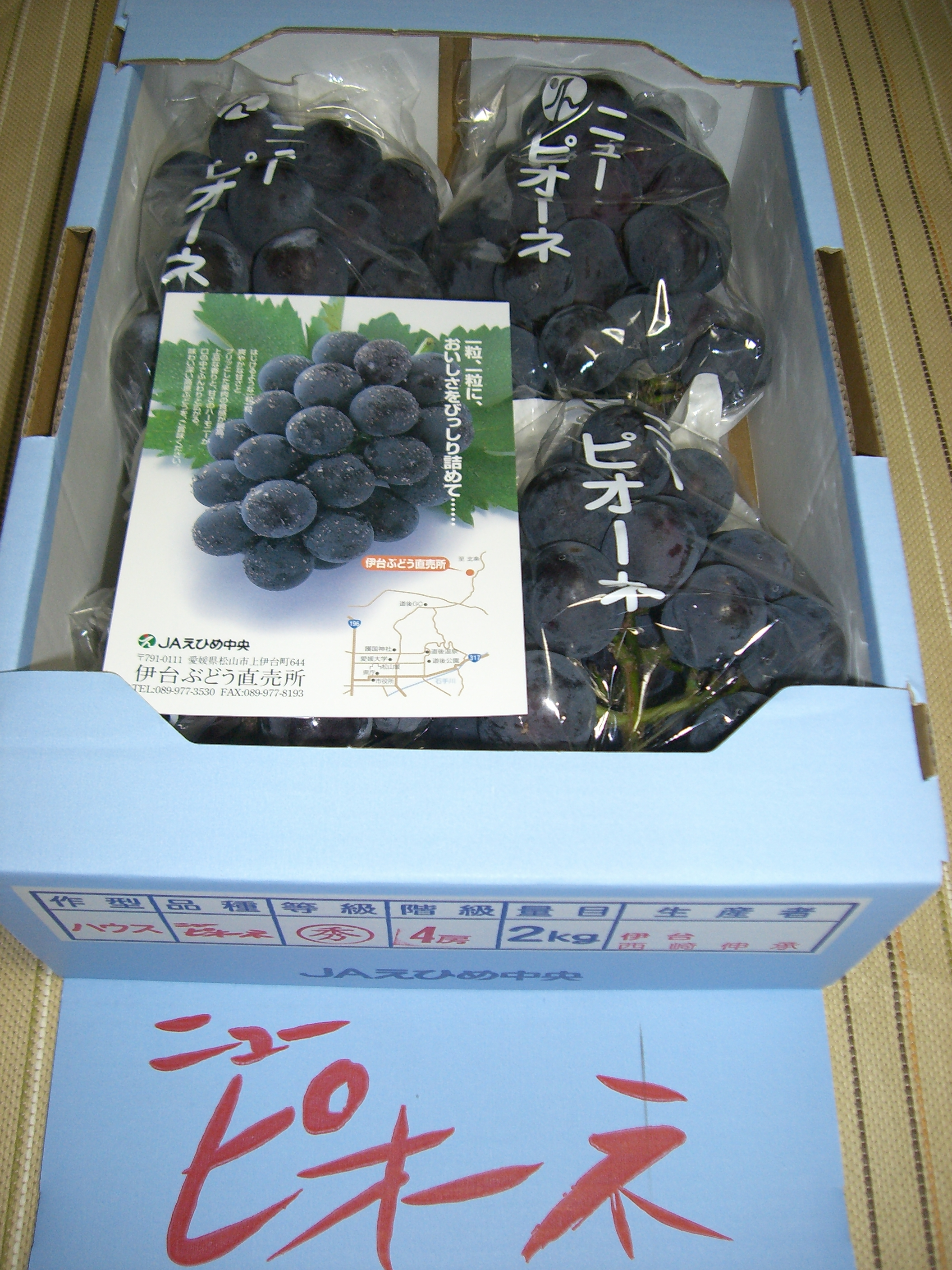
赤秀等級のニューピオーネ

空港や港近郊の沿岸部には工業地帯が広がっている。2010年の工業統計調査（従業員4人以上の事業所が対象）では製造業等出荷額は4,237億5,149万円、製造業の従業員数14,691人、事業者数は420事業所となっている。
製造業等出荷額（2010年）の割合は化学が32.6%、生産用機械が22.0%、食料品12.3%、はん用機械が11.8%を占めている。化学では帝人や大阪ソーダ、東レ・ファインケミカル、コスモ松山石油などが事業所を置いており化学製品・化学繊維などの生産が行われている。機械ではトラクターなどの農業用機械製造の井関農機、ボイラー・水処理関連機器などの機械製造の三浦工業が本社・生産拠点を設置している。

### 農業・伝統産業
ウンシュウミカンの生産が盛んで、イヨカンの代表的な産地の一つでもあり、「紅まどんな」など付加価値の高い柑橘類の生産にも取り組んでいる。また、伊台や五明など高原地域ではニューピオーネなどのブドウ栽培も行われている。特産品・伝統工芸として、姫だるま、竹細工（日本三大産地）、伊予絣（同）、油揚げ（松山揚げ）などが有名である。

#### まつやま農林水産物ブランド
- 紅まどんな（柑橘類）
- せとか（柑橘類）
- ぼっちゃん島あわび
- カラマンダリン（柑橘類）
- 瀬戸内の銀鱗煮干
- 松山長なす
- 松山一寸そらまめ
- 伊台・五明ニューピオーネ（高原ぶどう）

### 本社を置く主要企業

#### 上場企業
- 井関農機（登記上の本店）
- いよぎんホールディングス（伊予銀行などを傘下に持つ金融持株会社）
- 愛媛銀行
- セキ（登記上の本店）
- ダイキアクシス
- ダイコー通産
- フジ（登記上の本店）
- マルク（登記上の本店）
- 三浦工業

#### 非上場企業
| 製造業 - アテックス - E-SOLAR - 一六本舗 - うつぼ屋 - えひめ飲料 - 亀井製菓 - コスモ松山石油 - タケチ - 伯方塩業（登記上の本店は今治市） - ビージョイ - 山田屋 - 六時屋 - ルナ物産 建設業・不動産業 - 愛亀 - オオノ開発 - 協和道路 - フジケンエンジニアリング - 二神組 - 伊予鉄不動産（伊予鉄グループ） 情報通信業 - NTTデータ四国 卸売業 - アスティス - 南商事 - よんやく | 小売業・飲食業 - アザース - 伊予鉄髙島屋（伊予鉄グループ） - 愛媛トヨタ自動車 - 愛媛トヨペット - 愛媛日産自動車 - 愛媛日野自動車（伊予鉄グループ） - 四国スバル - セブンスター - そば吉 - 太陽石油販売 - つるや - 明屋書店 - トヨタカローラ愛媛 - 西四国マツダ - 日産プリンス愛媛販売 - ネッツトヨタ愛媛 - ネッツトヨタ瀬戸内 - パワーアップ - ビッグウッド - フォードフジ - フジファミリーフーズ - 松山三越 - レデイ薬局 | 金融業 - 四国アライアンス証券 - 愛媛信用金庫 - 愛媛証券 - えるく - 二浪証券 運輸業 - 石崎汽船 - 伊予商運 - 伊予鉄道（伊予鉄グループ） - 愛媛オーシャン・ライン - JAえひめ物流 - 四国名鉄運輸 - 松山・小倉フェリー 放送・新聞・出版業 - あいテレビ - 愛媛朝日テレビ - 愛媛新聞社 - エフエム愛媛 - テレビ愛媛 - 南海放送 サービス業 - 愛媛FC - 東進四国 - 寺小屋グループ |

### 事業所を置く主要企業

#### 本社機能
- 太陽石油 本社分室

#### 製造・開発拠点
- NECプラットフォームズ　松山事業所
- エヌ・ピー・シー　松山工場
- 大阪ソーダ　松山工場
- サイボウズ　松山オフィス
- 四国ガス　松山工場
- 四国明治　松山工場
- 東芝EIコントロールシステム　松山事業所
- 東レ・ファインケミカル　松山工場
- 帝人　松山事業所

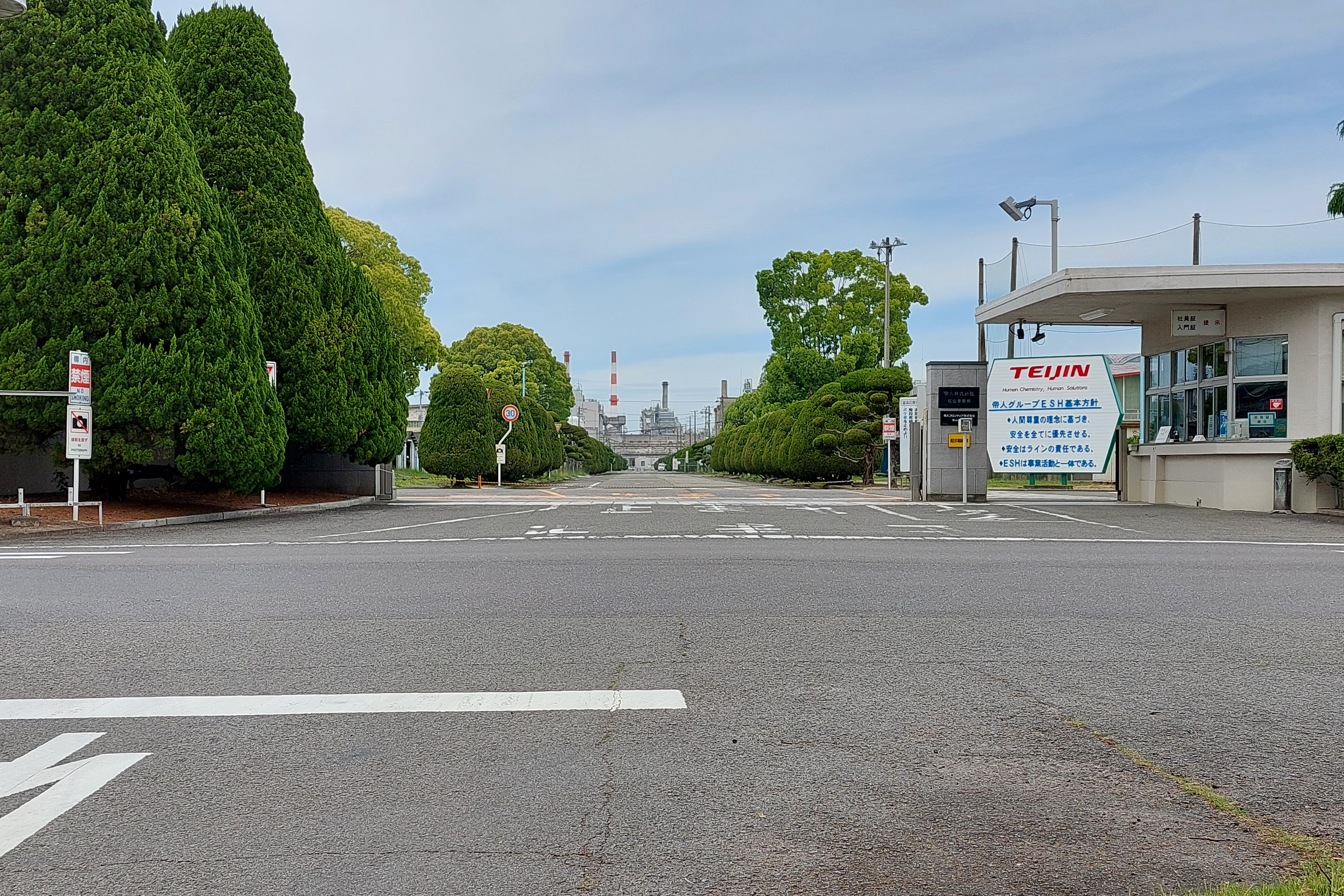
帝人松山事業所

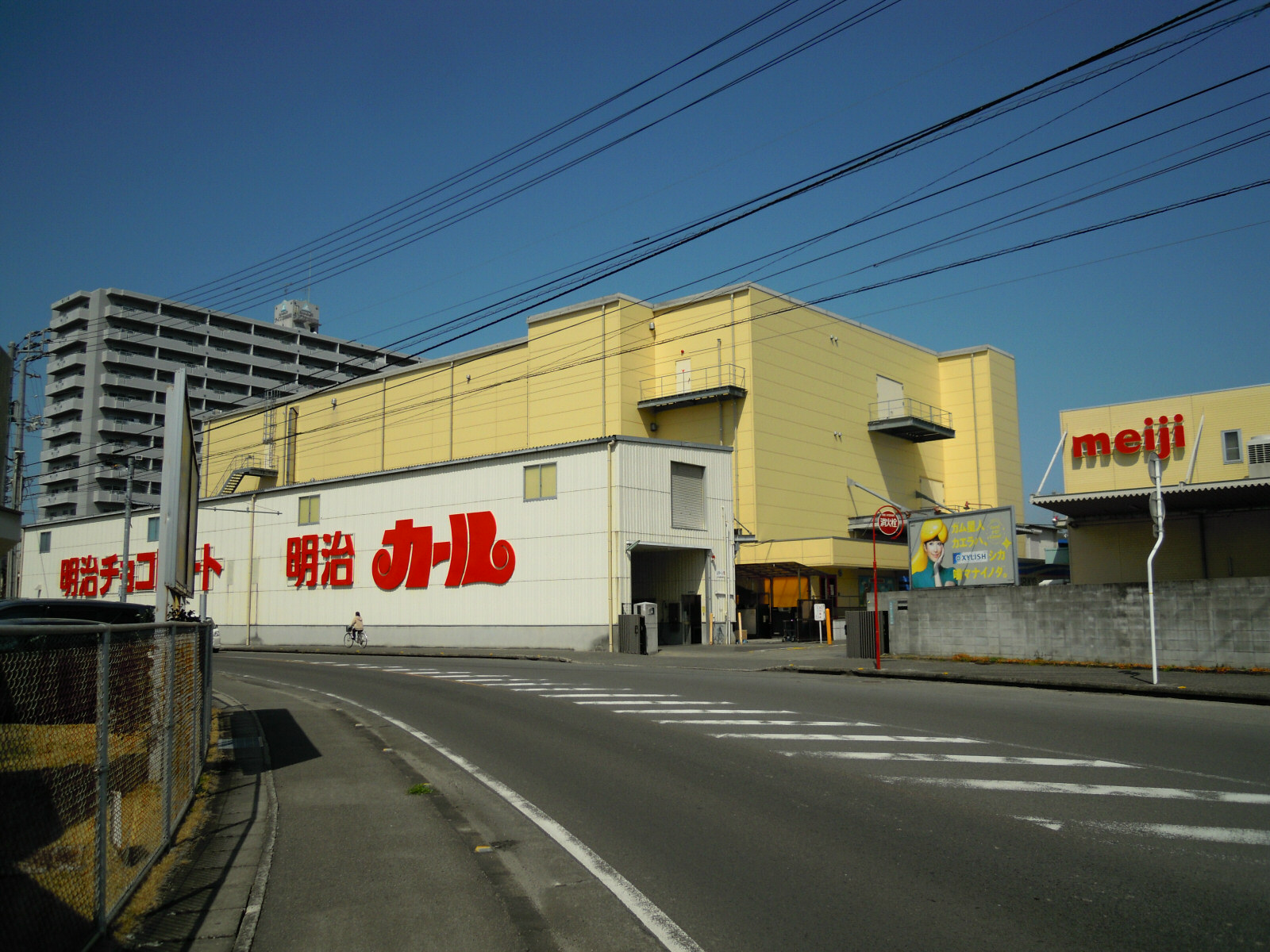
四国明治松山工場

- ニッシン・グルメビーフ　松山第一工場･松山第二工場
- ファインデックス　四国支社
- ベルグアース　松山農場
- レンゴー　松山工場

#### コールセンター・事務センター
- AIG損害保険 松山事故受付センター
- NTTマーケティングアウト松山総合アウトソーシングセンタ
- KDDIエボルバ松山センター
- パソナテック 松山一番町BPOセンター
- 富士通コミュニケーションサービス 松山サポートセンター・松山一番町サポートセンター（富士通グループ）
- プライムステージ
- ブリッジインターナショナル 松山事業所
- ベネフィット・ワン 松山オペレーションセンター
- 三井ダイレクト損害保険 お客さまセンター松山
- もしもしホットライン 松山センター・いよ松山センター
- 楽天保険グループ 松山ビジネスセンター

## 文化

### 坊っちゃん

松山城山ロープウェイ東雲口駅前に設置された「坊っちゃんとマドンナ像」

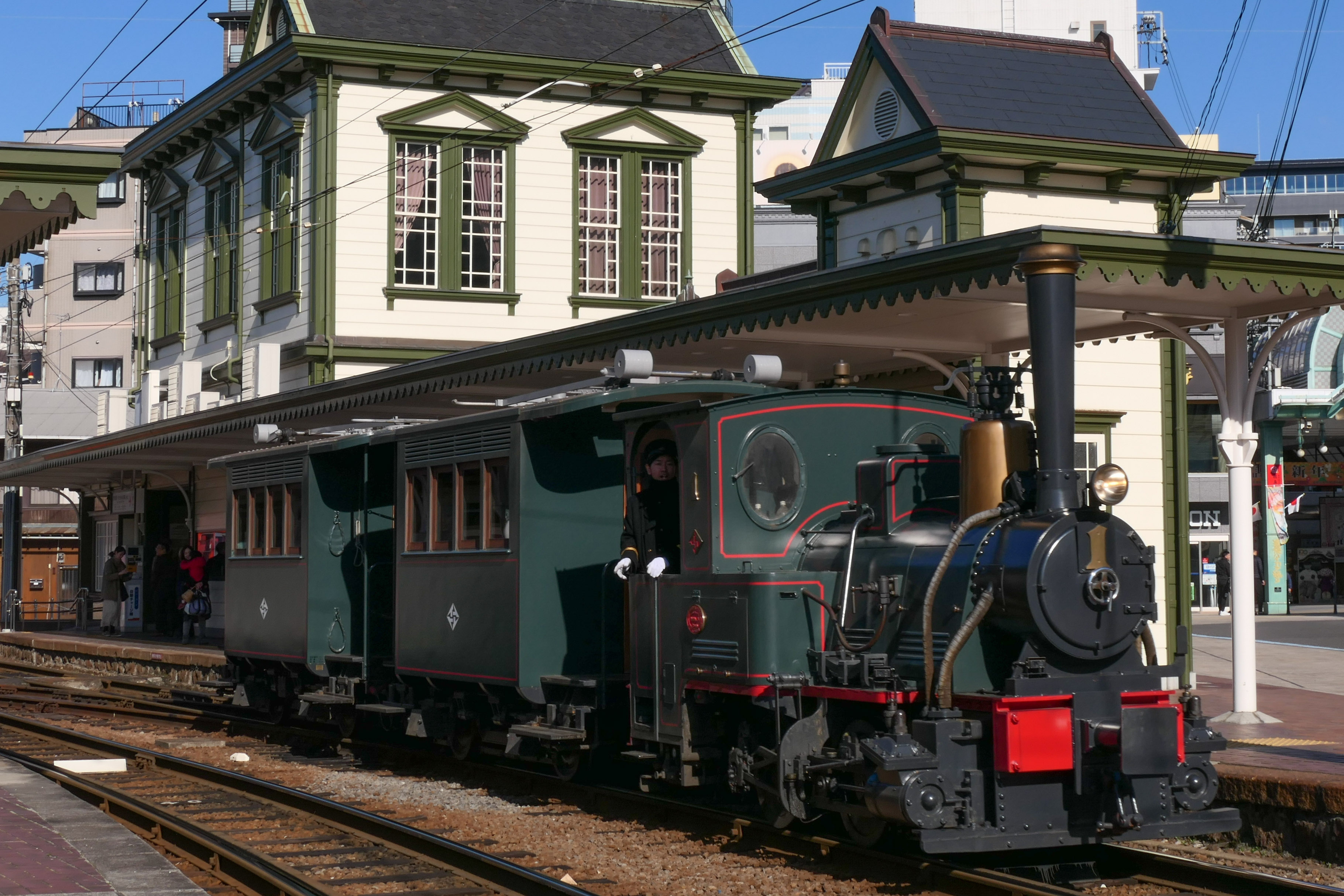
道後温泉駅に停車する「坊っちゃん列車」

マドンナバス

松山は、夏目漱石の小説『坊っちゃん』の舞台になっている。この小説は、漱石自身が松山中学（現在の愛媛県立松山東高等学校）に赴任した時の体験を下敷きとしている。松山赴任時、漱石は大学予備門で同窓だった正岡子規との交流も持った。
漱石は『坊っちゃん』で、松山を「不浄な地」（新潮文庫版131ページ）としているなどかなり批判的に書いているが、実際は明治時代の地方に対する世論の考え方を反映したもので、単に松山を批判したものではない。漱石自身も松山中学では非常に優遇されており、小説の内容と自身の体験談とが必ずしも一致したものとはいえない。松山市および市民は観光の一つとしている他、今日でも松山には「坊っちゃん」や「マドンナ」の名が付いた施設や商品が多い。
- 坊っちゃん列車
- マドンナバス（かつて走っていた市内の名所を循環する完全予約制のバス）
- 坊っちゃんスタジアム
- 坊っちゃん湯（道後温泉本館のこと）
- 坊っちゃん団子
- 坊っちゃんエクスプレス（松山・高松間の高速バス）
- マドンナエクスプレス（松山・岡山間の高速バス）
- 坊っちゃん文学賞

近年は「坂の上の雲」（歴史小説）を軸としたまちづくりも進められ、司馬遼太郎記念財団認定商品も販売されている。

### 文学
- 正岡子規
- 高浜虚子
- 石田波郷
- 河東碧梧桐
- 種田山頭火（1940年、松山市で没）

### 温泉
記紀の古より湧き続ける道後温泉に代表される道後温泉郷であり、源泉から離れた銭湯も引き湯で温泉を入れている所も数多くある。

### 能楽
松山は能楽が盛んであり、市内に能楽堂がいくつかある。

### 祭り・芸能
- 野球拳
- 伊予萬歳
- 伊予の国松山水軍太鼓

鐘馗祭が行われる鐘馗寺

- 松山三大夏祭り - 井手神社天神祭（北立花町）、鐘馗さん（しょきさん又はしょうきさん、木屋町）、お日切さん（おひぎりさん、市駅前）。
いずれも旧市内における伝統的なもの。
- 松山秋祭り
神輿同士の鉢合わせなど。
- 愛・野球博（2018年より開催）

### 食文化
- 松山鮓
地魚がちりばめられているばら寿司で、瀬戸の小魚の旨みを活かした甘めの鮓飯が特徴。
- たこめし
タコを用いたご飯料理で、タコとご飯を醤油出汁で炊き込むもの。
- 鯛めし
一尾丸ごと焼いた鯛を、醤油や塩で味付けした半炊き状態の炊き込みご飯の上に載せ、さらに加熱して炊き上げるもの。
- うどん
隣県である香川県のシコシコとした食感の讃岐うどん とは違い、やや軟らかな麺を用いてツユも甘めな「ゆるゆるうどん」が多く、大盛りを注文した場合、大抵の店舗では麺が二玉分投入されてくる事が特長で 、鍋焼きうどんの老鋪店「アサヒ」「ことり」（銀天街裏）などが有名である。なお、近年は讃岐うどんを名乗る店やいわゆるセルフうどん店も多数進出しているが、讃岐うどん店も丼鉢には厚手の砥部焼を用いる店が多い。[* 5]
- タルト、坊っちゃん団子、労研饅頭、醤油餅、薄墨羊羹、日切焼 など。
親藩松平家の城下町だったため、伝統を受け継ぐ和菓子、銘菓も多い。

### スポーツチーム
野球
- 愛媛マンダリンパイレーツ - 四国アイランドリーグplus
- 松山フェニックス - 社会人野球
- NTT四国硬式野球部 - 社会人野球　※1999年に解散
- 丸善石油硬式野球部 - 社会人野球　※1981年に解散
- 伊予銀行硬式野球部 - 社会人野球　※1978年に解散

ソフトボール
- 伊予銀行ヴェールズ - JDリーグ

サッカー
- 愛媛FC - Jリーグディビジョン2
- 愛媛FCレディース - なでしこリーグ
- ベンターナAC - 四国サッカーリーグ

ビーチバレー
- ダイキヒメッツ

バスケットボール
- 愛媛オレンジバイキングス - Bリーグ

### スポーツ施設
- 野球場
  - 松山中央公園野球場（坊っちゃんスタジアム）
- サッカー場
  - ニンジニアスタジアム
- アイススケート場
  - イヨテツスポーツセンター（夏季を除く）
- プール（一般開放）
  - アクアパレットまつやま
  - 松山市総合コミュニティセンター
  - イヨテツスポーツセンター（夏季のみ）
  - 中島B&G海洋センター
- ゴルフ場
  - エリエールゴルフクラブ松山
  - 奥道後ゴルフクラブ
  - サンセットヒルズカントリークラブ
  - チサンカントリークラブ北条
  - 道後ゴルフクラブ
  - 北条カントリー倶楽部
  - 松山小野カントリークラブ
  - 森松ゴルフ倶楽部

### その他の施設
- シアターねこ - 小劇場(2024年8月31日に閉館)[22]

## 文化財

### 国宝
- 石手寺二王門
- 大宝寺本堂
- 太山寺本堂

- 石手寺二王門（国宝）
- 大宝寺本堂（国宝）
- 太山寺本堂（国宝）

### 重要文化財（建造物）
| - 太山寺二王門 - 石手寺（三重塔ほか） - 松山城（大天守ほか） - 浄土寺本堂 | - 伊佐爾波神社（本殿ほか） - 豊島家住宅 - 渡部家住宅 - 道後温泉本館 | - 萬翠荘 - 釣島灯台 |

### 国史跡
- 松山城
- 湯築城
- 葉佐池古墳
- 久米官衙遺跡群・久米官衙遺跡・来住廃寺跡

### 登録有形文化財
| - 愛媛大学教育学部附属中学校講堂（旧制松山高等学校講堂） - 石崎汽船本社（設計：木子七郎） - 鍵谷カナ頌功堂（設計：木子七郎） - 愛媛県教育会館 - 松山地方気象台 | - 森家住宅主屋（三津） - 八束家住宅（主屋など） - 水口酒造店舗兼主屋 - 木村家住宅（主屋など） - 松山城（小天守など） | - 愛媛県庁本館 - 旧鈴木家住宅（主屋など） - 久保家住宅（主屋など） |

### 国天然記念物
- エヒメアヤメ自生南限地帯[23]

### 登録記念物
- 四十島（ターナー島）

- 旧制松山高等学校講堂
- 石崎汽船本社
- 鍵谷カナ頌功堂
- 愛媛県教育会館

## 医療
- 主な医療機関

- 愛媛県立中央病院
- 松山まどんな病院
- 松山赤十字病院
- 済生会松山病院
- 松山記念病院
- 松山市民病院
- 国立病院機構四国がんセンター
- 北条病院

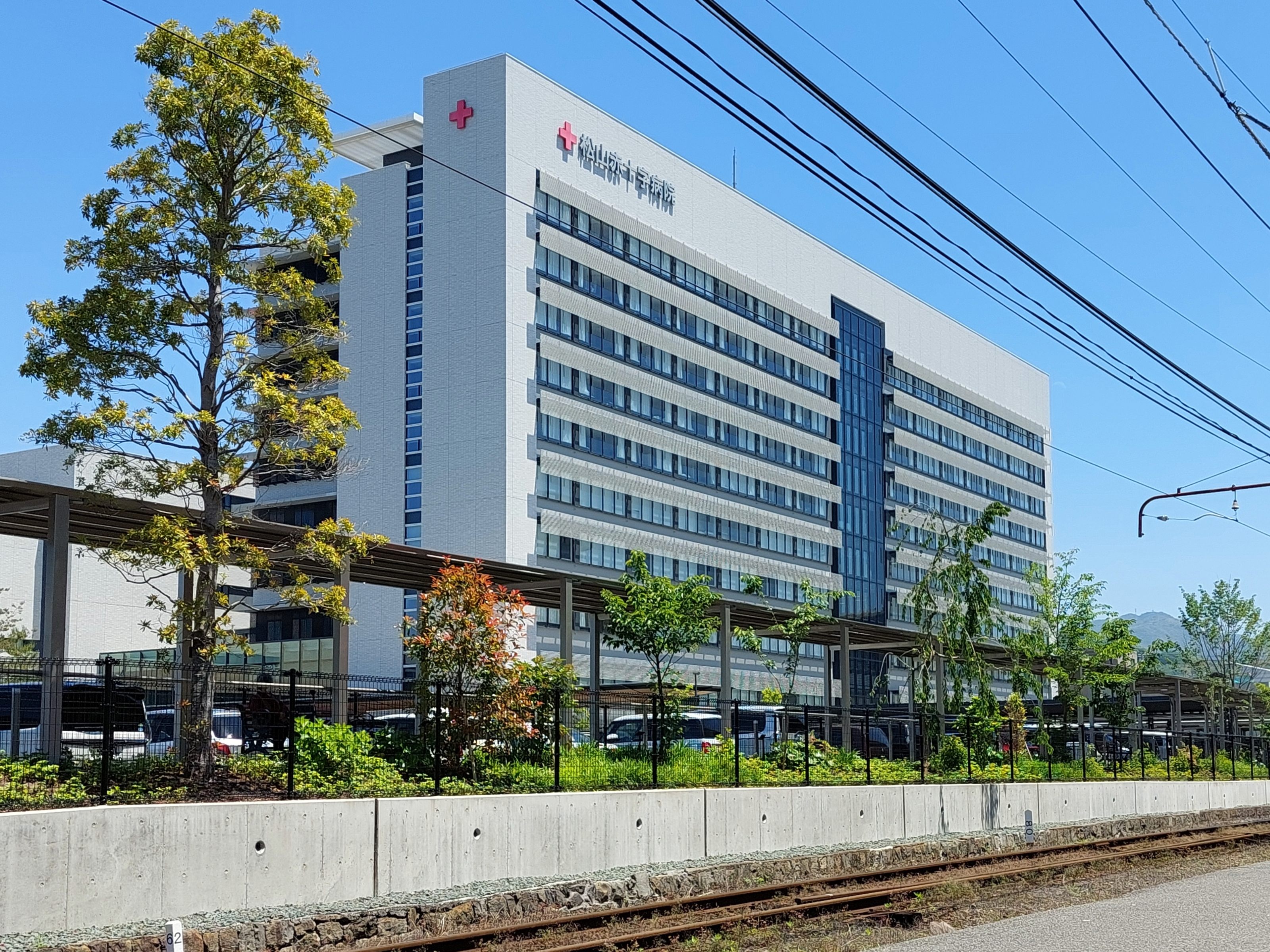
松山赤十字病院

- 医療法人友朋会 栗林病院グループ なかじま中央病院（旧・中島町立病院を医療法人に売却）

上記のほか、小児の夜間の急病に対応するため、松山市保健所の隣に松山市急患医療センターが設置されている。

## 教育

### 小学校
市内にはかつて62の小学校があったが、近年児童数の減少により統廃合が目立っている。
| - 愛媛大学教育学部附属小学校（国立） - 松山市立番町小学校 - 松山市立味酒小学校 - 松山市立八坂小学校 - 松山市立東雲小学校 - 松山市立新玉小学校 - 松山市立清水小学校 - 松山市立雄郡小学校 - 松山市立素鵞小学校 - 松山市立堀江小学校 - 松山市立潮見小学校 - 松山市立久枝小学校 - 松山市立和気小学校 - 松山市立三津浜小学校 - 松山市立宮前小学校 - 松山市立高浜小学校 - 松山市立味生小学校 - 松山市立桑原小学校 - 松山市立生石小学校 - 松山市立垣生小学校 - 松山市立道後小学校 | - 松山市立湯築小学校 - 松山市立興居島小学校 - 釣島分校（休校中） - 松山市立余土小学校 - 松山市立湯山小学校 - 松山市立日浦小学校 - 松山市立伊台小学校 - 松山市立五明小学校 - 松山市立久米小学校 - 松山市立浮穴小学校 - 松山市立小野小学校 - 松山市立石井小学校 - 松山市立荏原小学校 - 松山市立坂本小学校 - 松山市立たちばな小学校 - 松山市立椿小学校 - 松山市立石井東小学校 - 松山市立北久米小学校 - 松山市立味生第二小学校 - 松山市立石井北小学校 | - 松山市立さくら小学校 - 松山市立みどり小学校 - 松山市立福音小学校 - 松山市立双葉小学校 - 松山市立窪田小学校 - 松山市立姫山小学校 - 松山市立浅海小学校 - 松山市立難波小学校 - 松山市立立岩小学校 - 松山市立正岡小学校 - 松山市立北条小学校 - 松山市立河野小学校 - 松山市立粟井小学校 - 松山市立睦月小学校（休校中） - 松山市立野忽那小学校（休校中） - 松山市立中島小学校 - 松山市立怒和小学校（休校中） - 松山市立津和地小学校（休校中） - 松山市立二神小学校（休校中） |

### 中等教育学校

#### 公立中等教育学校
- 愛媛県立松山西中等教育学校

#### 私立中等教育学校
- 済美平成中等教育学校
- 新田青雲中等教育学校

### 中学校

#### 国立中学校
- 愛媛大学教育学部附属中学校

#### 公立中学校
| - 松山市立拓南中学校 - 松山市立雄新中学校 - 松山市立勝山中学校 - 松山市立東中学校 - 松山市立道後中学校 - 松山市立鴨川中学校 - 松山市立内宮中学校 - 松山市立三津浜中学校 - 松山市立高浜中学校 - 松山市立津田中学校 - 松山市立垣生中学校 | - 松山市立興居島中学校 - 松山市立余土中学校 - 松山市立湯山中学校 - 松山市立日浦中学校 - 松山市立旭中学校 - 松山市立久米中学校 - 松山市立小野中学校 - 松山市立久谷中学校 - 松山市立南中学校 - 松山市立西中学校 - 松山市立南第二中学校 - 松山市立桑原中学校 | - 松山市立椿中学校 - 松山市立城西中学校 - 松山市立北中学校 - 松山市立北条北中学校 - 松山市立北条南中学校 - 松山市立中島中学校 |

#### 私立中学校
- 愛光中学校（※中高併設）
- 松山東雲中学校（※中高併設）

### 高等学校
| - 愛媛大学附属高等学校 - 愛媛大学農学部附属農業高等学校（2010年3月閉校） - 愛媛県立松山東高等学校 - 愛媛県立松山中央高等学校 - 愛媛県立松山北高等学校 - 愛媛県立松山北高等学校中島分校 - 愛媛県立松山南高等学校 - 愛媛県立松山商業高等学校 - 愛媛県立松山工業高等学校 - 愛媛県立北条高等学校 | - 愛光高等学校（※中高併設） - 今治精華高等学校松山学習センター - ウィッツ青山学園高等学校愛媛LETSキャンパス - 済美高等学校 - 聖カタリナ学園高等学校 - 第一学院高等学校松山キャンパス - 新田高等学校 - 松山学院高等学校 - 松山東雲高等学校（※中高併設） - 松山聖陵高等学校 - 未来高等学校 - 屋久島おおぞら高等学校松山キャンパス - ルネサンス高等学校松山学習センター |

### 大学・短期大学
松山市では、規定を満たし採用された大学・短大へ進学希望する者に貸与される奨学金制度「松山市奨学生」が設けられている。
- 愛媛大学（国立）
- 松山大学・松山短期大学（私立）

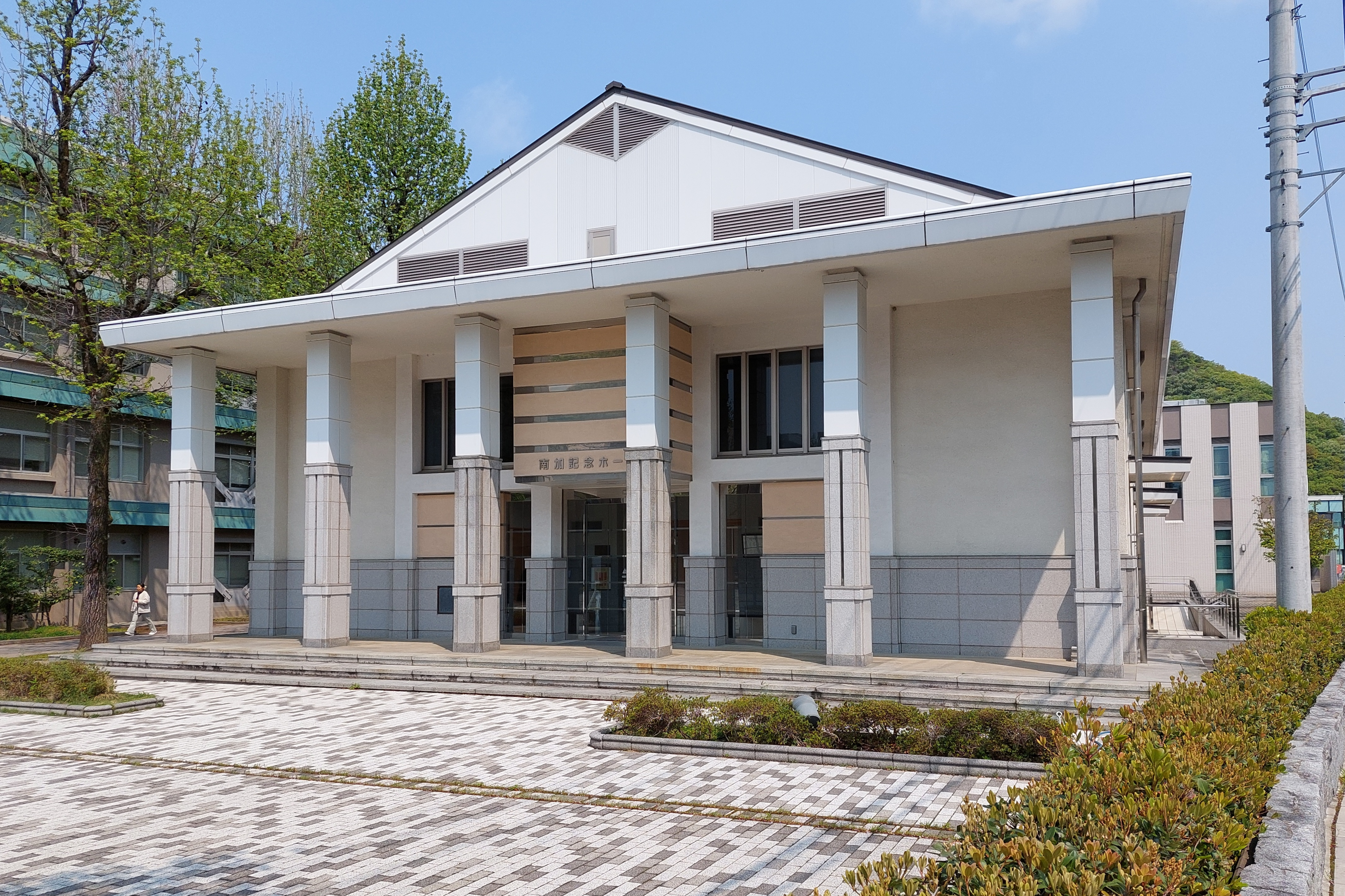
愛媛大学南加記念ホール

- 松山東雲女子大学・松山東雲短期大学（私立）
- 聖カタリナ大学・聖カタリナ大学短期大学部（私立）
- 放送大学 愛媛学習センター
- 人間環境大学 松山看護学部・総合心理学部

### 専修学校
- 愛媛調理製菓専門学校
- 愛媛コミュニケーションブライダル専門学校
- 四国医療技術専門学校
- 専門学校日産愛媛自動車大学校
- 松山看護専門学校

- 松山歯科衛生士専門学校
- 松山デザイナー専門学校
- 河原電子ビジネス専門学校
- 河原医療福祉専門学校
- 大原簿記公務員専門学校愛媛校
- 愛媛県美容専門学校

- 河原デザイン・アート専門学校
- 河原アイペットワールド専門学校
- 河原医療大学校
- 河原ビューティモード専門学校
- 河原外語観光・製菓専門学校

### 特別支援学校
- 愛媛県立松山盲学校
- 愛媛県立松山聾学校

### 学校教育以外の施設
- 愛媛県消防学校
- 愛媛県立松山高等技術専門校（公共職業能力開発施設の職業能力開発校）
- 松山共同高等職業訓練校（社団法人松山共同職業訓練協会が行う認定職業訓練による職業訓練施設）
- 愛媛県立農業大学校（農業者研修教育施設）
- 愛媛農協学園

## 交通
四国最大の人口を有する都市として利便性の高い各種の運輸手段があり、特に空港利用者数は中四国最多の実績を有し、年々増加の傾向にある。また、人口50万強という人口規模としては利便性の高い公共交通機関が伊予鉄道の電車・伊予鉄バスのバスを中心に発達しており、市内の主だった拠点の多くに公共交通だけでたどり着くことができる。このほか、比較的コンパクトな中心市街地を自転車で移動する希望者に対応するため、有料の観光レンタサイクルポート（JR松山駅前・大街道商店街・松山城山ロープウェイ東雲口駅舎・道後温泉駅前）も開設されている。他にも観光振興策の一環として、2007年（平成19年）7月から原動機付自転車を対象に「道後・松山市」の雲型ナンバープレートを発行している。

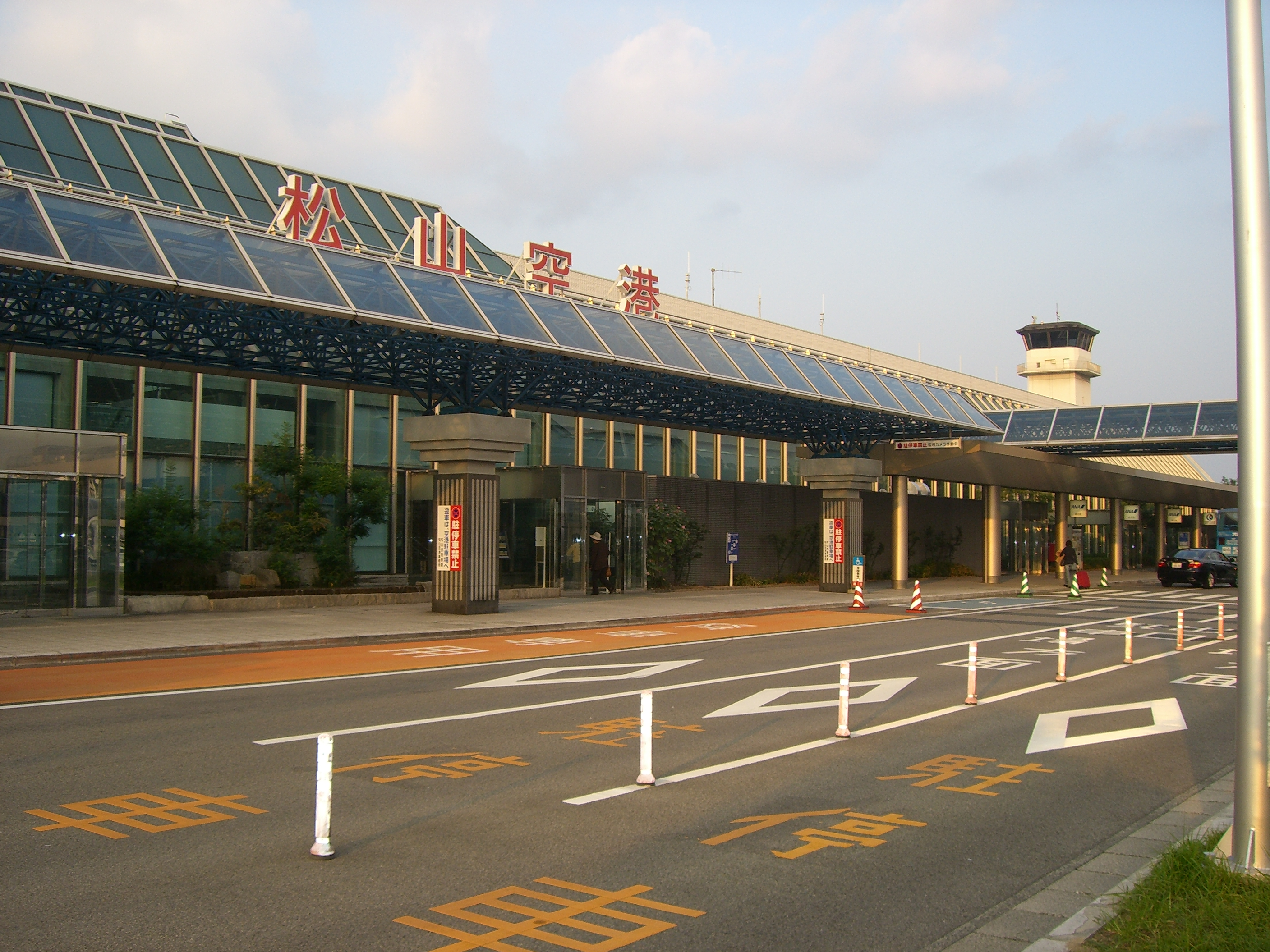
松山空港旅客ターミナル

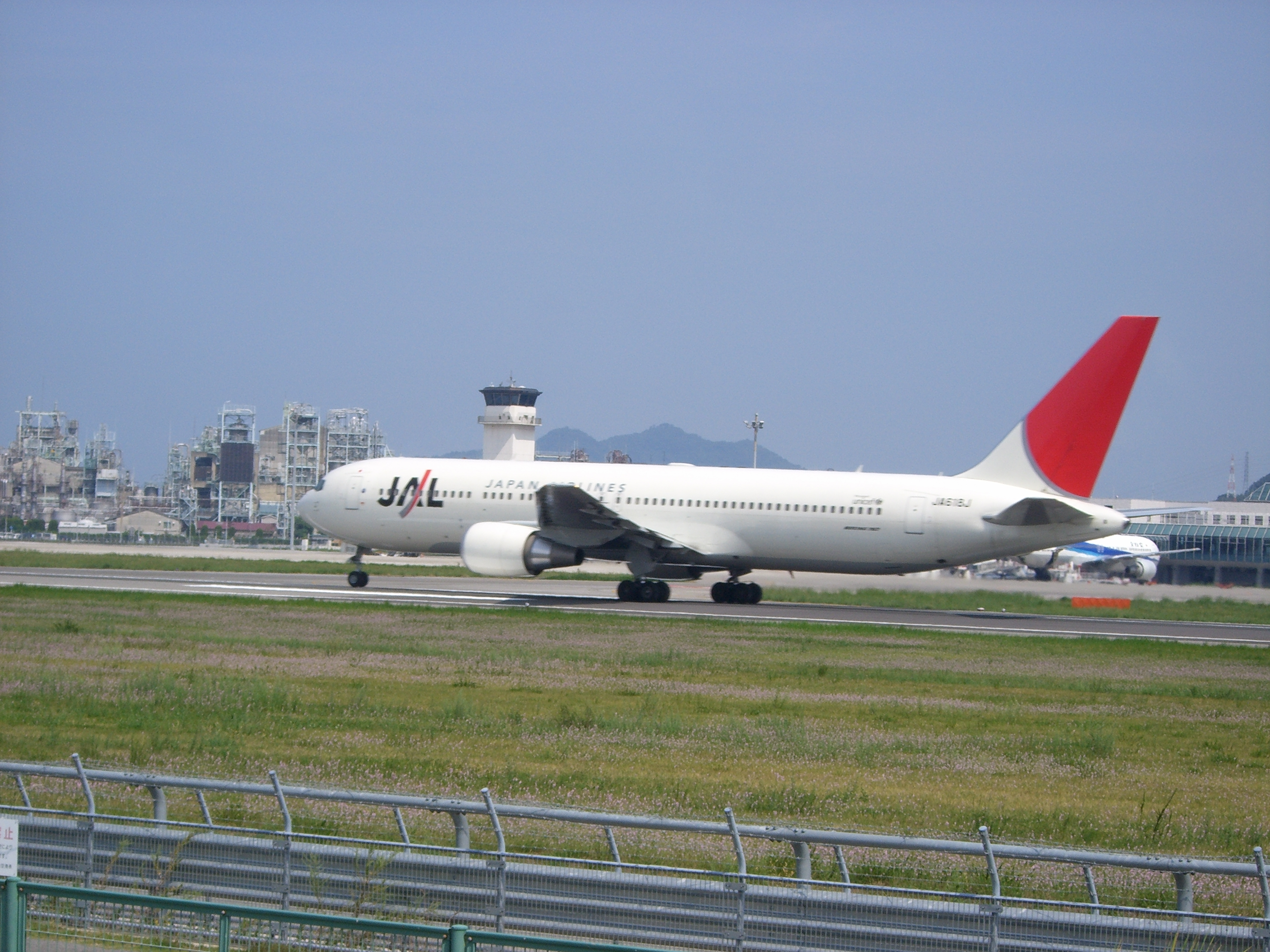
空港公園から見た滑走路

### 空港
- 松山空港

#### 国内線
| 航空会社                      | 就航地                                       |
| ----------------------------- | -------------------------------------------- |
| 日本航空(JAL)                 | 東京/羽田、大阪/伊丹、福岡、鹿児島           |
| 全日本空輸(ANA)               | 東京/羽田、名古屋/中部、大阪/伊丹、沖縄/那覇 |
| ジェットスター・ジャパン(JJP) | 東京/成田                                    |

#### 国際線
| 航空会社          | 就航地                                        |
| ----------------- | --------------------------------------------- |
| 中国東方航空 (MU) | 中国・上海/浦東（月・金）                     |
| チェジュ航空(7C)  | 韓国・ソウル/仁川（火・木・日）               |
| エバー航空(BR)    | 中華民国（台湾）・台北/桃園（水・木・土・日） |

### 鉄道

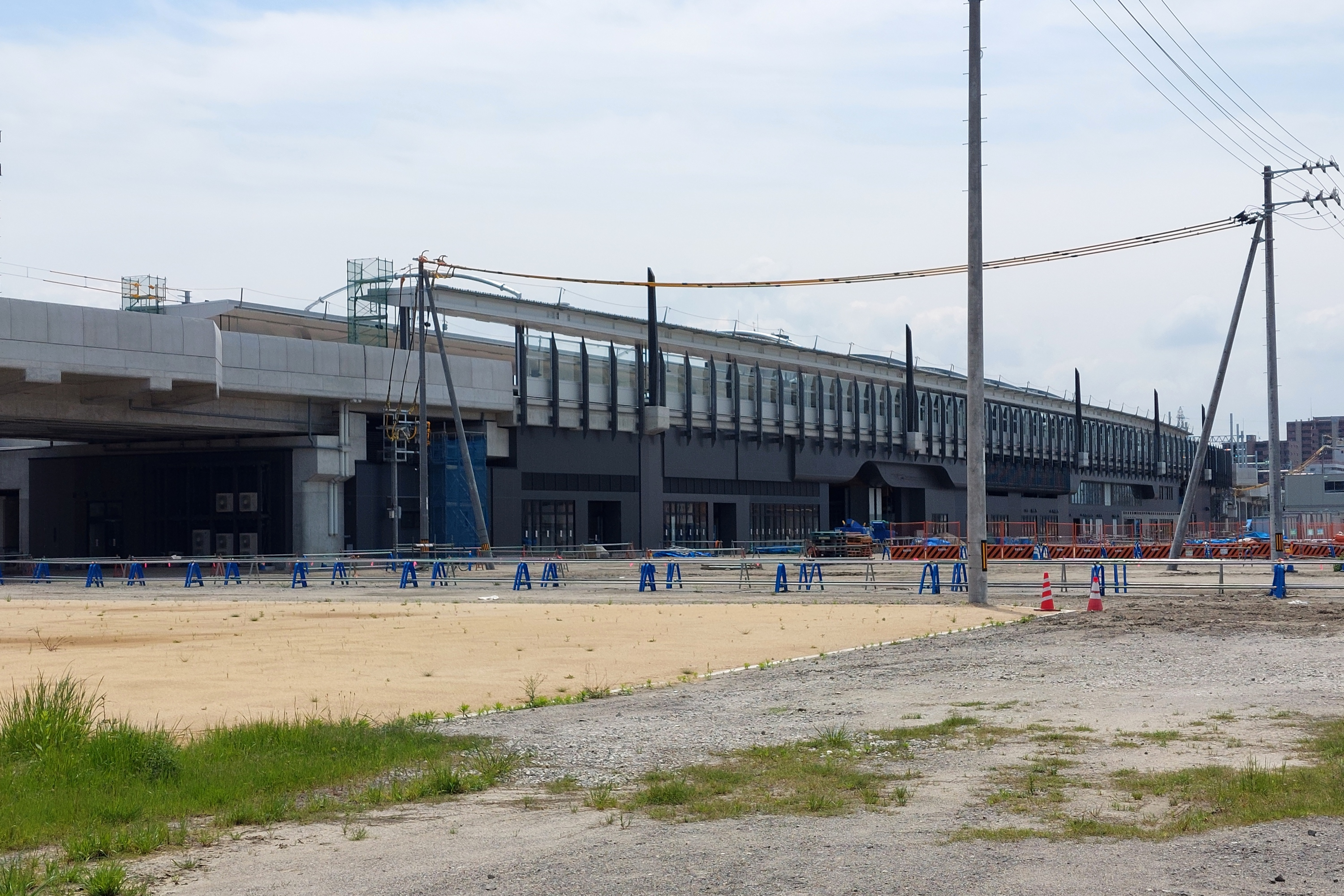
高架化工事中のJR松山駅

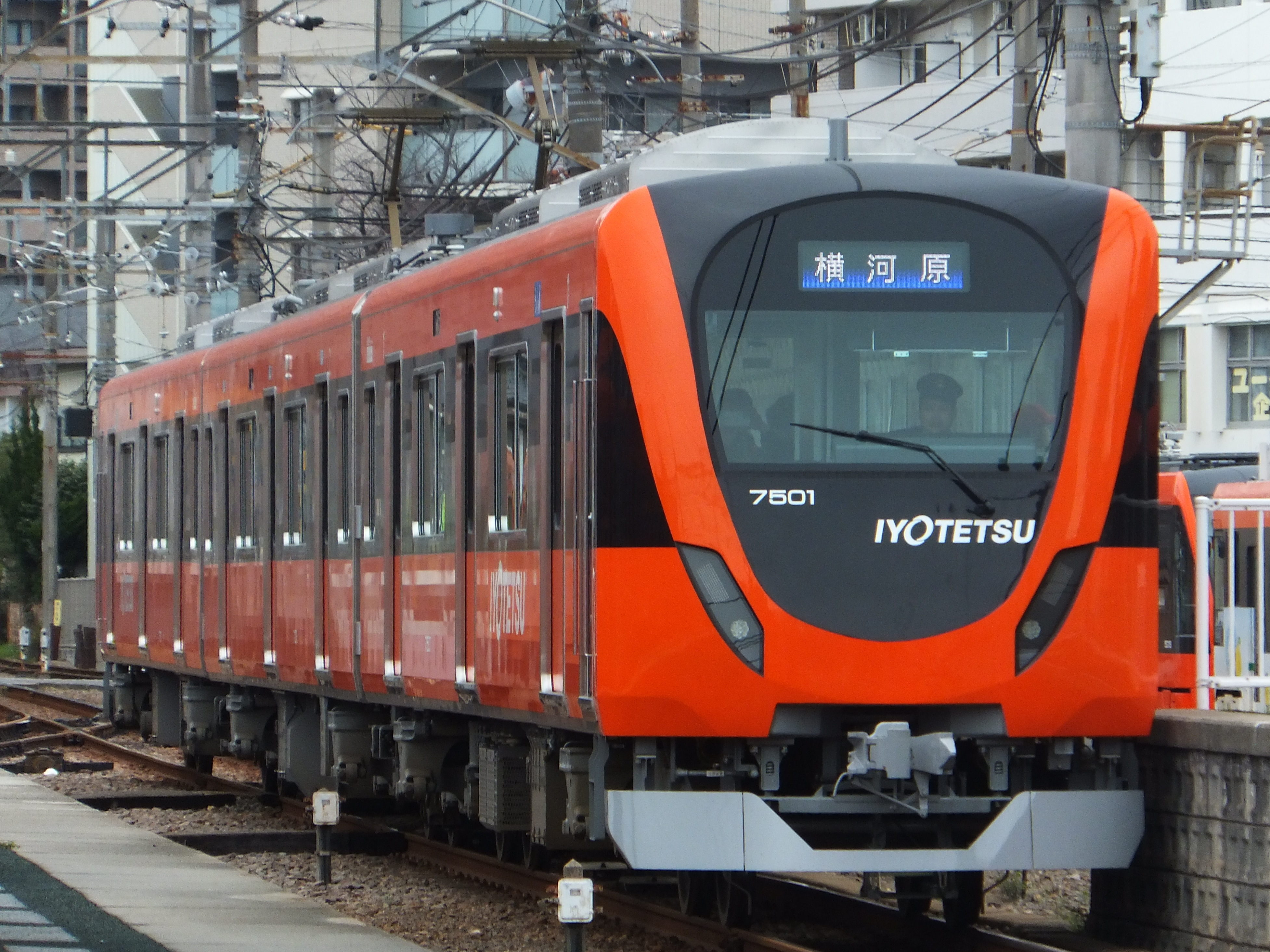
伊予鉄道の郊外電車

JTB時刻表では松山駅が中心駅となっているが、中心市街のやや西寄りにあり、市街の中心には松山市駅（市駅）がより近い。同駅からは伊予鉄道の郊外線が3方向に発着しているほか、市内電車（軌道）の拠点停留所にもなっている。さらに、都市間高速バスを含む路線バスの発着点でもあるなど、公共交通の一大拠点を成している。
このような立地や拠点性に差異が生じた経緯の一つとして、現在の市駅が1888年（明治21年）に開業したのに比べ、国鉄予讃本線（現・JR予讃線）が松山駅まで延伸したのは1927年（昭和2年）と遅かったことが挙げられる。なお、市駅はもともと松山駅を名乗っていたが、国鉄松山駅が開業することになった際に駅名を改称させられた経緯がある。

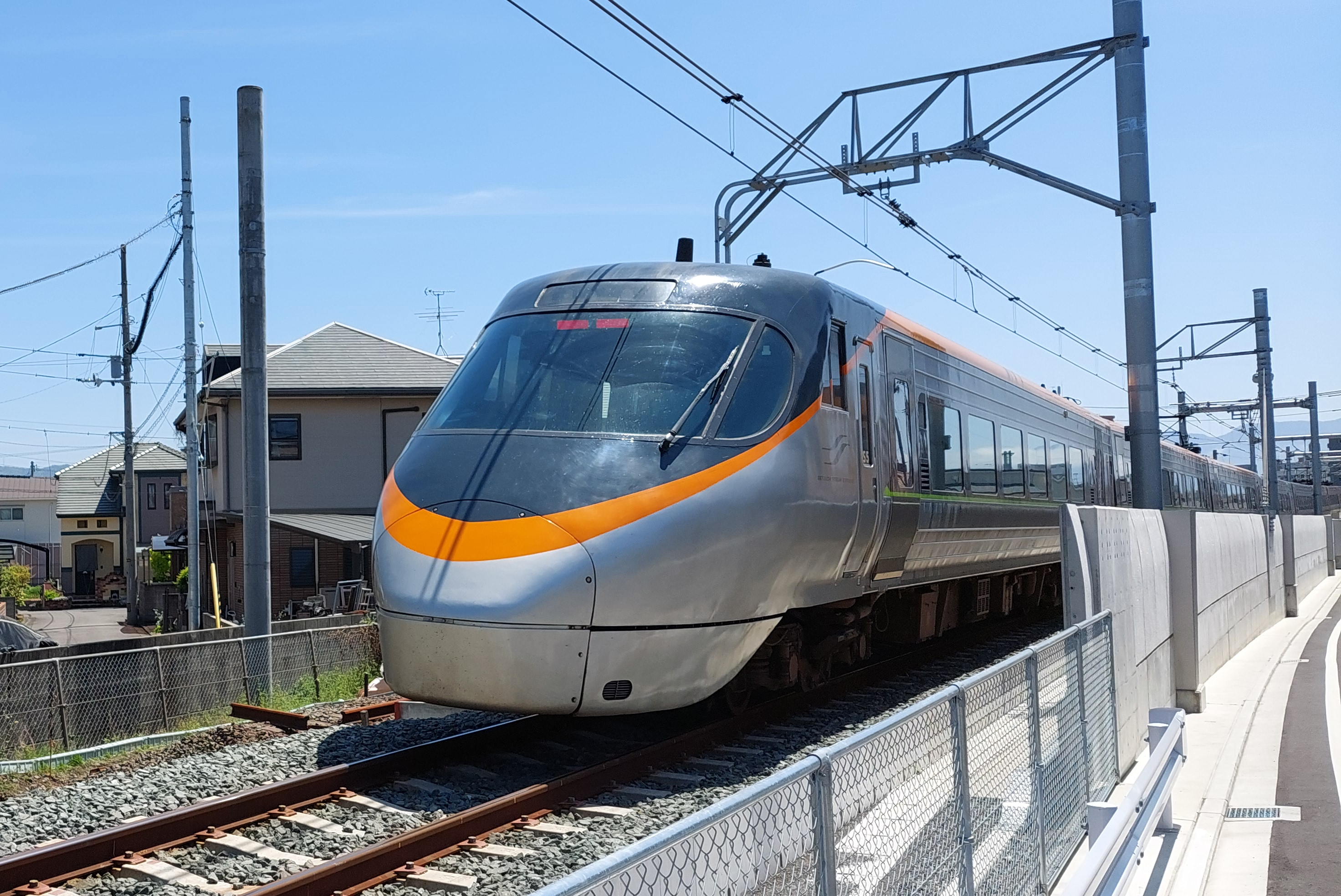
JR四国の特急列車

四国旅客鉄道（JR四国）
- 予讃線
浅海駅 - 大浦駅 - 伊予北条駅 - 柳原駅 - 粟井駅 - 光洋台駅 - 堀江駅 - 伊予和気駅 - 三津浜駅 - 松山駅 - 市坪駅

伊予鉄道
- 高浜線
高浜駅 - 梅津寺駅 - 港山駅 - 三津駅 - 山西駅 - 西衣山駅 - 衣山駅 - 古町駅 - 大手町駅 - 松山市駅
- 横河原線
松山市駅 - 石手川公園駅 - いよ立花駅 - 福音寺駅 - 北久米駅 - 久米駅 - 鷹ノ子駅 - 平井駅 - 梅本駅
- 郡中線
松山市駅 - 土橋駅 - 土居田駅 - 余戸駅 - 鎌田駅
- 城北線
古町駅 - 萱町六丁目停留場 - 本町六丁目停留場 - 木屋町停留場 - 高砂町停留場 - 清水町停留場 - 鉄砲町停留場 - 赤十字病院前停留場 - 平和通一丁目停留場
- 城南線
西堀端停留場 - 南堀端停留場 - 市役所前停留場 - 県庁前停留場 - 大街道停留場 - 勝山町停留場 - 警察署前停留場 - 上一万停留場 - 南町停留場 - 道後公園停留場 - 道後温泉駅
- 本町線
西堀端停留場 - 本町三丁目停留場 - 本町四丁目停留場 - 本町五丁目停留場 - 本町六丁目停留場
- 大手町線
西堀端停留場 - 大手町駅 - JR松山駅前停留場 - 宮田町停留場 - 古町駅
- 花園線
南堀端停留場 - 松山市駅前停留場
- 連絡線
上一万停留場 - 平和通一丁目停留場

### 路線バス

#### 一般路線バス

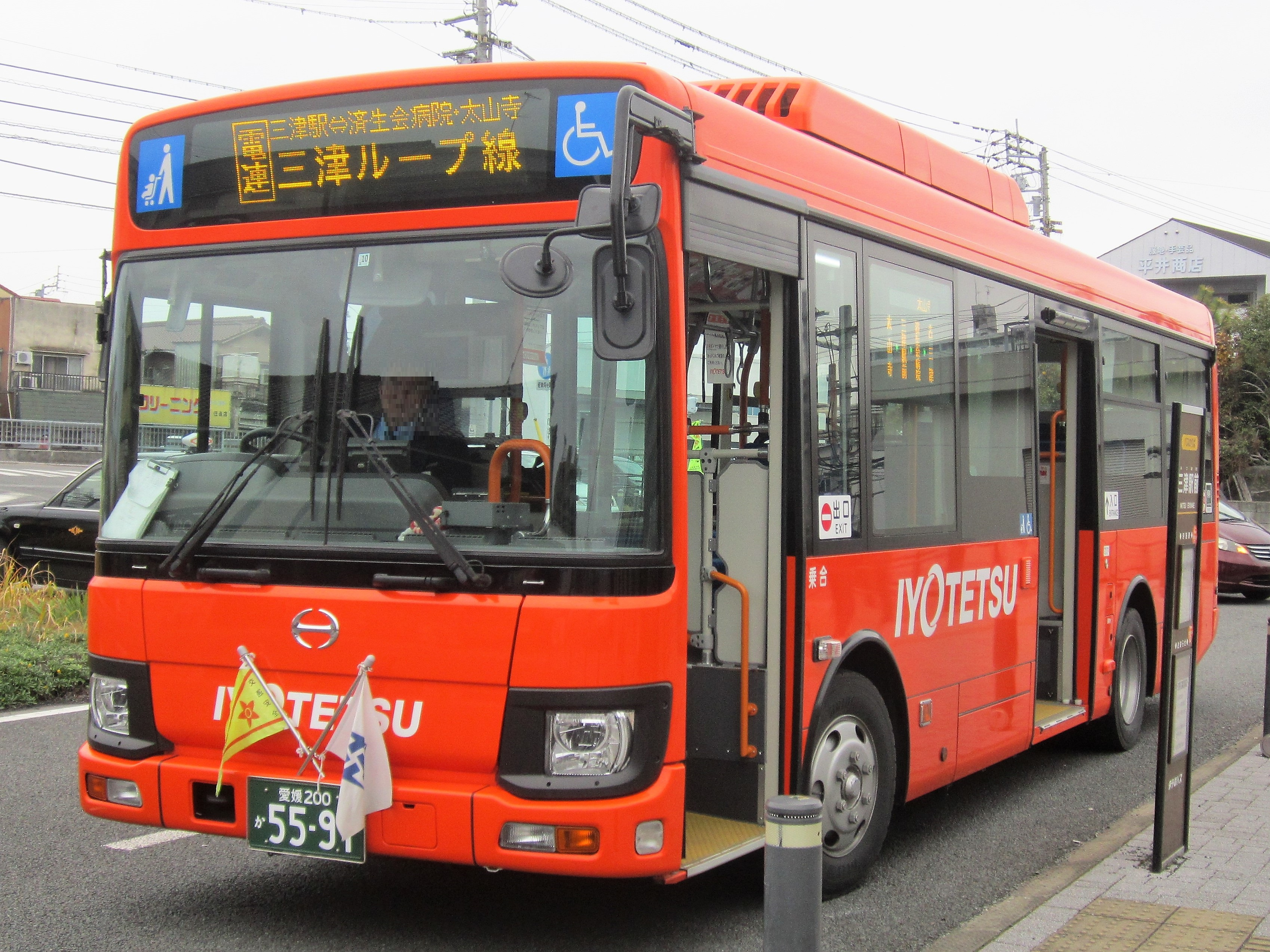
伊予鉄バス

伊予鉄バスにより市内各地に路線バス網が張り巡らされている。
また、他社により宇和島・大洲・久万高原・今治・西条・新居浜などの県内各都市へ向かうバス路線も開設されている（南予方面は一部高速道路経由）。
- 伊予鉄バス
- JR四国バス
- 宇和島自動車
- 瀬戸内運輸（市内に営業所は持たない）
- 肱南観光バス（市内に営業所は持たない）
- 中島汽船（旧中島町内のみの運行）

#### 都市間高速バス

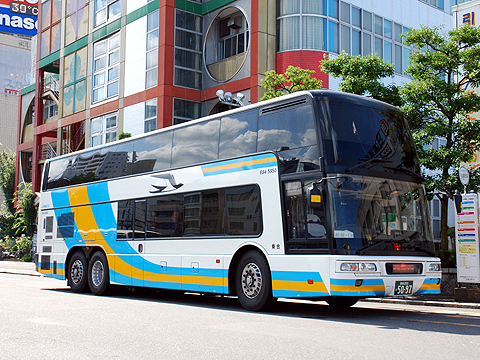
オリーブ松山号

松山自動車道やしまなみ海道の開通により、高速バスも市内に営業所を持つ乗合3社（伊予鉄バス、JR四国バス、宇和島自動車）とその共同運行会社により多数運行されている。松山の発着場所は伊予鉄バスとJR四国バスおよび共同運行便でない場合、松山市駅または松山駅のいずれかのみになることがある。
近年は、2008年（平成20年）秋の福岡線開設、2009年（平成21年）1月の名古屋線2往復化（既存のJRバス以外に伊予鉄バスが参入）および、同年7月には従来松山市内では客扱いをしていなかった宇和島自動車の横浜・池袋・大宮線が同社松山営業所に停車するようになるなど、路線網の充実が著しい。
- 東京（新宿）- オレンジライナーえひめ
- 東京（八重洲）- ドリーム松山号
- 横浜 -　オレンジライナーえひめ
- 名古屋 - オレンジライナーえひめ・オリーブ松山号
- 京都 - 京都エクスプレス・松山エクスプレス号
- 大阪（梅田）- オレンジライナーえひめ
- 大阪（梅田・難波） - 松山エクスプレス号
- 神戸 - ハーバーライナー、松山エクスプレス号
- 岡山 - マドンナエクスプレス
- 福山・新尾道 - キララエクスプレス
- 福岡 - 道後エクスプレスふくおか
- 徳島 - 吉野川エクスプレス
- 高松 - 坊っちゃんエクスプレス
- 高知 - ホエールエクスプレス・なんごくエクスプレス

### 道路
道路交通は、国道11号、国道33号、国道56号、国道196号が松山市中心街に集中し、広域的な交通拠点ともなっている。松山自動車道のインターチェンジ（松山IC）は市の南部、国道33号線の伊予郡砥部町寄りにある。

#### 高速道路
- 松山自動車道
（東温市）- 13 松山IC - （伊予郡砥部町）

#### 自動車専用道路
- 松山外環状道路 （井門IC - 余戸南IC間のみ開通[24]・その他の区間は建設中）
井門IC - 松山JCT - 古川IC -  市坪IC - 余戸南IC-（この先は建設中） - 東垣生IC - 南吉田IC - 松山空港IC

#### 一般国道
- 国道11号
- 国道33号
- 国道56号
- 国道196号
- 国道317号
- 国道379号
- 国道437号

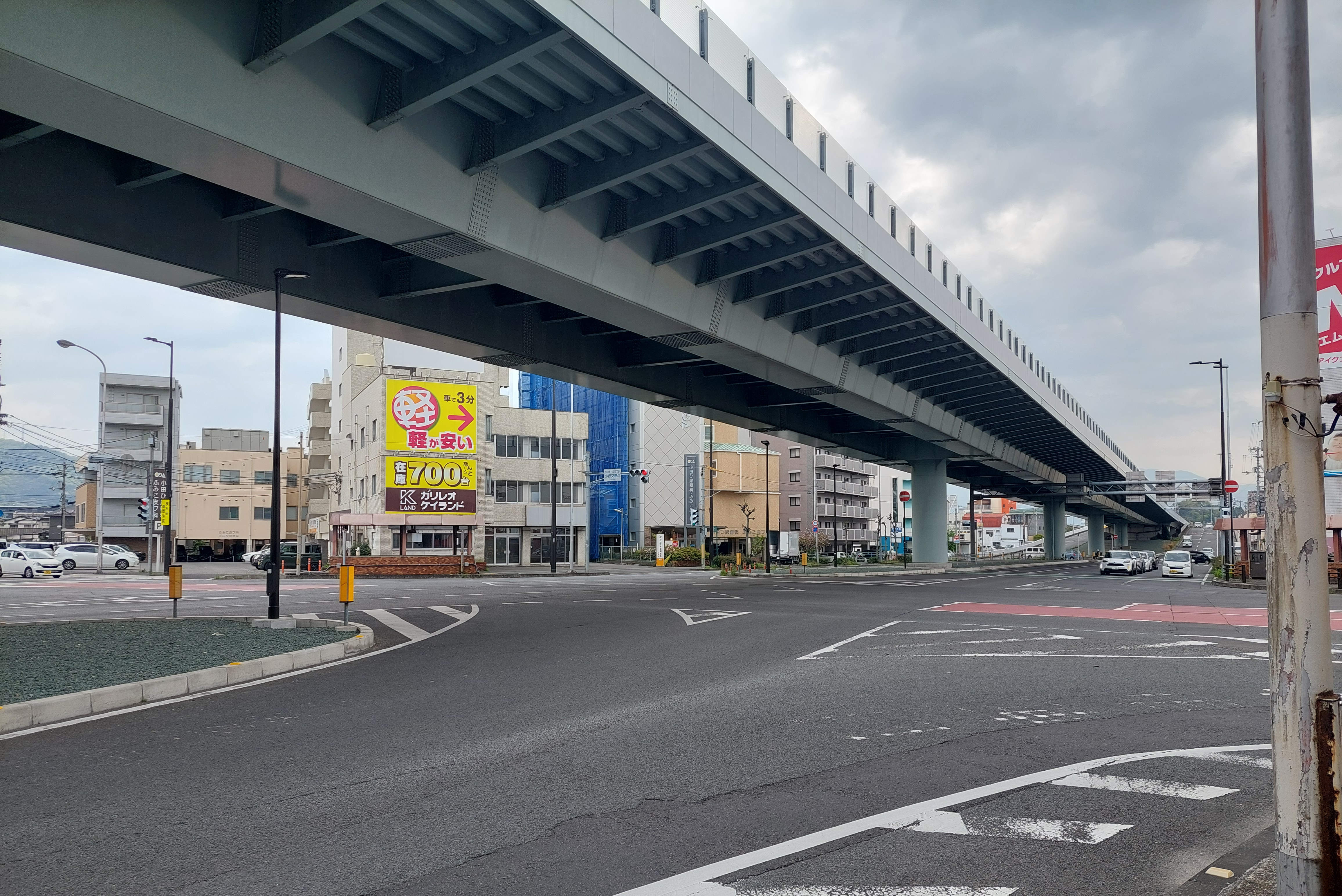
小坂交差点

- （国道440号）- 市内は全区間が国道11号・33号との重複区間となっている。
- （国道494号）- 市内は全区間が国道11号との重複区間となっている。

#### 県道

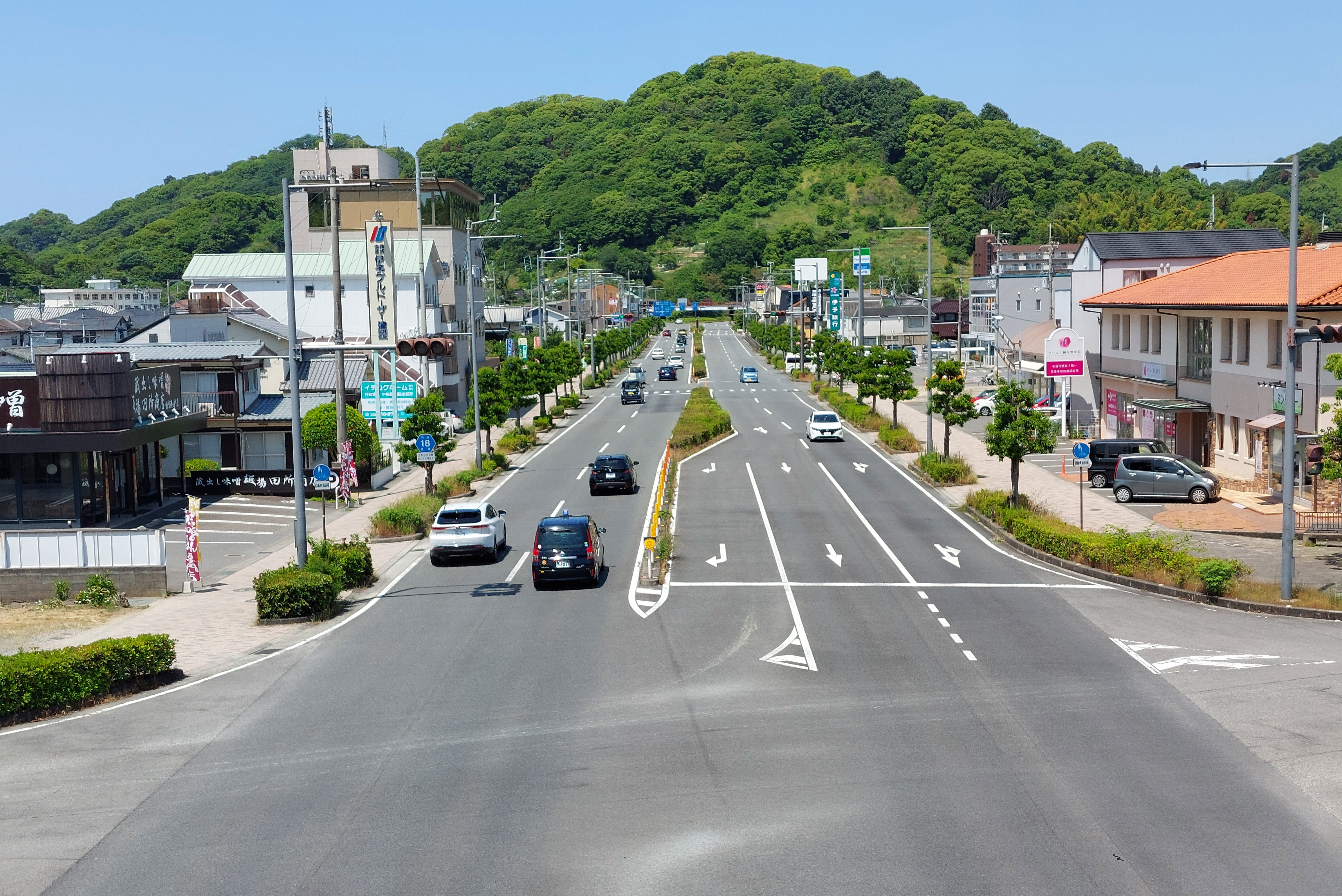
県道18号（新空港通り）

- 主要地方道
  - 愛媛県道16号松山伊予線
  - 愛媛県道17号北条玉川線
  - 愛媛県道18号松山空港線
  - 愛媛県道19号松山港線
  - 愛媛県道20号松山北条線
  - 愛媛県道22号伊予松山港線
  - 愛媛県道39号松山港内宮線
  - 愛媛県道40号松山東部環状線
  - 愛媛県道41号中島環状線
- 一般県道
  - 愛媛県道178号湯山高縄北条線
  - 愛媛県道179号湯山北条線
  - 愛媛県道180号堀江港堀江停車場線
  - 愛媛県道183号辰巳伊予和気停車場線
  - 愛媛県道184号和気衣山線
  - 愛媛県道186号三津浜停車場線
  - 愛媛県道187号六軒家石手線
  - 愛媛県道188号道後公園線
  - 愛媛県道190号久米垣生線
  - 愛媛県道191号松山市停車場線
  - 愛媛県道193号森松重信線
  - 愛媛県道194号久谷森松停車場線
  - 愛媛県道195号興居島循環線
  - 愛媛県道196号河中平井停車場線
  - 愛媛県道197号才之原菊間線
  - 愛媛県道198号浅海停車場線
  - 愛媛県道199号北条港線
  - 愛媛県道200号鹿島公園線
  - 愛媛県道201号伊予北条停車場線
  - 愛媛県道203号粟井停車場線
  - 愛媛県道204号長井方堀江線
  - 愛媛県道206号上怒和元怒和線
  - 愛媛県道207号三坂松山線
  - 愛媛県道209号美川松山線
  - 愛媛県道219号砥部伊予松山線
  - 愛媛県道326号松山松前伊予線
  - 愛媛県道334号松山川内線
  - 愛媛県道339号粟井浅海線
  - 愛媛県道347号平田北条線

#### 道の駅
- 風早の郷風和里（国道196号）

### 港湾
瀬戸内海に面した都市であるため、本州や九州および離島とを結ぶ旅客航路が充実している。また四国最大の工業港（松山外港）を有し、多数の貨物航路も寄港している。松山港は定期旅客航路数・定期コンテナ貨物航路数共に四国一の規模を誇る。
- 松山港
  - 堀江港
  - 松山観光港（小倉・広島・呉航路）
  - 高浜港（中島・興居島航路）
  - 三津浜港（柳井・伊保田航路）
  - 松山外港（貨物港/コンテナ定期便神戸・釜山・マニラ・台北・上海・香港航路）
  - 今出港（貨物港）

- 松山観光港ターミナル
- 柳井市へのフェリーが発着する三津浜港
- 三津の渡し（松山市道：高浜2号線）

## メディア

### 新聞
- 愛媛新聞本社

### 放送
ケーブルテレビ
- 愛媛シーエーティヴィ

地上波テレビ放送
- NHK松山放送局
- 南海放送（日本テレビ系列、略称RNB）
- テレビ愛媛（フジテレビ系列、略称EBC）
- あいテレビ（TBS系列、略称ITV）

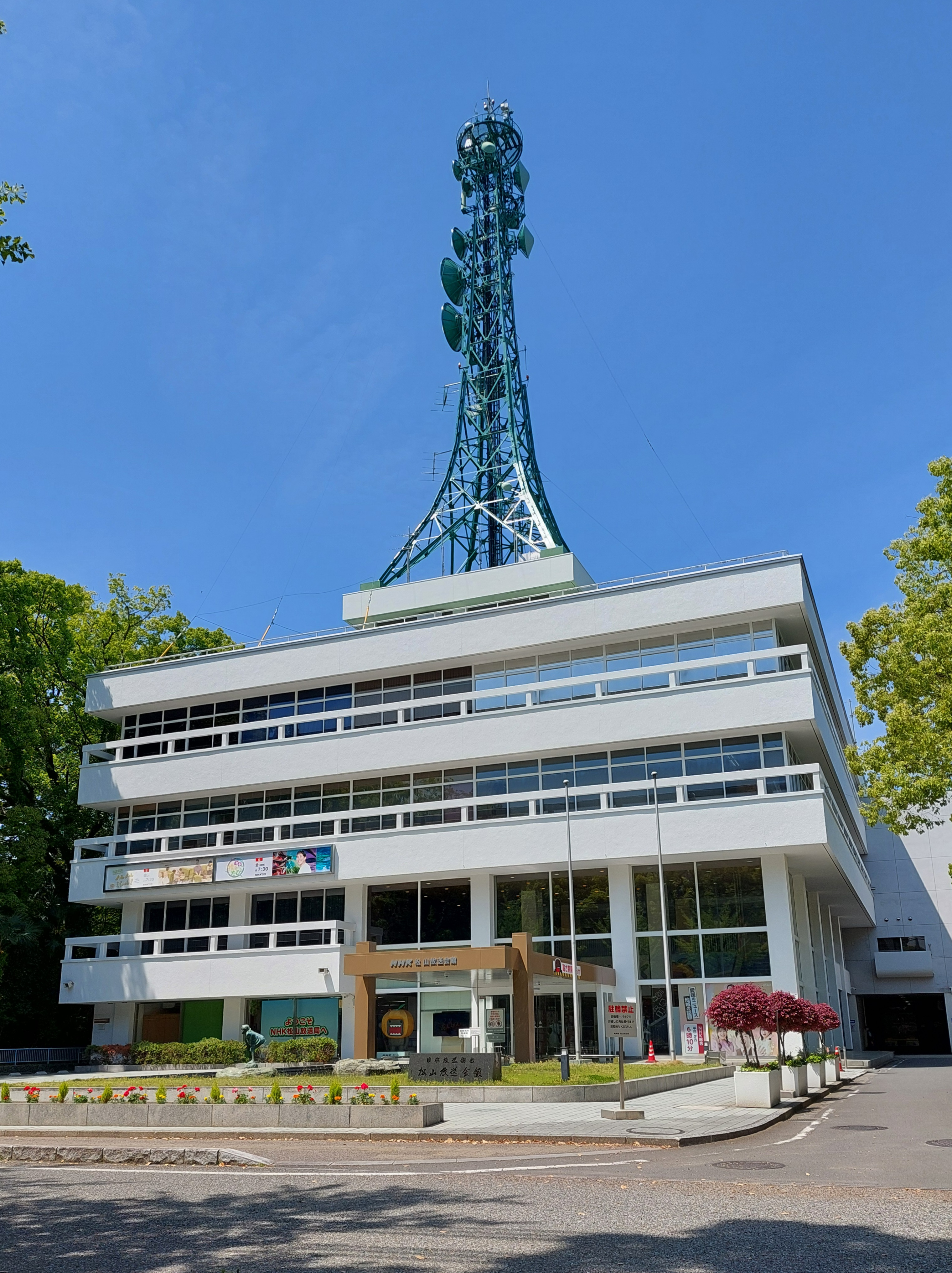
NHK松山放送局

- 愛媛朝日テレビ（テレビ朝日系列、略称eat）

愛媛県内を放送対象地域とするテレビ局はNHKほか民放が4局あり、テレビ東京系列以外のキー局系列の番組が視聴可能である。また、NHK松山放送局は四国4県の基幹局となっている。
NHK松山放送局と南海放送は市内中心部に、他のテレビ局は比較的郊外に立地している。
地上デジタル放送は行道山送信所において2006年（平成18年）10月1日に放送開始したが、その準備段階として、同年6月21日午前10時から「映像の再生に必要な制御信号を含めた試験電波」の発射を開始したのに続き、8月4日からは「地上アナログ放送と同一番組の試験放送」を開始していた。
ラジオはAM・FMともにNHKと民放の県域局が1局ずつ所在する。また、県域局よりもより狭い市町村単位をエリアとする地域密着型のFM局、コミュニティ放送局は四国地方の県庁所在地で唯一存在していない。
- 偏波面が「垂直」となっているものについては、アンテナを通常の「水平」の場合から横に90度回転させることにより、大地に対して素子を垂直に立てる。

| 局名                 | 局名                 | NHK松山 | NHK松山 | RNB  | EBC  | ITV  | eat  | 出力          | 偏波面      | 送信 場所 |
| 局名                 | 局名                 | 総合    | 教育    | RNB  | EBC  | ITV  | eat  | 出力          | 偏波面      | 送信 場所 |
| デジタルリモコン番号 | デジタルリモコン番号 | 1ch     | 2ch     | 4ch  | 8ch  | 6ch  | 5ch  | 出力          | 偏波面      | 送信 場所 |
| -------------------- | -------------------- | ------- | ------- | ---- | ---- | ---- | ---- | ------------- | ----------- | --------- |
| 松山                 | デジタル             | 16ch    | 13ch    | 20ch | 27ch | 21ch | 17ch | 1kW           | 水平        | 行道山    |
| 松山                 | アナログ             | -       | -       | -    | 37ch | 29ch | 25ch | 10kW          | 水平        | 行道山    |
| 松山                 | アナログ             | 6ch     | 2ch     | 10ch | -    | -    | -    | 5kW           | 水平        | 城山      |
| 松山御幸/ 城北       | デジタル             | 49ch    | 51ch    | -    | -    | -    | -    | 0.05W         | 水平        | 御幸1丁目 |
| 松山御幸/ 城北       | アナログ             | 41ch    | 39ch    | -    | 47ch | 32ch | 34ch | NHK3W/民放10W | 水平        | 御幸1丁目 |
| 松山高浜             | アナログ             | 55ch    | 57ch    | -    | -    | -    | -    | 10W           | 垂直        | 興居島    |
| 松山湯山             | アナログ             | 51ch    | 53ch    | -    | -    | -    | -    | 3W            | 水平        | 上高野町  |
| 松山窪野             | アナログ             | 52ch    | 50ch    | -    | -    | -    | -    | 1W            | 水平        | 久谷町    |
| 松山福角             | アナログ             | 60ch    | 62ch    | -    | -    | -    | -    | 0.5W          | 水平        | 福角町    |
| 松山北吉田           | アナログ             | 60ch    | 62ch    | -    | -    | -    | -    | 0.5W          | 水平        | 高岡町    |
| 松山祝谷             | アナログ             | 54ch    | 61ch    | 58ch | 56ch | 48ch | 46ch | 0.1W          | 水平        | 山田町    |
| 北条                 | デジタル             | 16ch    | 13ch    | 20ch | 27ch | 21ch | 17ch | 1W            | 垂直        | 北条鹿島  |
| 北条                 | アナログ             | 39ch    | 41ch    | 43ch | 56ch | 61ch | 46ch | 10W           | 垂直        | 北条鹿島  |
| 北条立岩             | デジタル             | 60ch    | 62ch    | 55ch | 58ch | -    | -    | 1W            | 水平        | 滝本      |
| 北条立岩             | アナログ             | 7ch     | 1ch     | 11ch | 51ch | -    | -    | V1W/U3W       | V垂直/U水平 | 滝本      |
| 北条浅海             | デジタル             | 16ch    | 13ch    | 45ch | 36ch | -    | -    | 0.1W          | 水平        | 浅海本谷  |
| 北条浅海             | アナログ             | 39ch    | 41ch    | 47ch | 49ch | -    | -    | 1W            | 水平        | 浅海本谷  |

AMラジオ放送（県内波）
- NHK松山ラジオ第1：963kHz（松山局 出力5kW）
- NHK松山ラジオ第2：1512kHz（松山局 出力5kW）
- 南海放送ラジオ：1116kHz（松山局 出力5kW）, 91.7MHz (Fnam エフナン, FM補完中継局 出力1kW)

FMラジオ放送（県内波）
- NHK松山FM放送：87.7MHz（松山局 出力1kW）
- FM愛媛：79.7MHz（松山局 出力1kW）

AMラジオ放送（県外波）
- NHK広島ラジオ第1：1071kHz（広島局 出力20kW）
- NHK広島ラジオ第2：702kHz（広島局 出力10kW）
- 中国放送ラジオ：1350kHz（広島局 出力20kW）
- NHK山口ラジオ第1：585kHz（岩国局 出力300kW）
- 山口放送ラジオ：918kHz（岩国局 出力1kW）
- NHK大分ラジオ第1：639kHz（大分局 出力5kW）
- NHK大分ラジオ第2：1467kHz（大分局 出力1kW）
- 大分放送ラジオ：1098kHz（大分局 出力5kW）
- NHK高知ラジオ第1：990kHz（高知局 出力10kW）
- NHK高知ラジオ第2：1152kHz（高知局 出力10kW）
- 高知放送ラジオ：900kHz（高知局 出力5kW）
- NHK福岡ラジオ第1：612kHz（福岡局 出力100kW）
- NHK福岡ラジオ第2：1017kHz（福岡局 出力50kW）
- RKBラジオ：1278kHz（福岡局 出力50kW）
- KBCラジオ：1413kHz（福岡局 出力50kW）

FMラジオ放送（県外波）
- NHK広島FM放送：88.3MHz（広島局 出力1kW）
- 広島FM：78.2MHz（広島局 出力1kW）
- NHK山口FM放送：85.3MHz（山口局 出力500W）
- FM山口：79.2MHz（山口局 出力1kW）
- NHK大分FM放送：88.9MHz（大分局 出力1kW）
- FM大分：88.0MHz（大分局 出力1kW）

## 観光

### 温泉施設
- 道後温泉

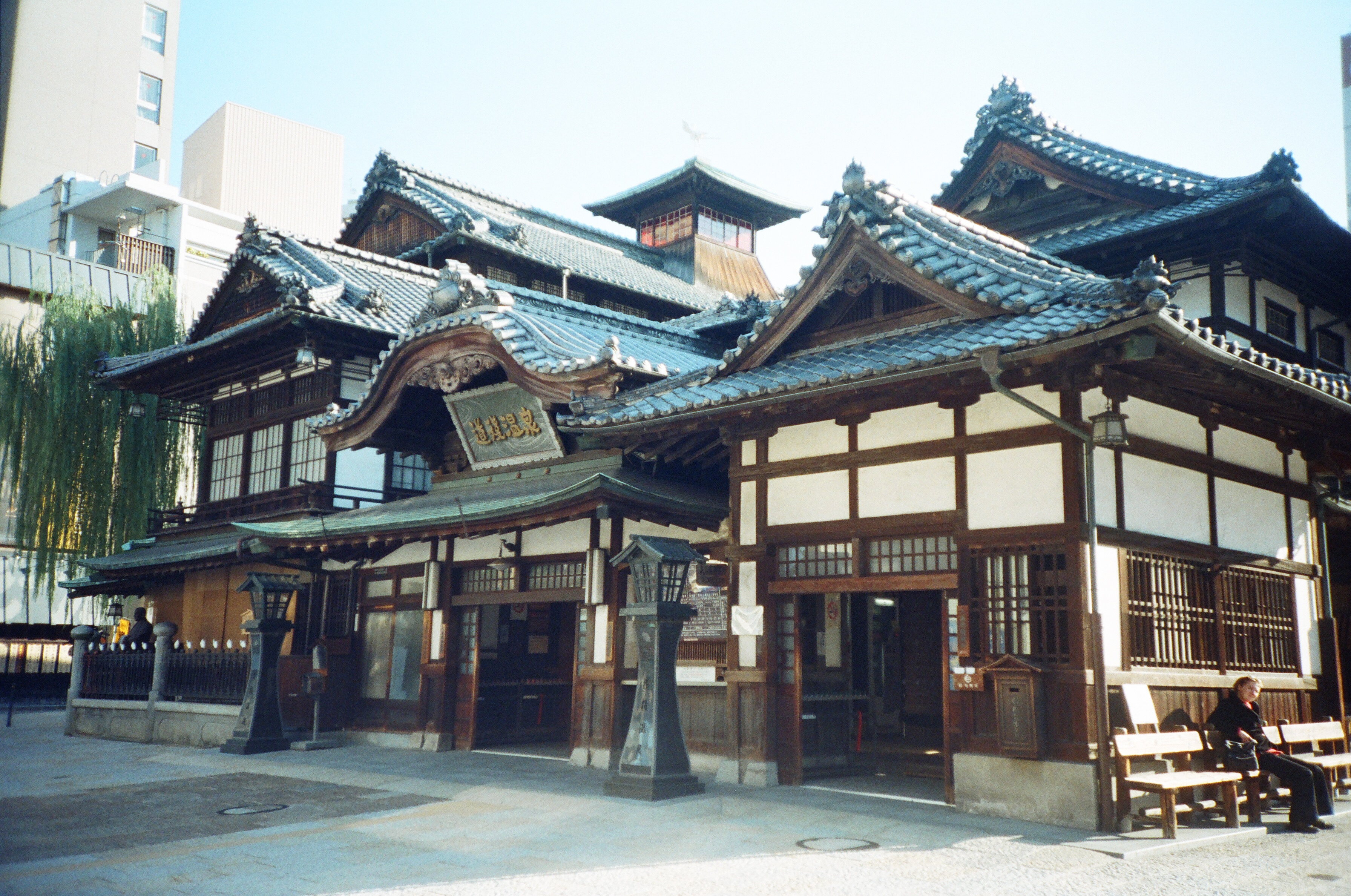
日本最古温泉・道後温泉

  - 道後温泉本館（近代化産業遺産）重要文化財
  - 道後温泉 椿の湯
  - 道後温泉別館 飛鳥乃湯泉

- 権現温泉
- 奥道後温泉
- 媛彦温泉
- 天然温泉キスケの湯、キスケBOX内

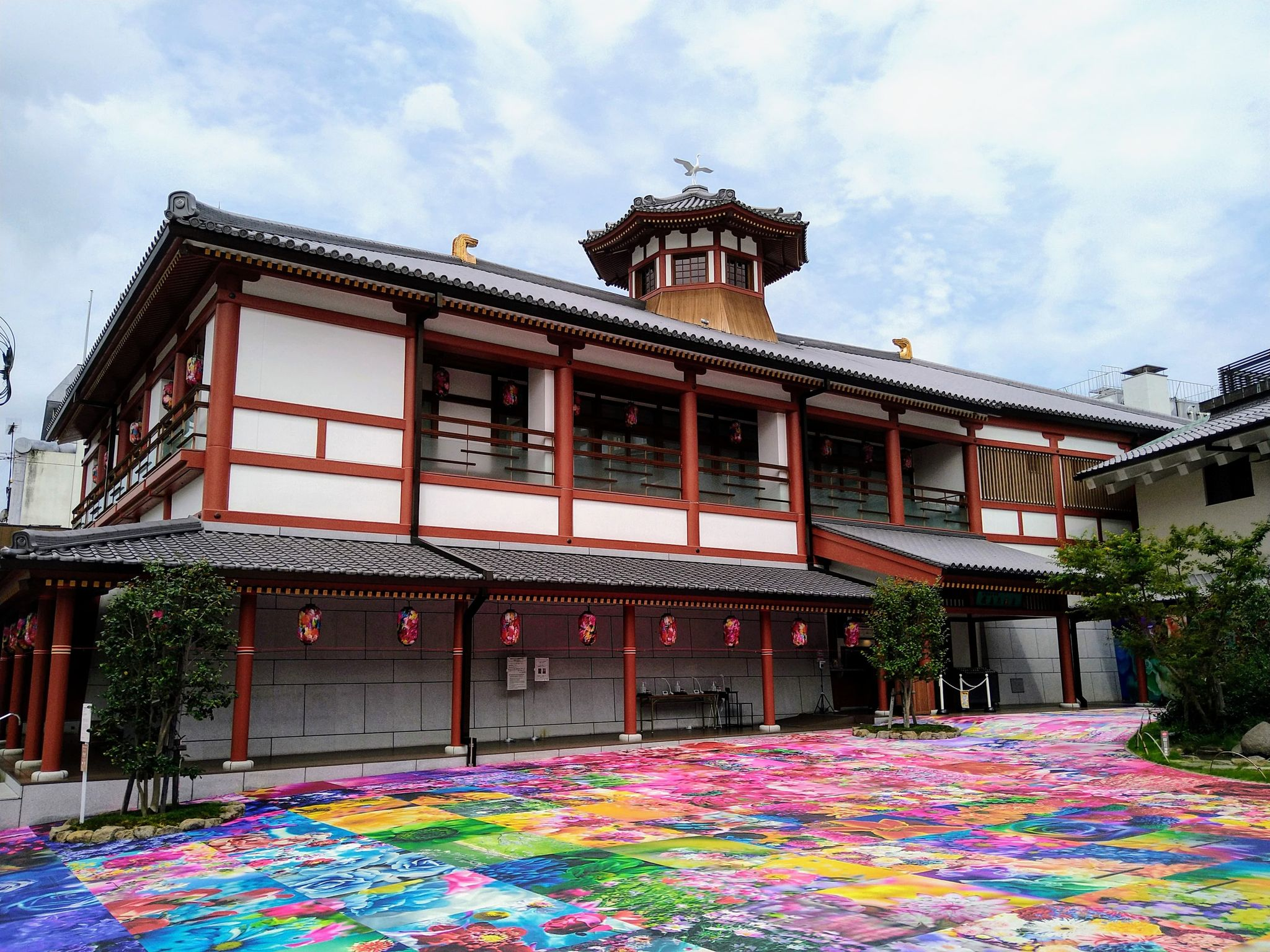
道後温泉別館 飛鳥乃湯泉

- 東道後温泉（東道後のそらともり・たかの子温泉）
- 星岡温泉
- ていれぎの湯
- 道後さや温泉ゆらら
- 久米之癒
- 古川温泉湯楽
- 天山トロン温泉
- 久万の台温泉（かつては民芸伊予かすり会館の奥にあったが、2025年7月現在は伊予かすり会館は取り壊されて存在しない）

### 神社
| - 朝日八幡神社（南江戸5丁目） - 阿沼美神社（味酒町3丁目） - 伊佐爾波神社（桜谷町） - 厳島神社（神田町） - 出雲大社松山分祠（本町3丁目） - 井手神社（北立花町） - 伊予豆比古命神社（居相2丁目） - 愛媛縣護國神社（御幸町1丁目） - 還熊八幡神社（御幸1丁目） | - 鹿島神社（北条辻） - 勝岡八幡神社（勝岡町） - 櫛玉比賣命神社（高田） - 國津比古命神社（八反地） - 桑原八幡神社（畑寺町） - 金刀比羅宮松山分社（新立町） - 東雲神社（丸之内） - 高縄神社（宮内） | - 多賀神社（新立町） - 日尾八幡神社（鷹子町） - 東道後神社（鷹子町） - 日招八幡大神社（保免中1丁目） - 松山神社（祝谷東町） - 八股榎大明神（堀之内） - 雄郡神社（小栗3丁目） - 湯神社（道後湯之町） |

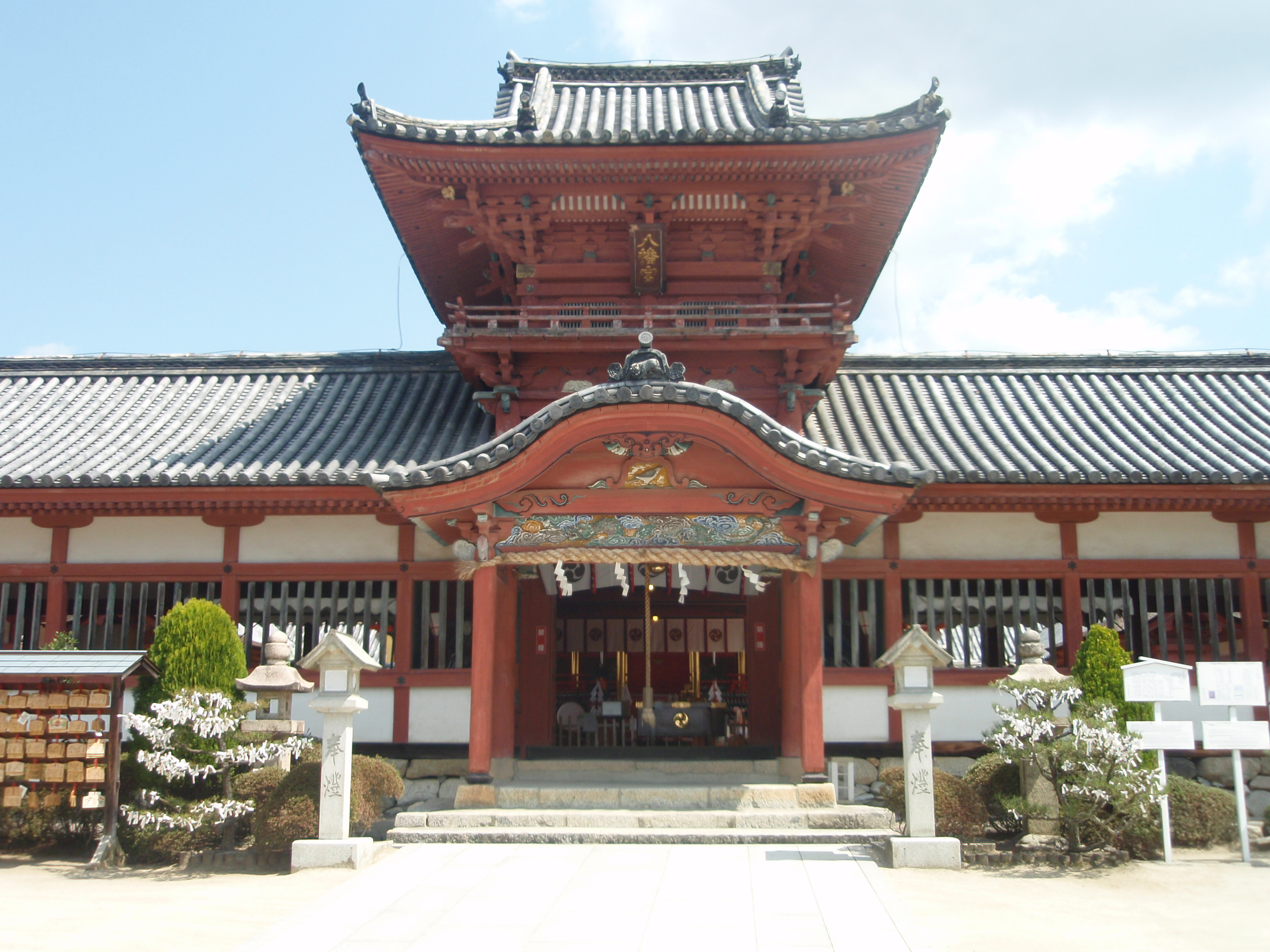
伊佐爾波神社
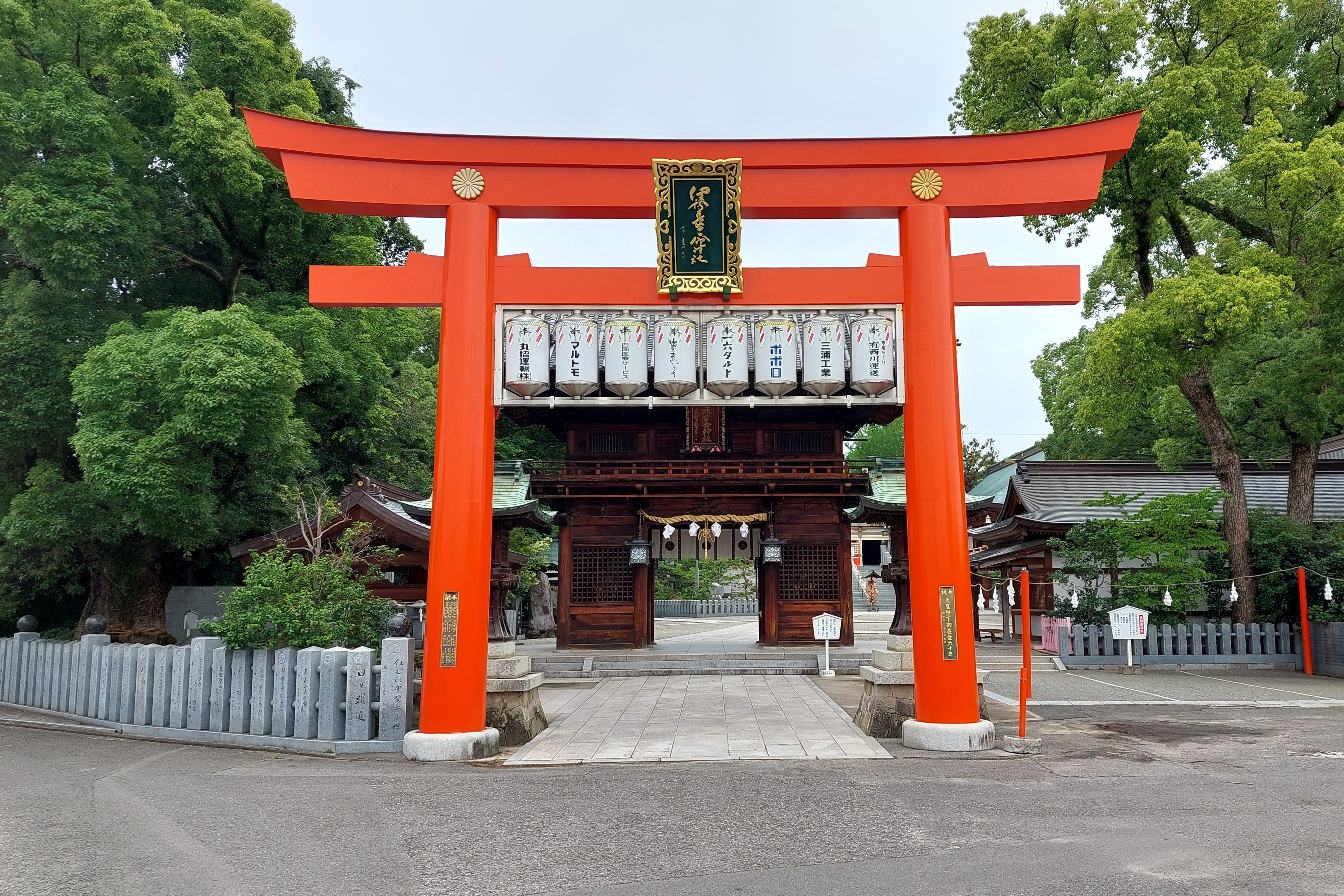
伊予豆比古命神社
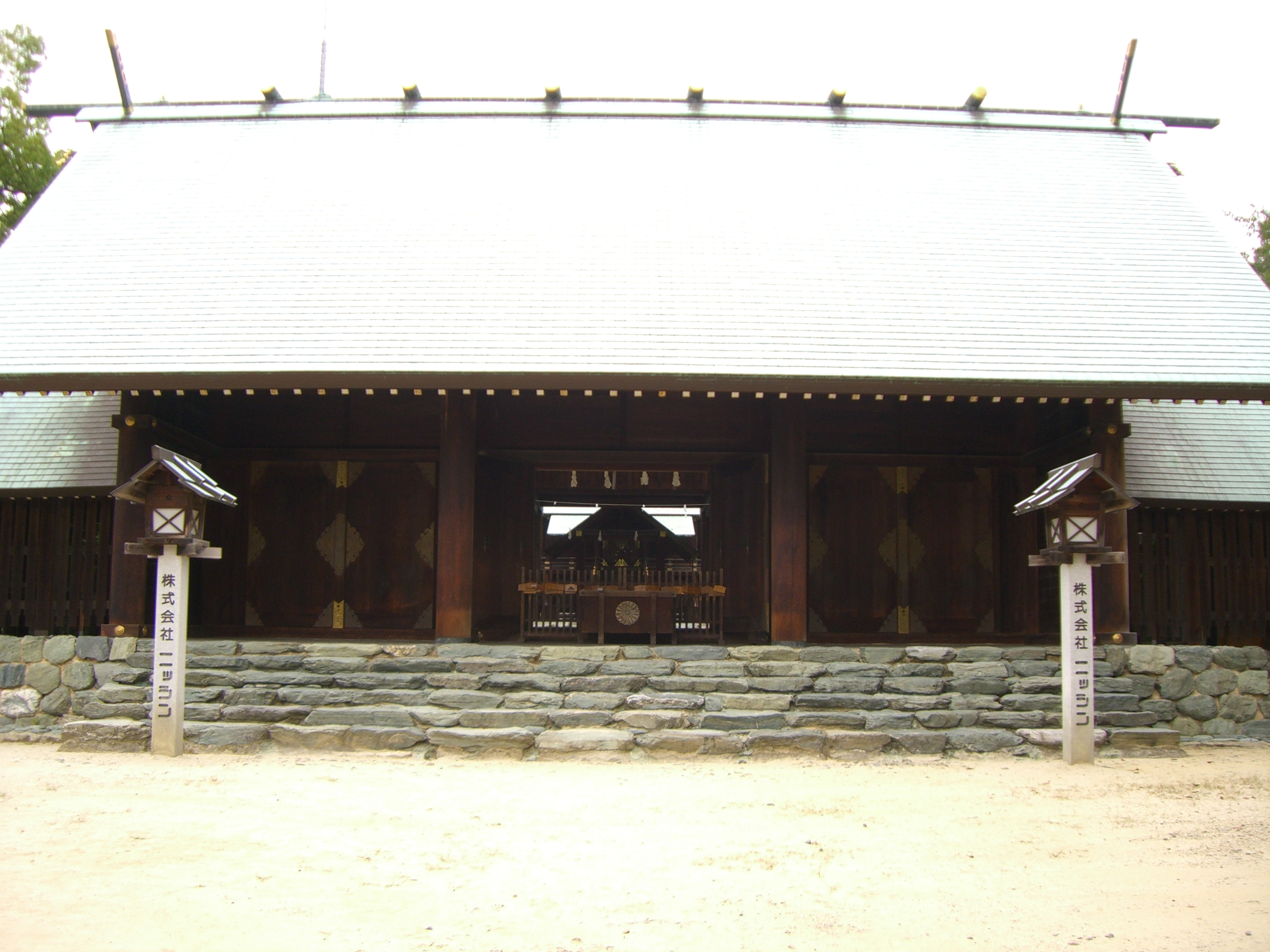
東雲神社
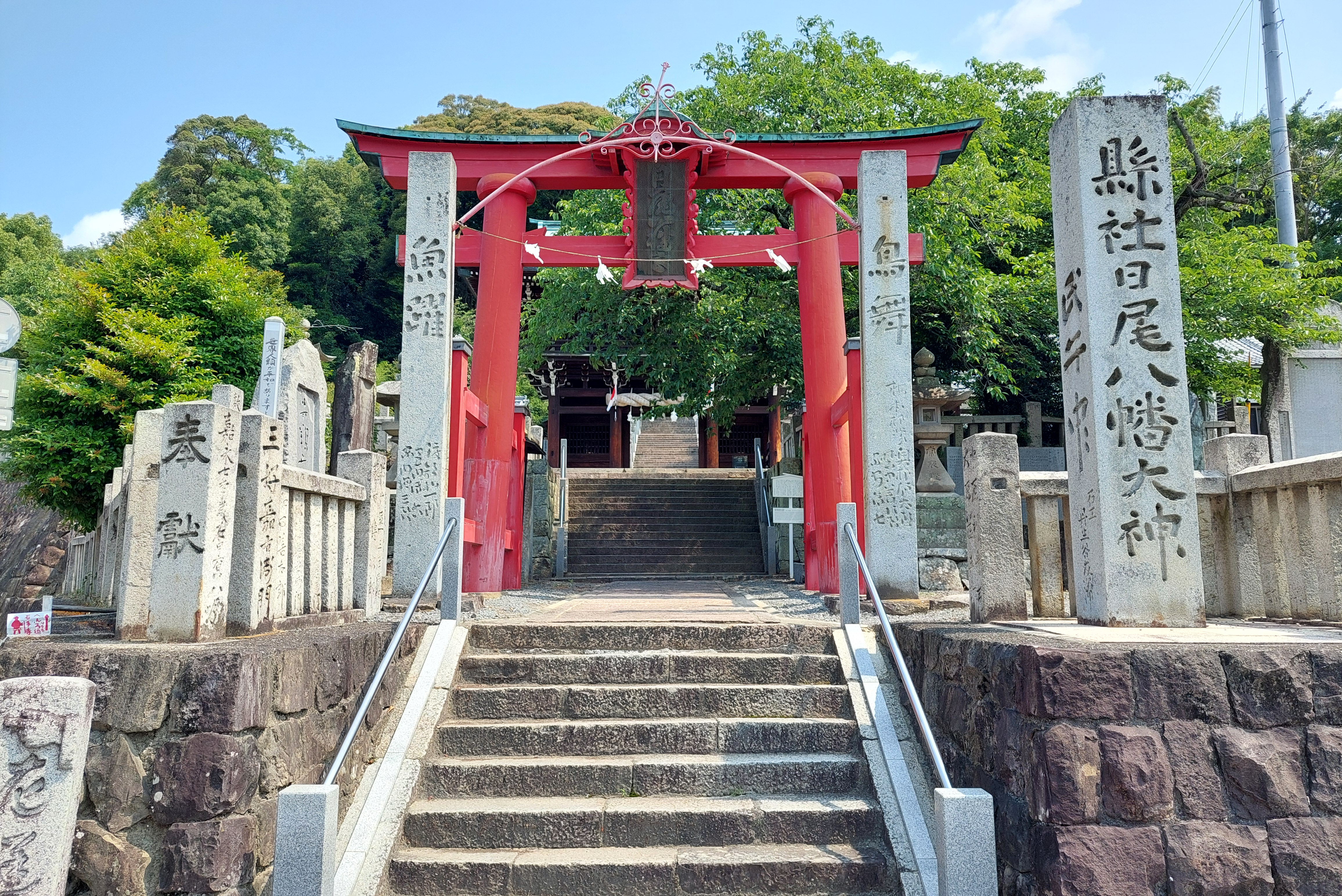
日尾八幡神社
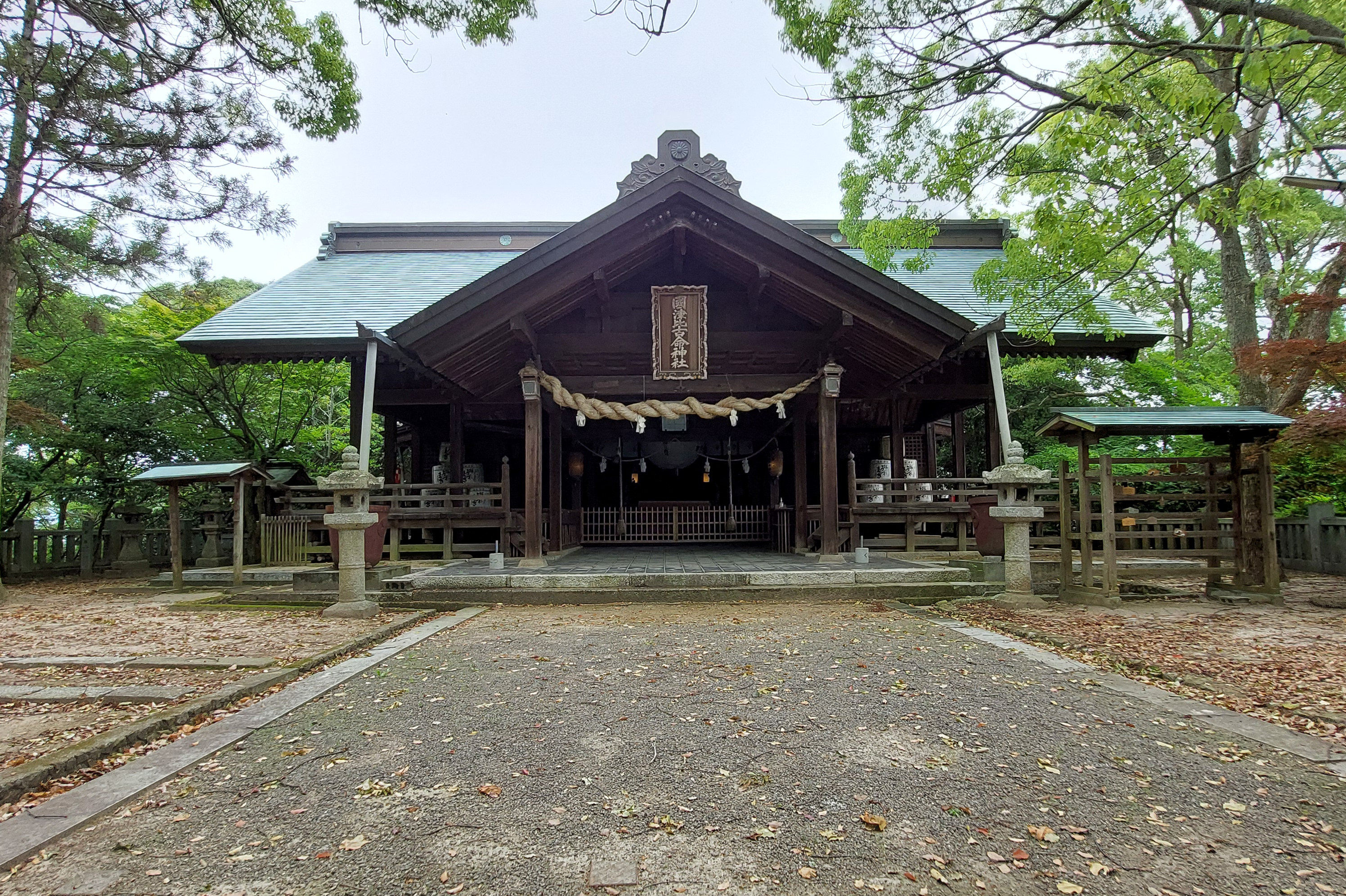
國津比古命神社

### 寺院
- 宝厳寺（一遍上人生誕地）
- 大宝寺（本堂は国宝）

薄墨桜で有名な西法寺

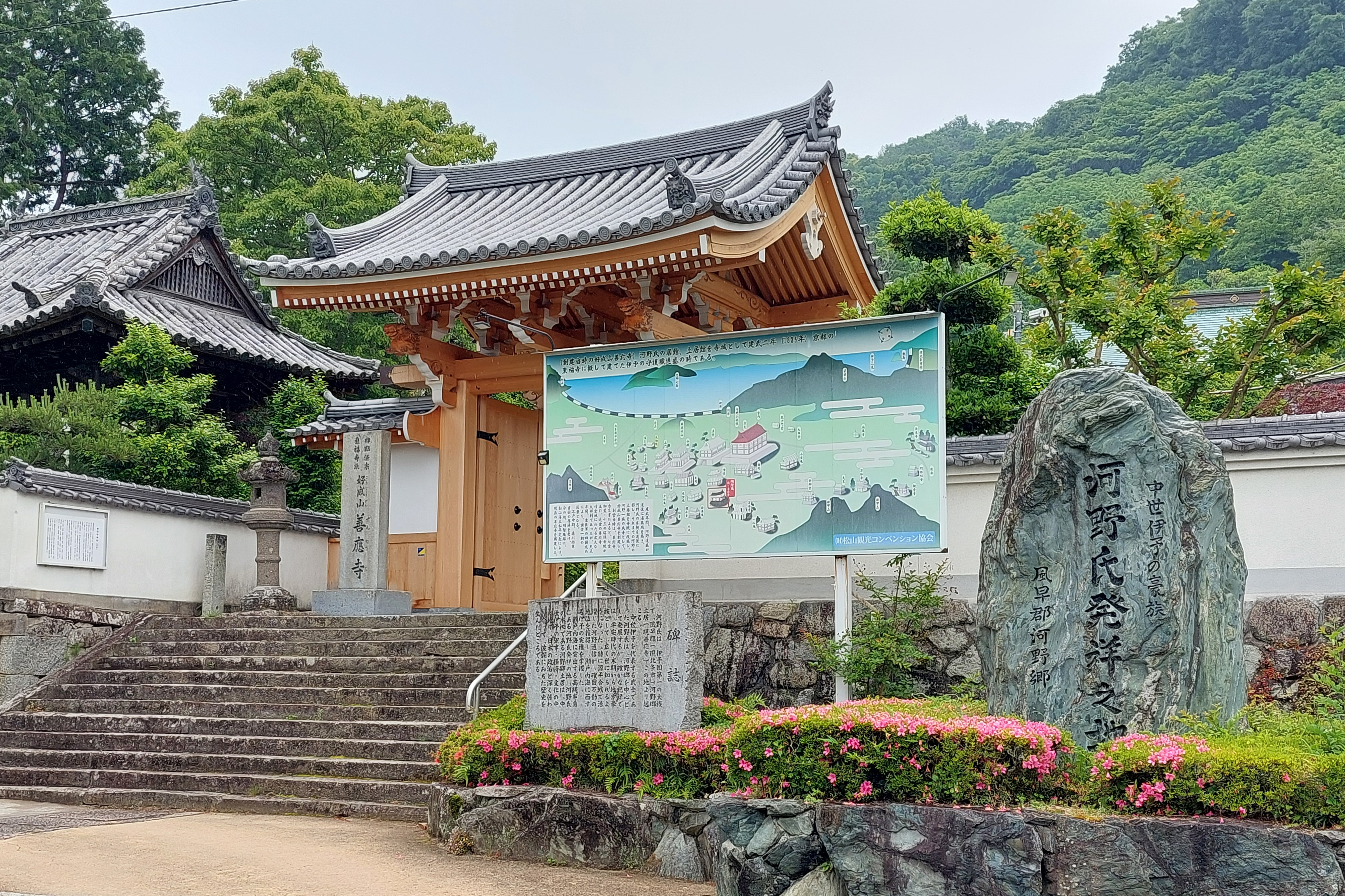
善応寺

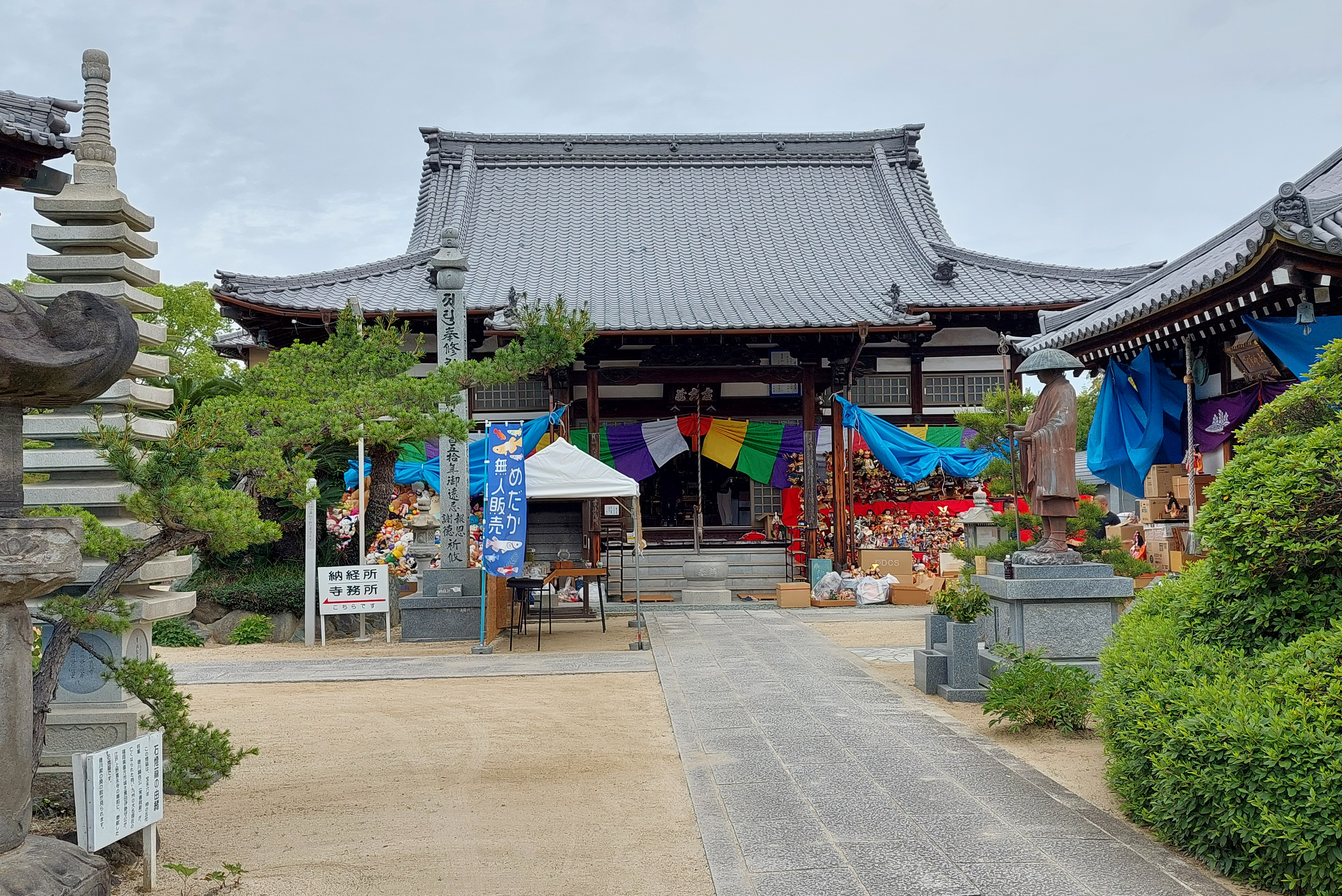
成願寺

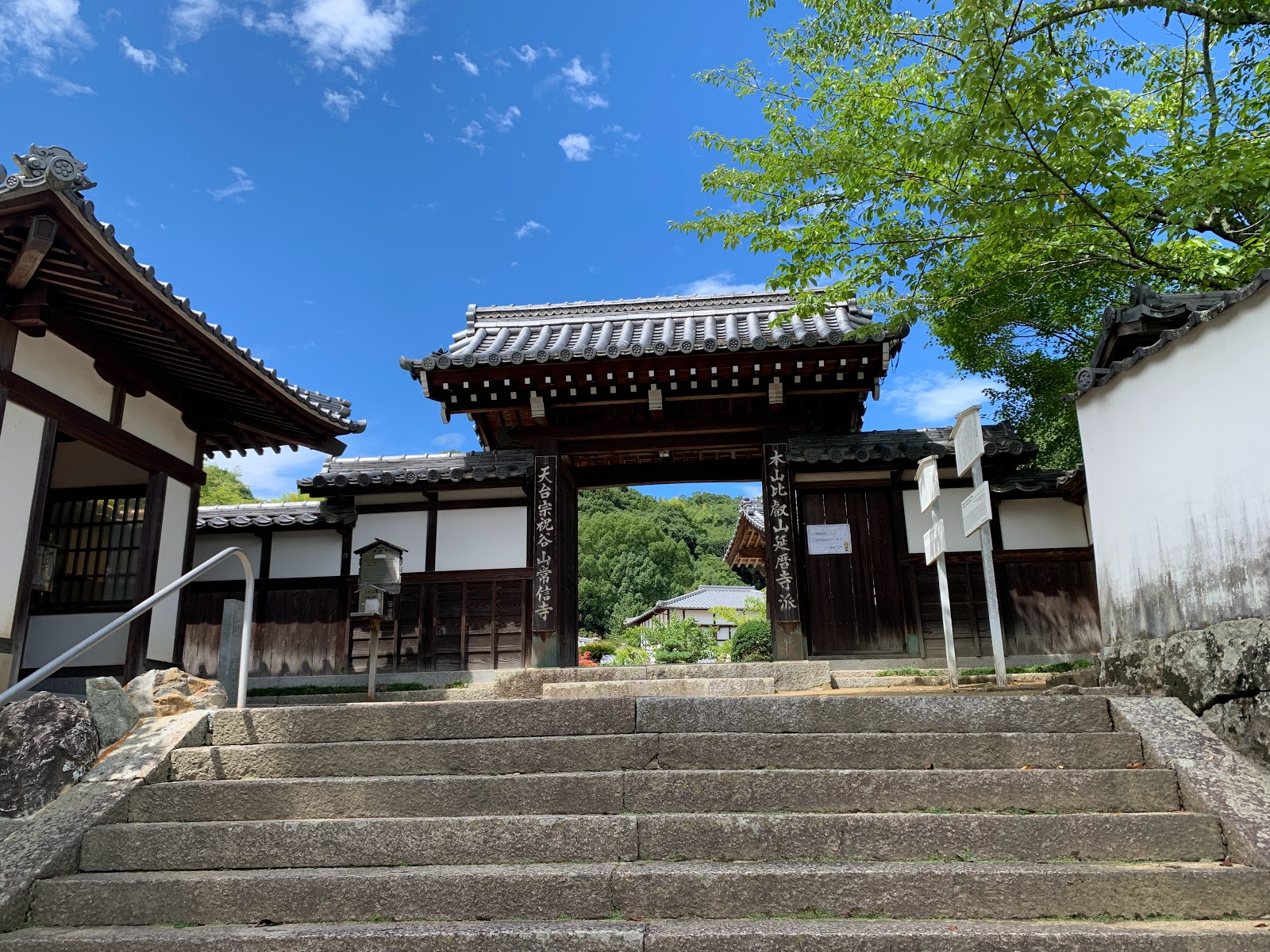
常信寺

- 興聖寺（赤穂浪士の木村貞行と大高忠雄の遺髪を埋葬した供養碑がある）
- 西法寺（薄墨桜）
- 善応寺（河野氏の氏寺、発祥の地）
- 明星院（伊予十三仏霊場発願の寺）
- 大蓮寺（伊予十三仏霊場1番札所）
- 高音寺（伊予十三仏霊場11番札所）
- 成願寺（伊予十三仏霊場13番札所）
- 儀光寺（四国三十三観音霊場21番札所）
- 四国八十八箇所
  - 46番札所 医王山浄瑠璃寺
  - 47番札所 熊野山八坂寺
  - 48番札所 清瀧山西林寺
  - 49番札所 西林山浄土寺
  - 50番札所 東山繁多寺
  - 51番札所 熊野山石手寺
  - 52番札所 瀧雲山太山寺
  - 53番札所 須賀山円明寺
- 四国別格二十霊場
  - 9番札所 文殊院徳盛寺
- 新四国曼荼羅霊場
  - 43番札所 青龍山蓮生寺
  - 44番札所 栴壇山長楽寺
- 四国三十六不動霊場
  - 19番札所 七宝山玉蔵院
- 久松家四ヶ寺
  - 常信寺
  - 大林寺
  - 法龍寺
  - 法華寺

### 城郭・館
| - 松山城（国史跡・重要文化財） - 湯築城跡（国史跡） | - 港山城跡（港山町） - 縦淵城跡（東石井5丁目） | - 星ノ岡城跡（星岡1丁目） - 荏原城跡（恵原町） |

### 古墳
| - 葉佐池古墳（北梅本町） - 経石山古墳（桑原4丁目） | - 東山古墳群（東石井3丁目） - 鎌大師古墳（中西内） | - 國津比古命神社古墳（八反地） - 櫛玉比売命神社古墳（高田） |

### 公園・スポーツ施設など
| - 城山公園（城山・二之丸史跡庭園・堀之内） - 松山総合公園 - 付近には松山市考古館・埋蔵文化財センターもある。 - 松山中央公園（坊っちゃんスタジアム・アクアパレットまつやま・愛媛県武道館・松山競輪場ほか） - 石手川公園 - 石手川沿いに整備された都市公園。 - 湧ヶ淵公園 - 石手川の流域にある渓谷。 - 道後公園 - 県立の都市公園。 - 杖ノ淵公園（ていれぎの里） - 南部の郊外にある湧水公園。 - 南江戸公園 - 堀江新池親水公園 - 松山市総合コミュニティセンター | - 拓川市民運動広場（拓川町） - 別府市民運動広場（別府町） - 湯月公園テニスコート（道後姫塚） - 空港東第四公園テニスコート（東垣生町） - 松山市野外活動センター（菅沢町） - 北条体育館（北条辻） - 河野別府公園（文化の森公園） - 松山市北条ふるさと館、北条図書館、北条児童センター、運動広場などもある。 - 北条スポーツセンター（大浦） - 中島B&G海洋センター（小浜） |

### 博物館・美術館など
- 愛媛県立図書館
- 愛媛県美術館
  - 萬翠荘（愛媛県美術館別館）- 設計：木子七郎
- 坂の上の雲ミュージアム
- 道後ぎやまんガラス美術館
- セキ美術館
- 松山市立子規記念博物館
  - 愚陀仏庵 - 夏目漱石ゆかりの建物で、部屋の様子が子規記念博物館内に再現されている。
- 伊丹十三記念館
- 子規堂
- ロシア兵墓地 - 日露戦争で捕虜となり、松山で客死したロシア人捕虜を葬る。
- ミウラート・ヴィレッジ（三浦美術館）
- エリエール美術館

- 松山城二之丸史跡庭園の大井戸
- 松山総合公園展望台
- 萬翠荘（旧久松家別邸）
- 伊丹十三記念館
- ロシア兵墓地
- 石手川公園
- 松山市北条ふるさと館

### その他
- 伊予かすり会館
- 一草庵 - 種田山頭火（俳人）晩年の地。5月1日から3日と11月1日から3日の年2回のみ公開。
- 庚申庵（英語版） - 小林一茶と交流のあった栗田樗堂（英語版）の史跡庭園
- 豊島家住宅（重要文化財）
- えひめこどもの城（県営の児童館など）
- ターナー島（四十島：国の登録記念物）、高浜港の沖にある
- 道の駅風早の郷風和里 - 道をはさんで海水浴場やスーパー銭湯があり、北条鹿島も眺望できる。
- 北条鹿島 - 国立公園

- 杖ノ淵公園（名水百選）
- 豊島家住宅
- えひめこどもの城
- ターナー島（国の登録記念物）
- 北条鹿島
- 庚申庵

### 銘菓
- タルト - これを元にしたキャラクター「タルト」も存在する。
- 坊っちゃん団子
- 母恵夢（ポエム）
- 薄墨羊羹
- 労研饅頭（ろうけんまんとう）
- 醤油餅
- 日切焼（ひぎりやき）

- タルト
- 坊っちゃん団子
- 母恵夢
- 醤油餅
- 日切焼

### 百選など
- 松山国際観光温泉文化都市建設法（昭和26年）
- 日本名水百選（昭和60年）：杖ノ淵公園
- 日本さくら名所100選（平成元年）：城山公園
- 日本の音風景100選（平成8年）：道後温泉本館振鷺閣の刻太鼓
- 日本100名城（平成18年）：湯築城（80番）・松山城（81番）
- 日本の歴史公園100選（平成18年）：城山公園
- 美しい日本の歴史的風土100選（平成19年）：松山城・道後温泉
- 「松山のまちをみんなで美しくする条例」（美観条例）が施行されており、全市域で煙草の投げ捨てなどが禁止されているほか、違反すれば2万円以下の罰金が科せられる場合がある（即罰金ではなく「度重なる警告を受け」た場合に該当する）。なお、同条例では「国際観光温泉文化都市松山」といった記述がなされている。
- 松山市には松山城が有り、景観保護のための建物高さ制限がある[25]。商業施設ではいよてつ高島屋のくるりんを含めた85（海抜106）メートル、マンションではシティータワー松山の59メートルが最も高い建物である[要出典]。出典  景観法（市役所前榎町通り景観計画）

### 祭事
- 初子祭（1月成人式連休日）
- 椿祭り

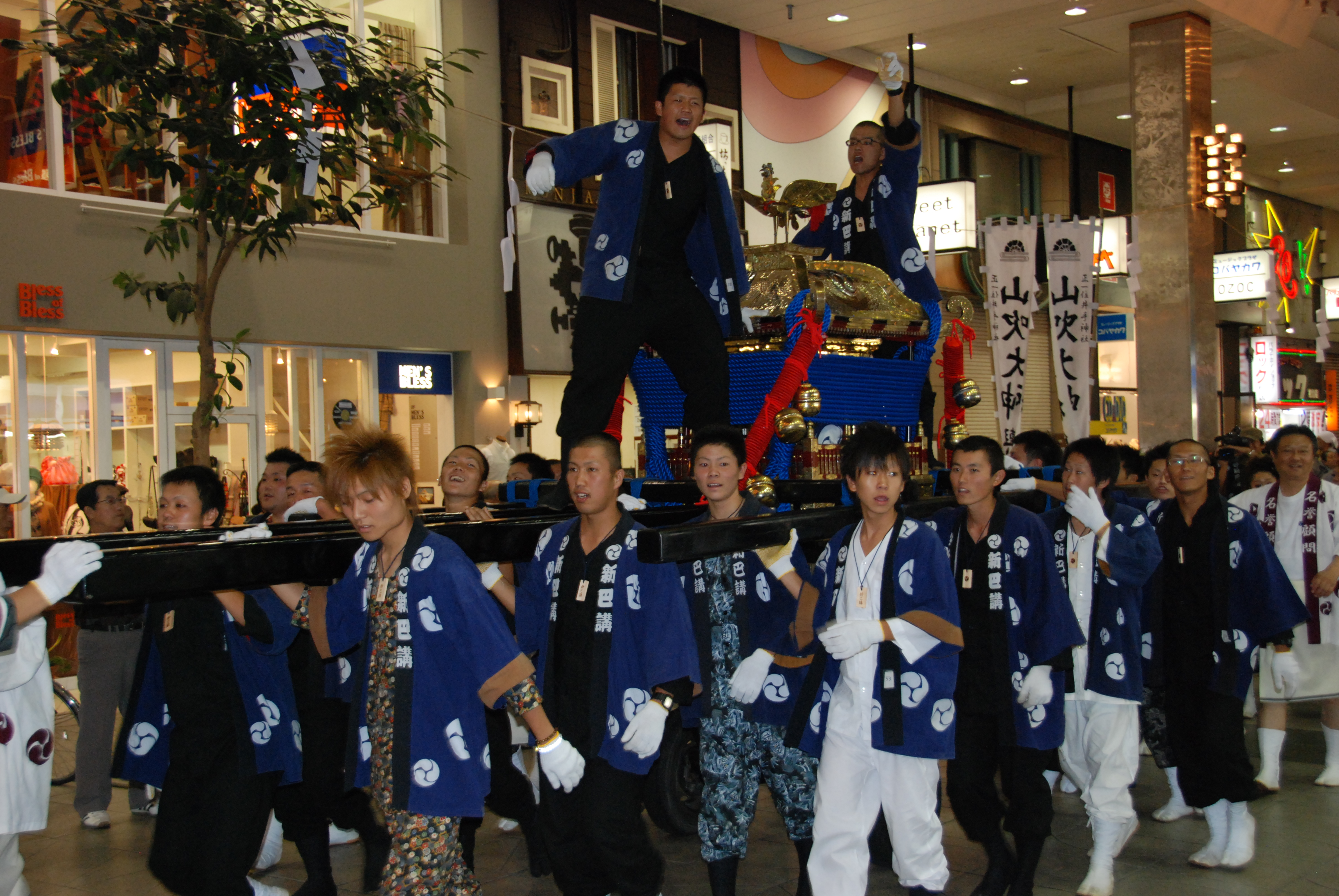
松山秋まつり（2010年）

- 松山春まつり（道後温泉まつり・お城まつり））[* 15]。
- 鐘馗祭（7月11・12日）
- 天神祭（7月24・25日）
- 松山港まつり花火大会
- 松山まつり
- お日切りさん（8月23・24日）
- 松山秋まつり（10月5・6・7日）

## 出身の人物

### 歴史上の人物
- 大森彦七 - 新歌舞伎の18番の1つ、鬼婆退治
- 原田左之助 - 新撰組副長助勤十番隊隊長種田流槍術

### 政治・行政
- 池内沙織 - 元衆議院議員
- 石井智恵 - 衆議院議員
- 大空幸星 - 衆議院議員、NPO法人あなたのいばしょ元理事長
- 大西証史 - 内閣総務官、内閣人事局人事政策統括官
- 押川方義 - 元衆議院議員、東北学院創立者、押川春浪の父
- 勝田主計 - 元大蔵官僚、政治家
- 田和宏 - 第12代内閣府事務次官、元内閣府審議官、元内閣府政策統括官（経済社会システム担当）、元内閣府政策統括官（経済財政分析担当）、元内閣府大臣官房総括審議官
- 東条貞 - 元立憲政友会所属代議士
- 友近聡朗 - 元参議院議員、元サッカー選手（愛媛FC）

### 軍人
- 秋山真之 - 海軍中将
- 秋山好古 - 陸軍大将
- 佐々木到一 - 陸軍軍人
- 白川義則 - 陸軍大将
- 川島義之 - 陸軍大将
- 櫻井忠温 - 陸軍少将、作家
- 水野廣徳 - 海軍大佐、作家

### 実業家
- 稲葉裕美 - 株式会社OFFICE HALO代表取締役、「WEデザインスクール」、「WEアートスクール」主宰
- 小笠原浩 - 安川電機社長、日本ロボット工業会会長
- 小山久二郎 - 小山書店創業者
- 亀井範雄 - 東邦テナックス社長
- 高須賀宣 - サイボウズ創業者
- 新田長次郎 - ニッタ創業者
- 新田仲太郎 - 内外汽船社長、新田汽船代表
- 真鍋賢行 - エコールソフトウェア創業者
- 若山陽一 - UTグループ株式会社代表取締役社長兼CEO

### 学者・教育者
- 安倍能成 - 哲学者
- 魚木忠一 - 神学者
- 江頭進 - 経済学者
- 鹿島愛彦 - 地質学者
- 桑原一司 - 民間学者
- 淡中忠郎 - 数学者
- 中野好夫 - 英文学者
- 山岡均 - 天文学者

### 宗教家
- 御木徳一 - ひとのみち教団（のちのPL教団）教祖

### 医学
- 笠陽一郎 - 精神科医

### 料理家
- 平野寿将 - 料理家

### 棋士
- 黒田尭之：将棋棋士
- 山根ことみ：将棋女流棋士

### 能楽
- 宝生弥一 - 能楽師

### 俳人
- 石田波郷 - 俳人
- 河東碧梧桐 - 俳人
- 高浜虚子 - 俳人
- 正岡子規 - 俳人

### 歌人
- 坂井修一 - 歌人、情報科学者

### 画家
- 古茂田守介 - 洋画家　※旧・道後村出身
- 重松鶴之助 - 画家
- 柳瀬正夢 - 洋画家

### 作家
- 宇佐美まこと - 小説家
- 押川春浪 - SF作家
- 敷村良子 - 作家、コピーライター
- 洲之内徹 - 随筆家（愛媛県立松山東高等学校校歌の作詞者）
- 天童荒太 - 作家
- 伴野朗 - 作家
- 早坂暁 - 作家（旧・北条市出身）
- 星田三平 - 作家
- 松浦理英子 - 作家
- 矢野徹 - 小説家
- 吉村萬壱 - 作家、芥川賞受賞

### 漫画家
- 青木琴美 - 漫画家
- 小林有吾 - 漫画家
- 杉作J太郎 - 漫画家、編集者
- 高須賀由枝 - 漫画家
- 能田達規 - 漫画家
- 八木ちあき - 元漫画家
- 和田ラヂヲ - 漫画家

### イラストレーター
- コンドウアキ - イラストレーター

### デザイナー
- 杉浦非水 - グラフィックデザイナー

### 映画監督
- 伊丹万作 - 映画監督
- 黒田義之 - 映画監督
- 玉井正夫 - 撮影監督
- 森一生 - 映画監督
- 和田嘉訓 - 映画監督

### 放送作家
- 栗坂祐輝 - 放送作家、CMプランナー、脚本家、ディレクター

### 俳優・声優
- 石田政博 - 俳優
- 金子正次 - 俳優
- 河上君榮 - 女優
- 桑田尚樹 - 俳優、モデル
- 笹岡征矢 - ミュージカル俳優
- 玉井晴章 - ミュージカル俳優
- 丹下博喜 - ミュージカル俳優
- 古川伴睦 - 俳優、声優
- 松澤一之 - 俳優
- 松山容子 - 女優
- 丸山定夫 - 俳優

### タレント
- 青田典子 - タレント 元・C.C.ガールズ
- 愛の葉Girls - ローカルアイドル
- 塩見きら - アイドル、グラビアアイドル
- 原田真緒 - グラビアアイドル
- ひめキュンフルーツ缶 - ローカルアイドル

### お笑い芸人
- せめる。（もも）- お笑い芸人（吉本興業）
- 武智（スーパーマラドーナ） - お笑い芸人（吉本興業）
- 友近 - お笑い芸人（吉本興業）
- 前田龍二（シモリュウ）- お笑い芸人（吉本興業）

### モデル
- ラブリ/白濱イズミ - モデル、タレント、歌手

### 歌手
- 宇都宮さだし - 元歌手
- 大森靖子 - 歌手
- 加藤いづみ - 歌手
- 白濱亜嵐 - 歌手（GENERATIONS from EXILE TRIBE/EXILE）
- 日野てる子 - 元歌手
- 山口由子 - 歌手
- R!N (Gemie) - 歌手（Aldiousボーカル）

### ラジオパーソナリティ
- わたなべヨシコ - フリーランスラジオパーソナリティ、セミナー講師、イベントMC、CMナレーター、WEBオペレーター、バンドミュージシャン

### アナウンサー
- 安部みちこ - NHKアナウンサー
- 井関裕貴 -秋田放送アナウンサー
- 岡内ひかり‐南海放送アナウンサー
- 首藤奈知子 - NHKアナウンサー
- 田中千佳 - 富山エフエム放送アナウンサー
- 鶴木陽子 - 、元中京テレビ放送アナウンサー
- 藤村真知子 - フリーアナウンサー
- 本田朋子 - フリーアナウンサー、元フジテレビアナウンサー
- 八塚彩美 - 朝日放送テレビアナウンサー
- 山岡三子 - 女優、フリーアナウンサー

### ジャーナリスト
- 小川泰平 : 元神奈川県警刑事、犯罪ジャーナリスト

### スポーツ
相撲
- 射水川成吉 - 大相撲力士
- 武蔵海豊 - 大相撲力士、藤島部屋所属、最高位幕下6枚目。

剣道
- 大城戸功 - 剣道選手（世界選手権個人優勝）

柔道
- 中矢力 - 柔道家（73kg級世界チャンピオン）
- 南條充寿 - 柔道家（全日本女子ナショナルチーム監督）
- 棟田康幸 - 柔道家（元100kg超級および無差別世界チャンピオン）

野球
- 沖原佳典 - 元プロ野球選手（内野手、阪神タイガース、東北楽天ゴールデンイーグルス）
- 景浦將 - 元プロ野球選手（内野手、阪神タイガース）
- 近藤兵太郎 - 元学生野球監督（1931年夏に嘉義農林野球部（中国語版）を率いて甲子園準優勝）
- 佐野慈紀 - 元プロ野球選手（投手、大阪近鉄バファローズ）
- 筒井和也 - 元プロ野球選手（投手、阪神タイガース）
- 西本聖 - 元プロ野球選手（投手、読売ジャイアンツ）
- 西山道隆 - 元プロ野球選手（投手、福岡ソフトバンクホークス）
- 藤本定義 - 元プロ野球監督（読売ジャイアンツ初代監督）
- 藤原満 - 元プロ野球選手（内野手、南海ホークス）
- 森茂雄 - 元プロ野球監督（大阪タイガース初代監督）

サッカー
- 前野貴徳 - サッカー選手（愛媛FC）
- 松下佳貴 - サッカー選手（ベガルタ仙台）

バレーボール
- 佐伯美香 - バレーボール、ビーチバレー

バスケットボール
- 門屋加壽子 - バスケットボール、元・ユニチカ、モントリオールオリンピック代表
- 橋本尚明 - バスケットボール選手

ボクシング
- 浜田吉治郎 - アマチュアボクシング選手、東京オリンピック日本代表

レスリング
- 村田夏南子 -  レスリング選手（55kg級世界ジュニアチャンピオン）

プロレス
- 藤田あかね - 女子プロレスラー（プロミネンス所属）

ゴルフ
- 松山英樹 - プロゴルファー

スノーボード
- 青野令 - スノーボーダー

フィギュアスケート
- 島田高志郎 - フィギュアスケート選手

マラソン
- 土佐礼子 - マラソン北京オリンピック代表（旧・北条市出身）

競艇
- 平高奈菜 - 競艇選手（香川支部所属）

騎手
- 山本正司 - 中央競馬騎手・調教師

レーサー
- 玉田誠 - オートバイレーサー

### その他
- 福田和子 - ホステス
- 三好浩子 - 1990年ミス・ユニバース日本代表

## ゆかりある人物
- 光定 - 伊予国風早郡出身。日本天台宗の祖である最澄に師事。
- 松本山雪 - 松山藩主・松平定行に仕えた御用絵師。馬の絵で知られる。
- 夏目漱石 - 作家（松山中学校に赴任、小説「坊っちゃん」を執筆）
- 種田山頭火 - 俳人（松山を終焉の地に選ぶ）
- 木子七郎 - 建築家（新田長次郎の娘婿）
- 松平定知 - NHKアナウンサー
- 源田実 - 343空司令。松山市で没した。
- 森生まさみ - 漫画家（高校生までは内子町に在住）
- 大江健三郎 - 作家（松山東高に在学中、松山市内に下宿していた）
- 高須賀由枝 - 漫画家
- 山本薩夫 - 映画監督
- 伊藤大輔 - 映画監督
- 三橋美智也 - 歌手（秋まつりに欠かせない「神輿音頭」を歌う）
- SKRYU - ラッパー 島根県出身 (ラップを始めたのは松山市。2018年からULTIMATE MC BATTLEに3年連続愛媛県代表として出場している(2020年はベスト4)
- 千葉茂 - 野球選手・監督（西条市生まれ。松山商業野球部の昭和10年夏の甲子園優勝メンバー）
- 廣瀬悠・廣瀬順子 - 松山市を拠点に活動する柔道家夫婦。リオデジャネイロ、東京、パリパラリンピック代表
- 郷亜里砂 - スピードスケート選手。イヨテツスポーツセンター所属時に平昌オリンピック、北京オリンピック代表
- 宮崎早織 - バスケットボール選手。聖カタリナ女子高校卒業。東京オリンピック銀メダル
- 住谷悦治 - 松山高等商業学校（現：松山大学）教授
- 服部嘉香 - 国語学者、詩人。日本詩人クラブ理事長。正岡子規の遠戚で、松山中学校出身
- 乗松雅休 - 日本で最初の海外伝道者、明治時代の前代未聞のこと。
- 二宮邦次郎 - 松山教会牧師、松山女学校（現：松山東雲学園）創設者
- コーネリア・ジャジソン - 女性宣教師、普通夜学会（現：松山学院高等学校）創設者
- シドニー・ギューリック - アメリカン・ボード宣教師
- 大泉洋(母が松山市出身。母方の曾祖父は伊予鉄道の松山市駅で駅長をしていた事がある。)

## 名誉市民
- 柳原極堂（正之）- 俳人。1957年（昭和32年）7月1日選定、慶応3年に温泉郡北京町（現・松山市二番町）で生誕。
- 景浦稚桃（直孝）- 史家。1960年（昭和35年）1月4日選定、1875年（明治8年）に松山市北夷子町で生誕。
- 西村清雄
- 黒田政一 - 松山市長を歴任
- 久松定武 - 県知事を歴任
- 宇都宮孝平 - 松山市長を歴任
- ヘルマン・ファン・ロンパウ - 特別名誉市民[26]。